# Côte d'Ivoire
Vous lisez un « article de qualité » labellisé en 2008.
Pour les articles homonymes, voir Côte d'Ivoire (homonymie).
République de Côte d’Ivoire
La Côte d'Ivoire,  en forme longue la république de Côte d'Ivoire (RCI), est un État situé en Afrique, dans la partie occidentale du golfe de Guinée. Elle présente sensiblement la forme d'un carré d'environ 600 km de côté. D'une superficie de 322 463 km2, elle est bordée au nord-ouest par le Mali, au nord-est par le Burkina Faso, à l'est par le Ghana, au sud-ouest par le Liberia, à l'Ouest par la Guinée et au sud par l'océan Atlantique. La population est estimée à 29 389 150 habitants en 2021.
La Côte d'Ivoire a pour capitale politique et administrative Yamoussoukro, mais la quasi-totalité des institutions se trouvent à Abidjan, son principal centre économique. Sa langue officielle est le français, mais quelque 70 langues et dialectes sont parlés au quotidien. Sa monnaie est le franc CFA. Le pays fait partie de la Communauté économique des États de l'Afrique de l'Ouest (CEDEAO), de l'Union africaine (UA), de l'Organisation internationale de la francophonie (OIF), de l'Organisation de la coopération islamique (OCI), de l'Organisation des Nations unies (ONU), du Groupe des vingt-quatre (G24), du Groupe des 33, de la Banque africaine de développement (BAD), de l'Organisation de la presse africaine (APO), de la Communauté des États sahélo-sahariens (CEN-SAD), du Conseil africain et malgache pour l'enseignement supérieur (CAMES) et de la Zone de paix et de coopération de l'Atlantique Sud (ZPCAS).
D'abord protectorat français en 1843, puis colonie française, le 10 mars 1893 selon le traité de Kong, le pays acquiert son indépendance, le 7 août 1960, sous la houlette de Félix Houphouët-Boigny, premier président de la République. L'économie, essentiellement axée sur l'agriculture, notamment la production de café et de cacao, connaît au cours des deux premières décennies un essor exceptionnel. En 1990, le pays traverse, outre la crise économique survenue à la fin des années 1970, des périodes de turbulence sur les plans social et politique. Ces problèmes connaissent une exacerbation à la mort de Félix Houphouët-Boigny en 1993. L'adoption d'une nouvelle constitution et l'organisation de l'élection présidentielle qui, en 2000, porte au pouvoir Laurent Gbagbo n'apaisent pas les tensions sociales et politiques, qui conduisent au déclenchement d'une crise politico-militaire, le 19 septembre 2002. Après plusieurs accords de paix, l'élection présidentielle de 2010 voit la victoire d'Alassane Ouattara face à son opposant Laurent Gbagbo. Réélu en 2015, Alassane Ouattara relance la croissance économique par une politique libérale et interventionniste, tout en étant critiqué pour sa gestion de l'armée et de la justice. En 2016, une nouvelle constitution est adoptée, marquant l'avènement de la Troisième République.
La Côte d'Ivoire est en voie de développement et se place en 159e position selon son indice de développement humain (IDH) en 2021.

## Étymologie et toponymie
La dénomination de « Côte d'Ivoire » est la traduction en français du nom portugais de Costa do Marfim donné par les commerçants navigateurs en route vers l'Inde, qui apparaît sur les portulans portugais à la fin du XVIIe siècle.
En octobre 1985, le gouvernement ivoirien a demandé à tous les pays d'utiliser comme dénomination officielle le nom en français de « Côte d'Ivoire » (de manière similaire aux noms de certains pays qui ne sont pas traduits comme Costa Rica, Sierra Leone, etc.). Ce nom officiel s'écrit sans trait d'union, faisant exception, comme certains autres noms de pays, aux règles de la typographie française qui prescrivent habituellement, pour la graphie des noms d'unités administratives ou politiques, des traits d'union entre les différents éléments d'un nom composé, et une majuscule à tous les éléments (sauf articles…) ce qui donnerait normalement « Côte-d'Ivoire ».
Hors des pays francophones, les médias et les populations continuent à s'exprimer usuellement dans leurs propres langues : Elfenbeinküste en allemand, Ivory Coast en anglais, Costa do Marfim en portugais, Costa de Marfil en espagnol, Costa d'Avorio en italien, ساحل العاج en arabe, Бе́рег Слоно́вой Ко́сти (Béreg Slonovoï Kosti) en russe (avec Кот д'Ивуа́р (Kot d'Ivouar) comme transcription phonétique du nom français), Elefántcsontpart en hongrois, ou encore 象牙海岸 en chinois (avec aussi 科特迪瓦 comme transcription du nom français).
Depuis 1985, le pays a donc, dans les pays non francophones, deux noms : le nom officiel en français sans trait d'union, et un nom vernaculaire selon la langue et les règles de chaque pays.
La Côte d'Ivoire a aussi communément été appelée la « terre d'Éburnie », qui désigne la partie forestière du pays. À l'indépendance, des propositions avaient suggéré de remplacer le nom de Côte d'Ivoire, considéré comme trop colonial, par celui d'« Eburnea ».

## Langues
Le français est la langue officielle de la Côte d'Ivoire et plus de 80 % des habitants du pays le comprennent et le parlent. Selon l'Organisation internationale de la francophonie en 2009, 99 % des habitants de la plus grande ville du pays, Abidjan, savent lire, écrire et parler français. Aujourd'hui, plus du tiers de la population du pays a le français comme langue maternelle, surtout parmi les jeunes générations, ce qui soulève des inquiétudes sur la disparition des langues locales.
En plus du français parlé par la majorité des Ivoiriens, plus de 70 autres langues sont parlées au quotidien, principalement dans les zones rurales. Parmi ces langues, les plus parlées dans le nord sont le sénoufo (2 400 000 locuteurs) et le malinké, mais on y compte aussi d'autres langues régionales, par exemple le mahouka et le koyaka (1 500 000 locuteurs). Plus au centre, le baoulé (7 200 000 locuteurs) et le bété (3 000 000 locuteurs) sont les plus parlées. Le yacouba (118 300 locuteurs), l'agni (400 000 locuteurs), le gouro sont aussi des langues beaucoup parlées.
Le dioula serait la langue la plus parlée au pays du fait de son utilisation universelle dans le commerce. Le dioula appartient au groupe ethnique Mandingue, il est essentiellement utilisé par les commerçants et les artisans du commerce transsaharien, dans le but de faciliter les échanges commerciaux entre les grands groupes ethniques du nord de la Côté d'Ivoire, ainsi qu'avec les pays frontaliers dont le malinké est la langue officielle ou la plus parlée comme au Mali, en Guinée et au Burkina Faso.

## Géographie

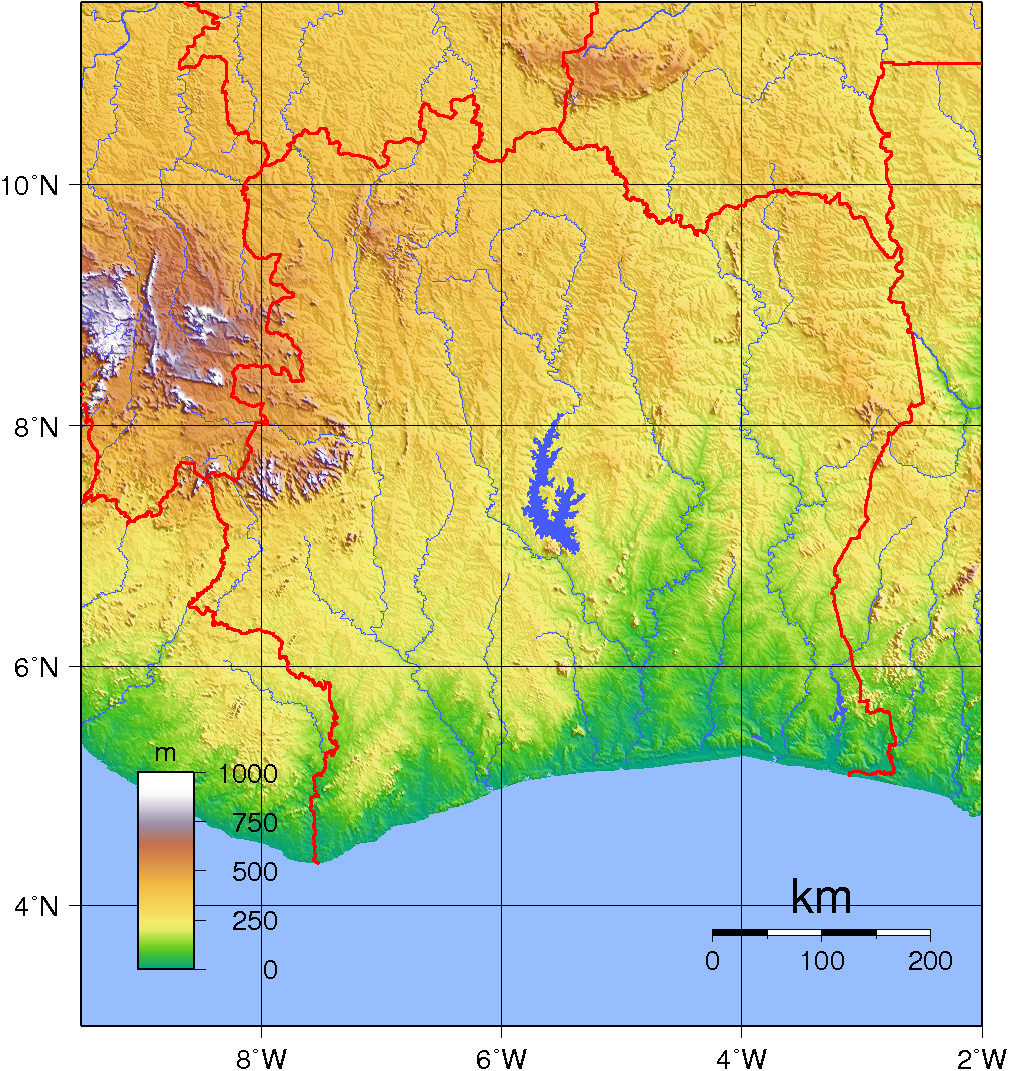
Topographie de la Côte d'Ivoire.

### Topographie

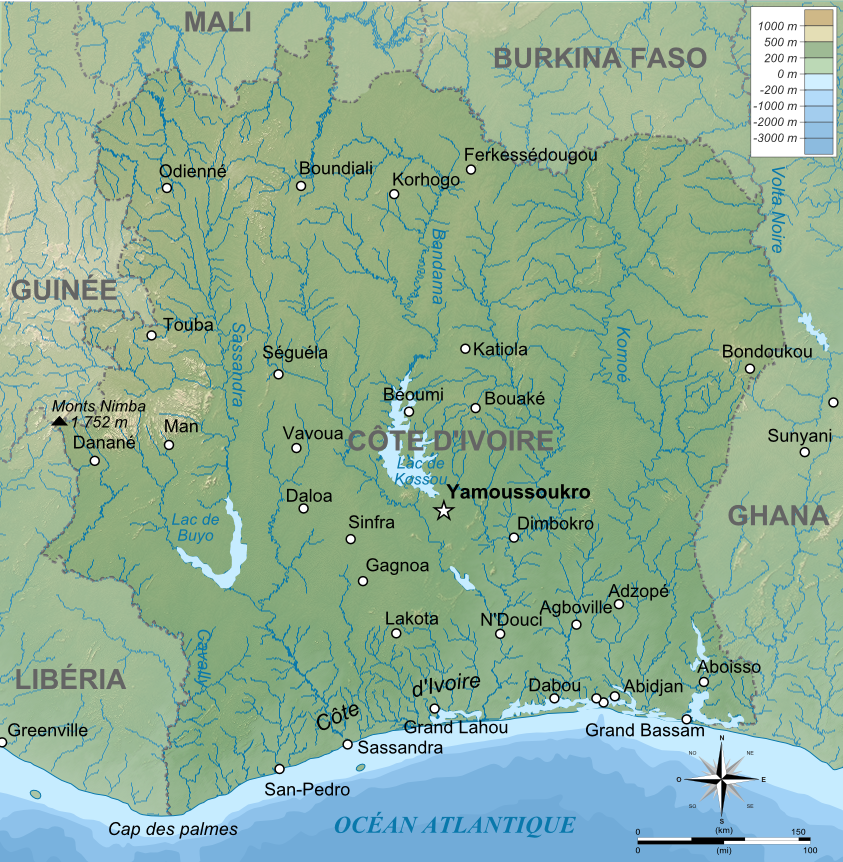
Relief et villes principales de la Côte d'Ivoire.

Le territoire de la Côte d'Ivoire présente l'aspect d'un quadrilatère, dont le sud offre une façade de 520 km sur l'océan Atlantique, dans la partie occidentale du golfe de Guinée.
Le pays est caractérisé par un relief peu élevé. Les terres sont constituées en majeure partie de plateaux et plaines. L'ouest du pays, région montagneuse, présente toutefois quelques reliefs au-delà de mille mètres (le mont Nimba culmine à 1 752 m). Hormis cette région, les altitudes varient généralement entre 100 et 500 mètres, la plupart des plateaux se situant autour de 200 à 350 mètres. Ceux-ci présentent différents aspects. Les plateaux les plus élevés sont rigides dans leurs formes ainsi que dans leurs matériaux ; ceux de niveaux intermédiaires ont assez souvent des formes émoussées ; les plus bas présentent quant à eux une certaine rigidité, mais ils sont constitués de matériaux meubles. Des étendues énormes et verticales rigoureusement tabulaires et horizontales sont parfois présentes dans les régions de savanes, mais également sous les petits accrocs de savanes incluses dans la forêt dense. L'élément dominant de ces plateaux est constitué par une cuirasse ferrugineuse visible en surface sous forme de dalles de teinte rouille, mais parfois voilées de sables, de gravillons ou produits plus fins.

### Littoral et fleuves
Les eaux, qui couvrent environ 4 462 km2, soit 1,38 % de la superficie totale du pays, sont constituées au sud par l'océan (Atlantique), par les lagunes dont les plus célèbres sont les complexes (d'est en ouest) Aby-Tendo-Ehy, lagune Ebrié, Grand-Lahou - lagune Tadio - Makey - lagune Tagba, ainsi que par les eaux mortes.
La grande houle du sud qui vient battre la plage rend l'accès par mer très difficile.
Le bord de mer en Côte d'Ivoire est une longue suite de plages qui ne s'interrompent qu'aux embouchures de fleuves, quand elles existent (en saison des crues).
De nombreux cours d'eau avec souvent des débits extrêmes drainent tout le territoire. Au nombre de ceux-ci figurent quatre grands fleuves qui sont le Cavally (700 km), le Sassandra (650 km), le Bandama (1 050 km) et la Comoé (1 160 km). D'autres cours d'eau importants sont tributaires de ces derniers ou forment des bassins versants indépendants en tant que fleuves côtiers comme le Tabou, le Néro, le San-Pedro, le Bolo, le Niouniourou, le Boubo, l'Agnéby, la Mé, la Bia. À cet ensemble s'ajoutent des ruisseaux et plusieurs étendues marécageuses.

### Géologie

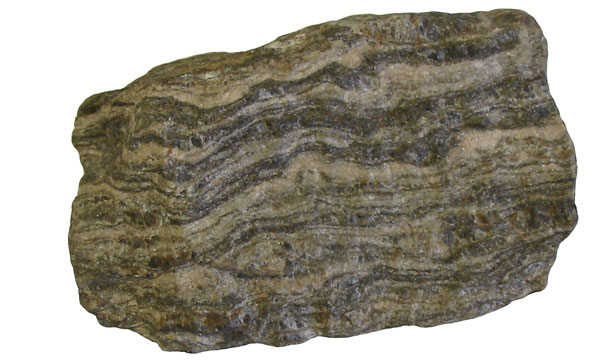
Gneiss, roche métamorphique constituant une des grandes familles des formations cristallines.

Les sols présentent la même apparence que ceux que l'on rencontre en grande partie en Afrique de l'Ouest. Ils sont souvent meubles, parfois indurés d'un matériau dont la couleur se situe habituellement dans la gamme des rouges, allant de l'ocre au rouille sombre. Toutefois, l'empreinte des milieux équatoriaux sur les sols ivoiriens est proportionnellement plus marquée que dans la quasi-totalité des territoires qui se situent au nord du golfe de Guinée.
Tout comme le relief, les sols sont influencés de manière souvent déterminante par la composition des roches. Le soubassement rocheux de la Côte d'Ivoire est diversement constitué et presque invisible, à l'exception des dômes cristallins. Il est formé en quasi-totalité par des roches de socle, cristallines ou phylliteuses, présentant divers degrés de métamorphisme. Les formations cristallines occupent environ les deux tiers du pays et sont subdivisées en cinq grandes familles : les migmatites et les gneiss (anciennes roches plutoniques, volcaniques ou sédimentaires métamorphosées), les charnockites (granites à hypersthène) et norites, les « granites baoulé » qui elles-mêmes comprennent plusieurs variétés de roches, la catégorie des roches riches en minéraux noirs (diorites ou granodiorites) et les « granites de Bondoukou » (fréquemment granodioritiques mais parfois alcalins également). Quant aux roches phylliteuses, elles sont essentiellement composées de schistes, qui divergent en fonction des caractères des sédiments originels qui les ont formés et des degrés de métamorphisme qu'ils ont subis. Mais elles comprennent également quelques quartzites et grès-quartzites. On assimile à cette famille les roches communément appelées « roches vertes » en Côte d'Ivoire (métamorphiques mais d'origine non sédimentaire). Le socle ivoirien est bordé par une minuscule couverture sédimentaire constituée surtout de sables argileux d'origine continentale et d'argiles, sables et vase d'origine marine.
Les sols ferralitiques couvrent la majeure partie du territoire ivoirien. Ils sont notamment présents dans l'Est, l'Ouest, le Sud, les zones forestière et pré-forestière, les zones de savanes soudanaises ou sub-soudanaises, les aires septentrionales, etc. Les sols ferrugineux tropicaux qui se rencontrent sur des roches granitoïdes ont leur extension majeure dans le Nord-Est du pays, autour de la localité de Bouna et dans l'interfluve entre le haut N'Zi et la haute Comoé. Les trois dernières classes citées sont beaucoup plus étroitement localisées ; elles sont situées en topographie accidentée et se rencontrent dans les régions de buttes du Yaouré et de Bondoukou, de la haute Comoé et dans les chaînes des localités de Sifié, d'Oumé à Fetékro.

### Climat
Compris entre 4° et 10° de latitude nord, le territoire de la Côte d'Ivoire est distant de l'équateur d'environ 400 km sur ses marges méridionales, et du tropique du Cancer d'environ 1 400 km sur ses frontières septentrionales. Le climat, généralement chaud et humide, constitue dès lors une transition entre l'équatorial et le tropical. Équatorial le long des côtes, il est semi-aride à l'extrême nord. Le pays connaît en général des variations importantes de température entre le nord et le sud, mais également le long de l'année en fonction des saisons. Les températures oscillent autour de 28 °C en moyenne. Deux grandes zones climatiques se côtoient : le climat équatorial et le climat tropical de savane, lui-même plus ou moins sec.
Le climat subéquatorial est caractérisé par des températures de faibles amplitudes de (25 °C à 30 °C), un fort taux d'humidité (de 80 à 90 %) et des précipitations abondantes, qui atteignent à Abidjan 1 766 mm et à Tabou 2 129 mm. Cette zone connaît deux saisons sèches et deux saisons humides. La grande saison sèche, chaude, est entrecoupée de quelques pluies et s'étend du mois de décembre au mois d'avril. La petite saison sèche couvre les mois d'août et de septembre. Quant aux saisons de pluie, elles s'échelonnent de mai à juillet pour la grande et d'octobre à novembre pour la petite.
Le climat tropical de savane humide couvre le nord de la zone forestière du sud et le sud de la région des savanes. Les températures, à amplitudes plus importantes, y oscillent entre 14 °C et 33 °C avec une hygrométrie de 60 % à 70 % et des précipitations annuelles de 1 200 mm3 à Bouaké. Cette région climatique connaît également quatre saisons : deux saisons sèches, de novembre à mars et de juillet à août et deux saisons pluvieuses, de juin à octobre et de mars à mai.
Le climat de savane sec concerne principalement la Région des Savanes. Les amplitudes thermiques quotidiennes et annuelles y sont relativement importantes, de l'ordre de 20 °C, le taux d'humidité, inférieur à celui du sud du pays, varie de 40 % à 50 %. La zone considérée est caractérisée par la présence intermittente entre les mois de décembre et février d'un vent frais et sec, l'harmattan. On y relève deux saisons : l'une sèche, de novembre à juin, ponctuée par quelques pluies au mois d'avril, et l'autre pluvieuse, couvrant la période de juillet à octobre. Les précipitations moyennes enregistrées sont de 1 203 mm à Korhogo.
| Mois                              | jan. | fév. | mars | avril | mai | juin | jui. | août | sep. | oct. | nov. | déc. | année |
| --------------------------------- | ---- | ---- | ---- | ----- | --- | ---- | ---- | ---- | ---- | ---- | ---- | ---- | ----- |
| Température minimale moyenne (°C) | 23   | 24   | 21   | 25    | 25  | 24   | 24   | 23   | 22   | 24   | 24   | 24   | 21    |
| Température maximale moyenne (°C) | 31   | 32   | 32   | 32    | 31  | 29   | 28   | 27   | 28   | 29   | 31   | 31   | 32    |
| Précipitations (mm)               | 21   | 49   | 110  | 159   | 319 | 607  | 201  | 32   | 69   | 165  | 149  | 92   | 1 973 |

| Diagramme climatique                                  |        |         |         |         |         |         |        |        |         |         |        |
| J                                                     | F      | M       | A       | M       | J       | J       | A      | S      | O       | N       | D      |
| 312321                                                | 322449 | 3221110 | 3225159 | 3125319 | 2924607 | 2824201 | 272332 | 282269 | 2924165 | 3124149 | 312492 |
| Moyennes : • Temp. maxi et mini °C • Précipitation mm |        |         |         |         |         |         |        |        |         |         |        |

| Mois                              | jan. | fév. | mars | avril | mai | juin | jui. | août | sep. | oct. | nov. | déc. | année |
| --------------------------------- | ---- | ---- | ---- | ----- | --- | ---- | ---- | ---- | ---- | ---- | ---- | ---- | ----- |
| Température minimale moyenne (°C) | 20   | 20   | 21   | 21    | 22  | 21   | 20   | 20   | 20   | 20   | 21   | 20   | 20    |
| Température maximale moyenne (°C) | 33   | 34   | 34   | 33    | 33  | 31   | 29   | 29   | 30   | 32   | 33   | 33   | 34    |
| Précipitations (mm)               | 15   | 44   | 90   | 134   | 140 | 141  | 105  | 109  | 199  | 128  | 34   | 20   | 1 159 |

| Diagramme climatique                                  |        |        |         |         |         |         |         |         |         |        |      |
| J                                                     | F      | M      | A       | M       | J       | J       | A       | S       | O       | N      | D    |
| 332015                                                | 342044 | 342190 | 3321134 | 3322140 | 3121141 | 2920105 | 2920109 | 3020199 | 3220128 | 332134 | 3320 |
| Moyennes : • Temp. maxi et mini °C • Précipitation mm |        |        |         |         |         |         |         |         |         |        |      |

| Mois                              | jan. | fév. | mars | avril | mai | juin | jui. | août | sep. | oct. | nov. | déc. | année |
| --------------------------------- | ---- | ---- | ---- | ----- | --- | ---- | ---- | ---- | ---- | ---- | ---- | ---- | ----- |
| Température minimale moyenne (°C) | 18   | 18   | 22   | 23    | 22  | 21   | 21   | 21   | 20   | 20   | 18   | 16   | 16    |
| Température maximale moyenne (°C) | 34   | 35   | 36   | 35    | 34  | 31   | 30   | 29   | 30   | 31   | 32   | 33   | 36    |
| Précipitations (mm)               | 8    | 15   | 38   | 82    | 121 | 168  | 293  | 356  | 274  | 155  | 47   | 16   | 1 573 |

| Diagramme climatique                                  |        |        |        |         |         |         |         |         |         |        |      |
| J                                                     | F      | M      | A      | M       | J       | J       | A       | S       | O       | N      | D    |
| 34188                                                 | 351815 | 362238 | 352382 | 3422121 | 3121168 | 3021293 | 2921356 | 3020274 | 3120155 | 321847 | 3316 |
| Moyennes : • Temp. maxi et mini °C • Précipitation mm |        |        |        |         |         |         |         |         |         |        |      |

Ces climats induisent quatre grands types de biomes différents, que le WWF désigne par écorégions. La savane soudanienne occidentale, au nord du 8e parallèle, recouvre près du tiers du territoire. Le tiers sud du pays est lui à cheval sur deux écorégions : à l'ouest l'écorégion de forêts appelée « forêt de plaine de l'ouest guinéen » ainsi qu'au centre sud et au sud-est l'écorégion de la forêt de l'est guinéen, séparée par le Sassandra. Entre ces deux zones, la mosaïque de forêt-savane guinéenne, entrecoupée de zones ripariennes et de zones humides au centre du pays, présente de nombreux points de forêt sèche assez dense. En outre, le centre ouest du pays abrite une petite écorégion de montagne appelée forêt de montagne ouest-africaine. Ces trois zones sont incluses par la Conservation International dans le point chaud de biodiversité de l'Upper Guinean forests (littéralement de l'anglais « forêt haute-guinéenne »). Il existe aussi deux mangroves dans l'écorégion des mangroves guinéennes, à l'ouest d'Abidjan, l'une à l'embouchure de la Bia et l'autre à l'embouchure du Boubo.
Le climat d'Odienné, une ville du nord-ouest, est lui, influencé par la présence des montagnes, la pluviométrie y est plus élevée avec 1 491 mm3 et les températures y sont plus basses, que plus à l'est. La pluviométrie de cette zone est même de 1 897 mm3 à Man.

### Faune et flore

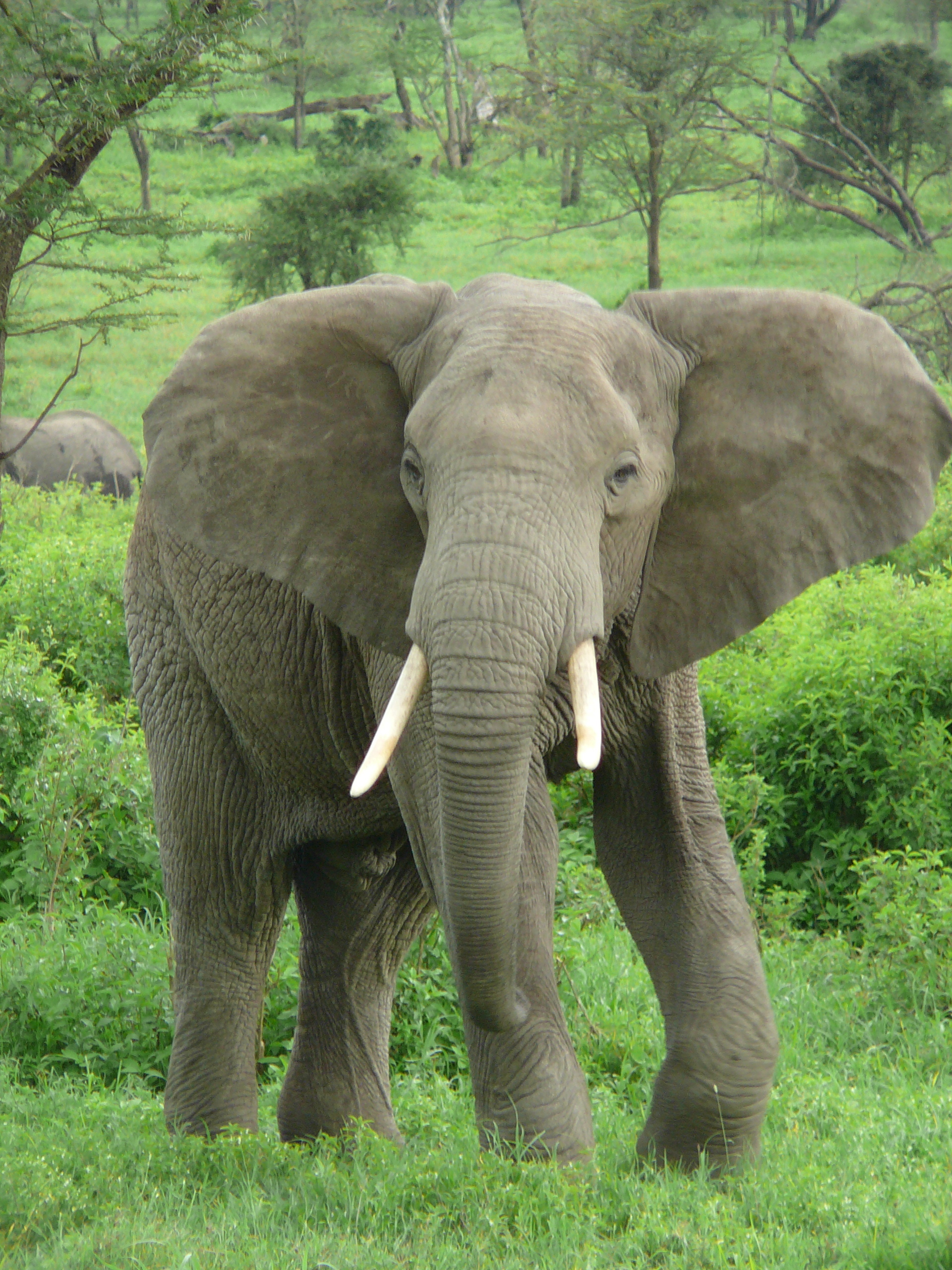
L'éléphant, à l'origine du nom du pays.

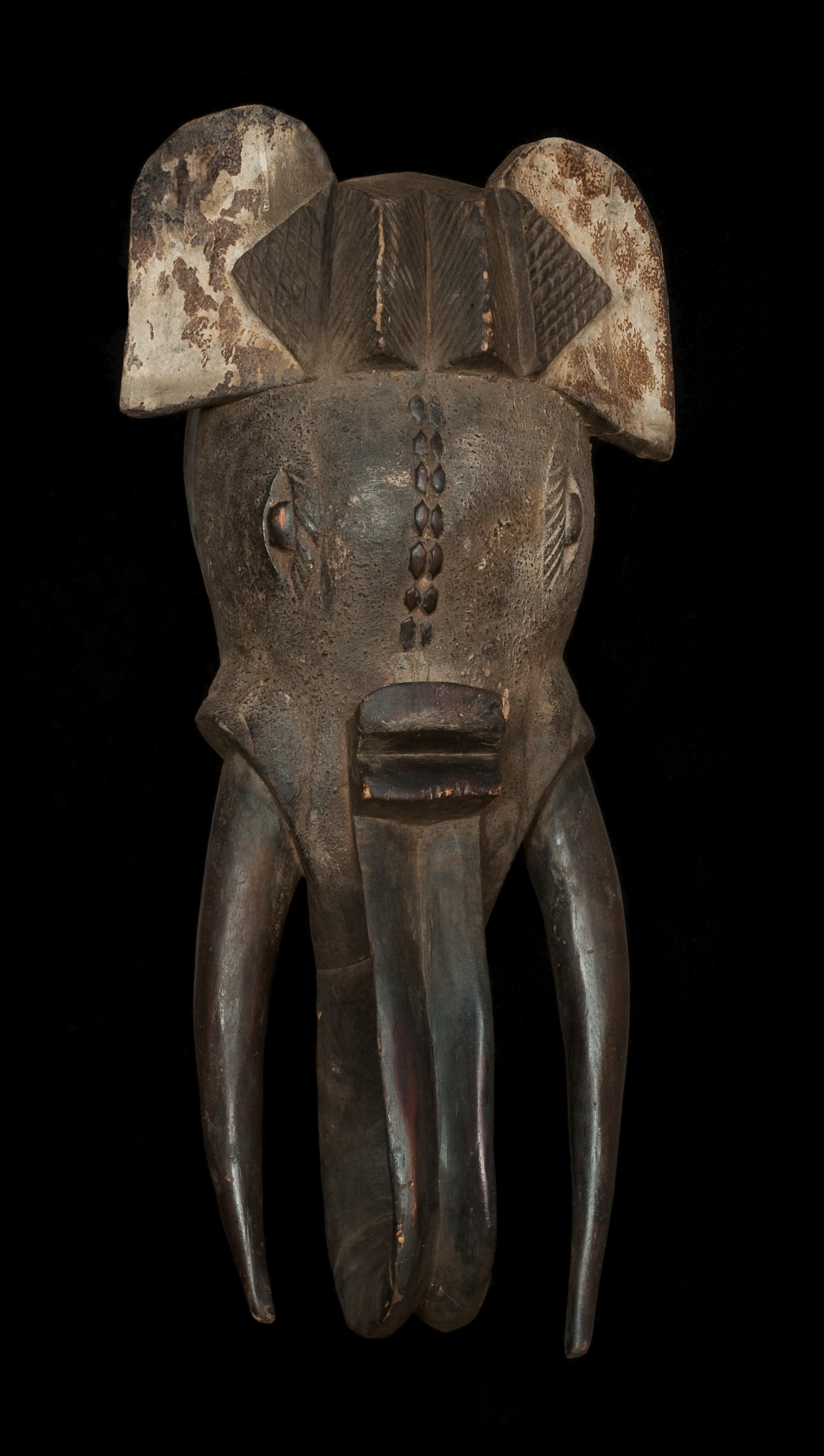
L'éléphant est fréquemment représenté dans l'artisanat local.

Le couvert végétal s'est considérablement modifié au cours des années. Le paysage de base était constitué par les forêts denses, globalement subdivisées en forêts hygrophiles et forêts mésophiles, qui occupaient à l'origine un tiers du territoire au sud et à l'ouest. Il est complété par les forêts claires ou savanes arborées ou boisées, qui s'étendent du Centre au Nord, avec toutefois de nombreux points de forêt dense sèche. De petites mangroves, en outre, existent sur la côte.
Depuis la période coloniale, les surfaces de forêts denses ont connu, par le fait de l'homme (plantations arbustives, exploitations forestières), une importante réduction. Depuis l'indépendance, la superficie couverte par les forêts est passée de 16 millions à 3 millions aujourd'hui, en raison de la déforestation massive au profit de la culture du cacao, dont la Côte d'Ivoire est le premier producteur mondial.
La faune présente une richesse particulière, avec de nombreuses espèces animales (vertébrés, invertébrés, animaux aquatiques et parasites). Parmi les mammifères, l'animal le plus emblématique reste l'éléphant, dont les défenses, constituées d'ivoire, ont jadis été une importante source de revenus. Espèce autrefois abondante en forêt comme en savane, l'éléphant a été intensément chassé et braconné. Aussi, ne subsiste-t-il que dans les réserves et parcs et en quelques points des forêts.
La Côte d'Ivoire abrite aussi les deux espèces d'hippopotames, celle de savane répandue dans toute l'Afrique, et l'espèce pygmée, localisée aux forêts du pays et du Liberia voisin, l'hylochère ou sanglier géant, les antilopes et céphalophes, des buffles, des singes encore nombreux, des rongeurs, des pangolins et des carnivores, parmi lesquels le lion[réf. souhaitée], la panthère et la mangouste.
Les oiseaux, dont plusieurs centaines d'espèces ont été identifiées, embellissent les paysages. On trouve également de nombreux reptiles (serpents, lézards, caméléons…), batraciens et poissons d'eau douce, et d'innombrables espèces d'invertébrés comme des mollusques, insectes (papillons, scarabées, fourmis, termites…), araignées et scorpions, etc. Certains animaux, célèbres dans la zone plus humide du Sud, deviennent, à l'image de quelques sous-espèces du chimpanzé commun, plus rares. Bien d'autres espèces sont en voie de disparition.

### Aires protégées

Implantation des zones protégées en 2008.

Le gouvernement ivoirien a multiplié la création et l'aménagement d'aires protégées pour préserver l'environnement, notamment le couvert forestier qui a connu une régression exceptionnelle depuis l'indépendance, ainsi que certaines espèces animales rares ou en voie de disparition.
Le ministère ivoirien de l'Environnement assure la mise en œuvre de la politique de gestion de l'environnement et des aires protégées. De ce ministère dépend l'Office ivoirien des parcs et réserves (OIPR) qui gère la faune et la flore protégées du pays. La Société de développement des forêts (SODEFOR) est une agence d'État dépendant du ministère des Eaux et Forêts qui s'occupe, notamment, d'expulser les agriculteurs occupant illégalement des zones protégées.
En 2021, on dénombre huit parcs nationaux et 234 forêts classées en Côte d'Ivoire. Ces forêts sont des terres de l'État mises de côté pour la conservation, dont quinze réserves botaniques. Six zones protégées sont inscrites à la convention de Ramsar, trois le sont au patrimoine mondial et deux sont des réserves de biosphère.
En juillet 2014, la Côte d'Ivoire a adopté un nouveau code forestier dont les objectifs étaient notamment de restaurer au moins 20 % du territoire du pays à la forêt.
Des plans de réintroduction d'animaux, notamment pour le rhinocéros noir et la girafe qui avaient disparu de certaines zones, ont été menés à bien, par exemple dans la nouvelle réserve d'Aboukouamékro. Le gouvernement doit aussi faire face, comme ailleurs, au problème du trafic d'animaux.

#### Parcs nationaux

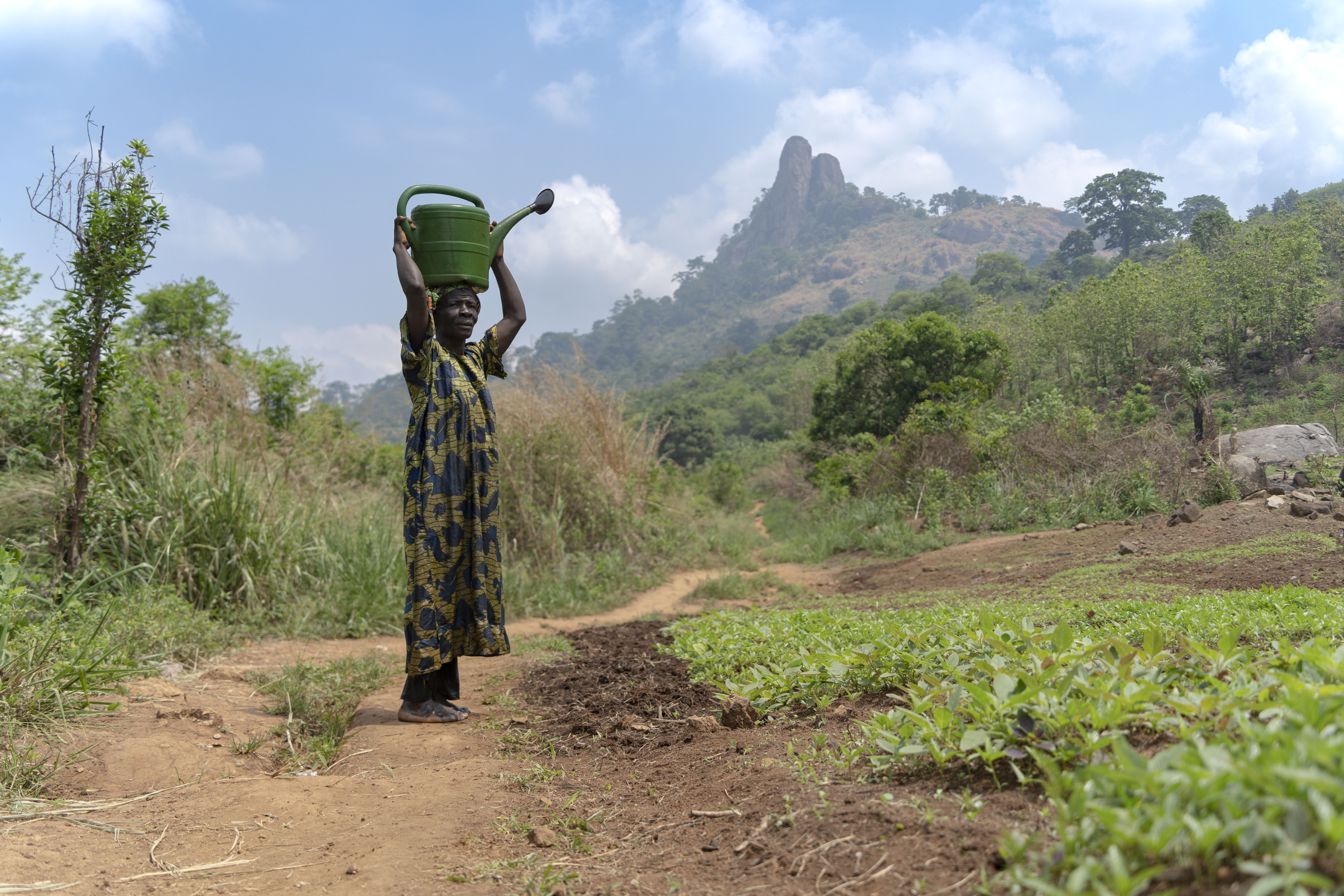
La route de la cascade de Man.

- Le parc national de la Comoé, fondé en 1968, couvre 1 150 000 hectares et 500 km de pistes carrossables. Il occupe près du quart de la zone forestière du pays et est l'une des plus grandes aires protégées d'Afrique. Y ont été recensés notamment 75 000 cobes de Buffon, 14 000 bubales, 3 000 hippotragues, 6 000 buffles, 1 200 éléphants, 700 hippopotames et environ 250 lions, mais le parc de la Comoé renferme aussi de très nombreuses autres espèces d'antilopes comme le céphalophe, dont six familles différentes ont été identifiées, des singes, des hyènes, des panthères, des mangoustes, d'innombrables oiseaux ;
- Le parc national de Taï (350 000 hectares), prolongé au nord par la réserve de faune du N'Zo (70 000 hectares), est surtout axé sur la préservation de la forêt primaire (forêt vierge). Un embranchement permet d'atteindre, à l'intérieur de celui-ci, le mont Niénokoué qui le domine, ainsi que les derniers géants végétaux ;
- Le parc national de la Marahoué s'étend sur 100 000 hectares[39];

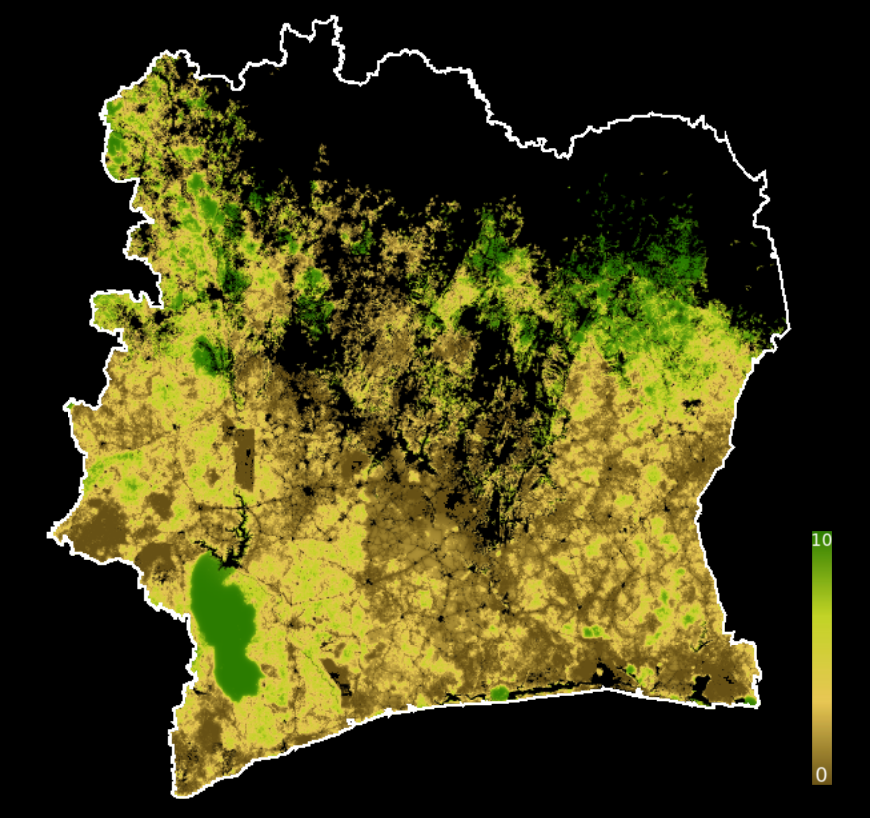
En 2019, La Côte d'Ivoire avait un score moyen de l'indice d'intégrité du paysage forestier de 3,64, le classant sur 172 pays.

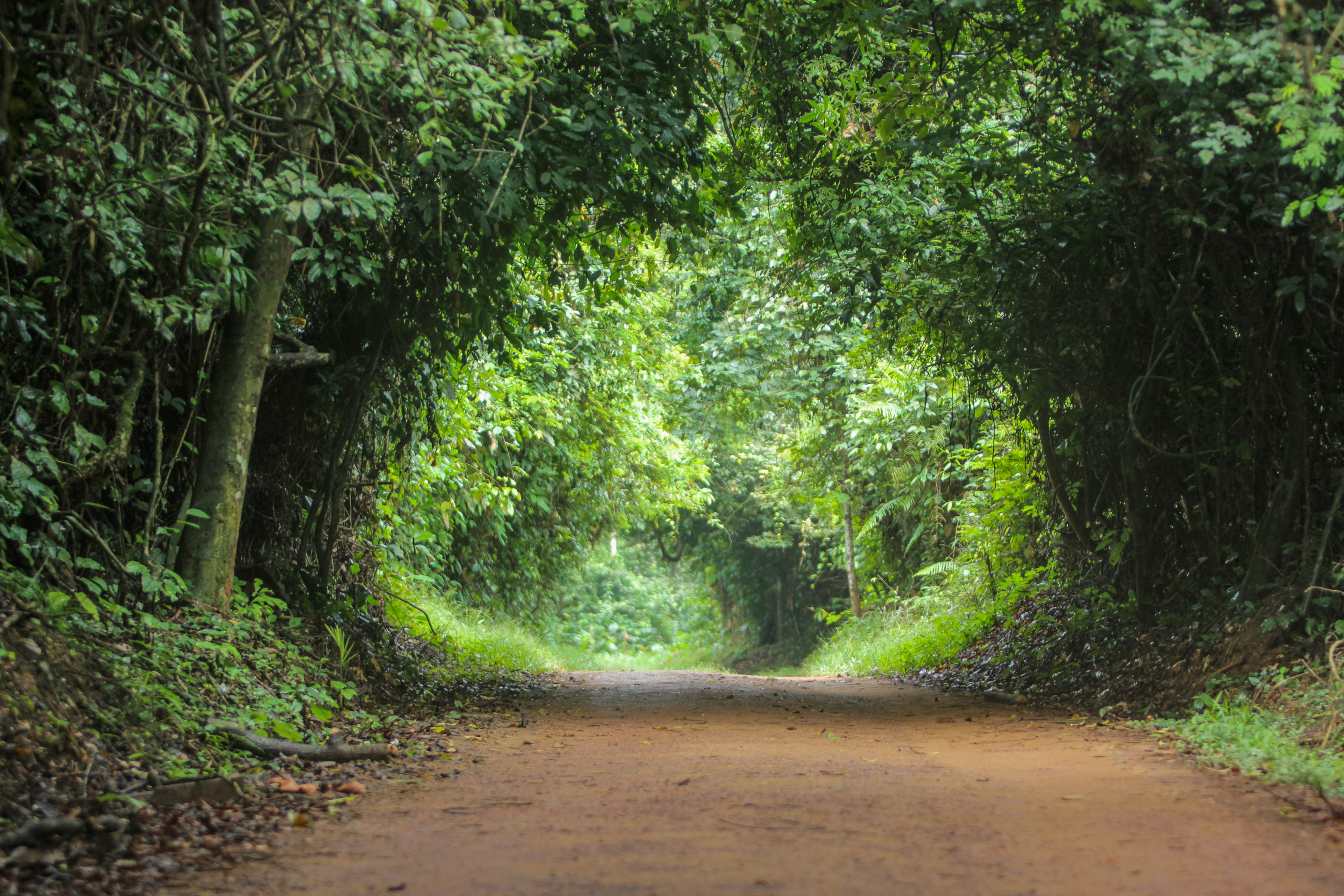
Forêt du Banco.

- Le parc national du Mont Péko (34 000 hectares) est surtout réputé pour sa végétation : flore de montagne et forêt primaire ;
- Le parc national d'Azagny est situé au bord de l'océan à l'embouchure du Bandama, sur 30 000 hectares essentiellement constitués de savane marécageuse avec des palmiers, où l'on peut apercevoir des troupeaux d'éléphants et de buffles. La réserve de faune du Haut-Bandama (123 000 hectares) couvre une zone de savane et abrite des éléphants, des buffles et antilopes ;
- Le parc national du Mont Sangbé, d'une superficie de 95 000 hectares est entièrement situé en zone montagneuse (14 sommets de plus de 1 000 m dans les monts du Toura) ; il est giboyeux et abrite une flore particulière ;
- Le parc de Kossou, né de la nécessité de reloger les animaux menacés de la noyade par la montée des eaux du barrage de Kossou, s'étend sur 5 000 hectares ;
- Le parc national du Banco (3 000 hectares), situé aux portes d'Abidjan, est un exemple de forêt primaire avec des acajous, framirés, avodirés, niangons, espèces devenues très rares ;
- Le parc national des îles Ehotilé, un parc marin créé en 1974 et situé sur la lagune Aby à l'Est d'Abidjan, présente un intérêt particulier pour les recherches historiques et archéologiques.

#### Réserves naturelles
- La réserve naturelle de Dahliafleurs, est située sur la route de Bingerville. Elle s'étend sur 148 ha[41]. La diversité de végétations est favorable à la recherche scientifique avec 91 ha de forêt bien conservée, 8 ha de forêt secondaire, 15 espèces de mammifères et 69 espèces d'oiseaux inventoriés. La réserve est située dans une région à fort potentiel touristique. La réserve est déclarée domaine d'utilité publique par le décret n° 00895/MINEEF/ du 17 octobre 2007 avec la dénomination Réserve naturelle Partielle de Dahliafleur[42].

## Démographie
| Composition ethnique - Akan - Peuples voltaïques ou Gour - Mandé du Nord - Krous - Mandé du Sud - Autres | 38 % 22 % 22% 9,1% 8,6 % 0,3% |
| Religions - Islam - Christianisme - Animisme - Aucune                                                    | 42,5 % 39,8 % 2,2% 12,6 %     |
| Composition linguistique - 63 ethnies locales                                                            |                               |

La population ivoirienne, comme dans la quasi-totalité des pays africains, connaît une croissance rapide. Au cours des derniers recensements effectués en 1975, 1988 et 1998, elle s'élève à 6 709 600, 10 815 694 puis 15 366 672 habitants. Elle est estimée à 24 294 750 habitants en 2017. La population de la Côte d'Ivoire est estimée à 29 389 150 d'habitants en 2021 dont 6 435 835 d'étrangers selon le recensement général de la population et de l'habitat (RGPH). La population compte 52.4 % d'hommes et 47.8 % de femmes.
Le taux d'accroissement naturel est de 2,6 % en 2014 selon l'Institut national de statistique (INS). Cet accroissement rapide est en partie imputable à l'immigration continue de populations étrangères venues des pays limitrophes comme le Mali et le Burkina Faso.
En effet, durant les trente premières années de son existence, la Côte d'Ivoire avait produit un véritable creuset en accueillant environ 26 % d'étrangers des pays limitrophes. Le recensement général effectué en 1998 révèle ainsi un taux d'étrangers de 26 %, soit plus du quart de la population totale. Ces immigrés, en quête de mieux-être, sont attirés par le développement économique rapide et la stabilité sociale et politique que connaissait le pays avant le début des crises sociopolitiques et militaires. Ils proviennent majoritairement des pays voisins membres de la Communauté économique des États de l'Afrique de l'Ouest (CEDEAO). Malgré la crise politico-militaire de 2002, le pays compte encore en 2008 de nombreux étrangers originaires de la CEDEAO dont des Burkinabés, de loin les plus nombreux (environ deux millions), des Maliens, des Guinéens, des Sénégalais, des Libériens, des Ghanéens, des Nigériens.
À ceux-ci s'ajoutent les Libanais essentiellement commerçants, quelquefois industriels[source insuffisante]. Les Libanais seraient 60 000, soit la plus grosse communauté libanaise en Afrique. Le pourcentage d'étrangers naturalisés est de 0,6 %.
La population ivoirienne autochtone est en outre multiethnique. Cinq grands groupes ethniques, comprenant environ une soixantaine d'ethnies, constituent les nationaux d'origine :
- au nord, le groupe voltaïque (gur) senoufo (22 % de la population) ;
- au nord-ouest, le groupe mandé du Nord ou malinké (22 %) ;
- à l'ouest, le groupe mandé du Sud (8,6 %) ;
- au sud-ouest et au centre-ouest, le groupe krous (9,1%) ;
- au centre et à l'est, le groupe akans (38 %).

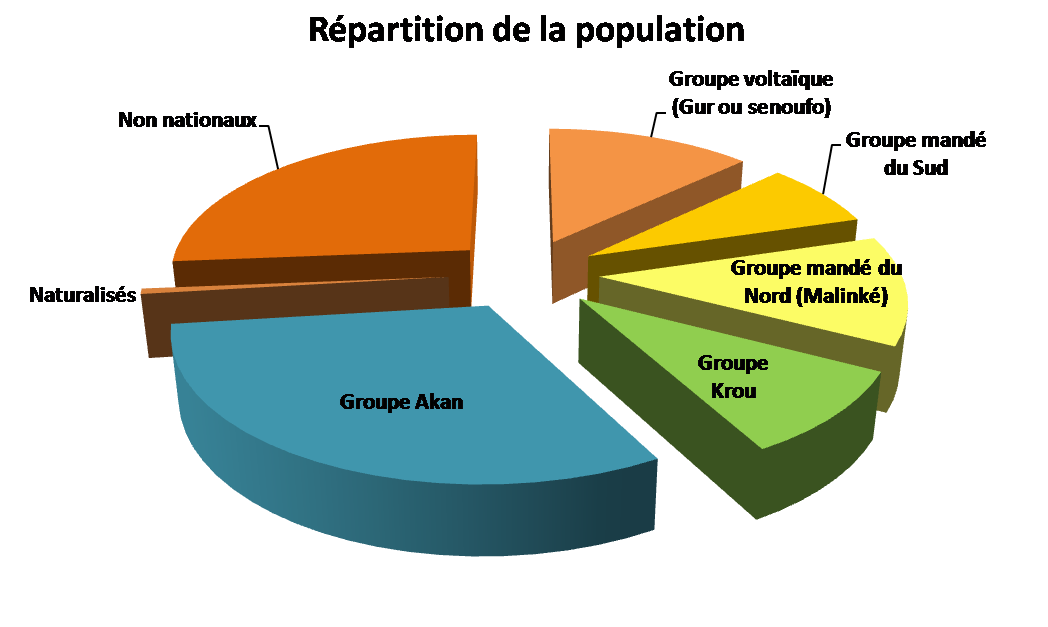
Répartition de la population vivant en Côte d'Ivoire.

Composée d'une forte proportion de jeunes (en 1998 les jeunes de moins de 15 ans représentaient 43 % de la population totale, contre 4 % pour les personnes âgées), la population ivoirienne est inégalement répartie sur le territoire national. Les variations s'observent d'une région à l'autre, mais également entre zones rurales et zones urbaines. Au détriment de la zone du nord, le sud, l'ouest et l'est sont en effet, en plus des étrangers, fortement peuplés d'allogènes dont le déplacement est dicté par la recherche de terres arables ou propices au développement des cultures de rente comme le café et le cacao. Le taux de peuplement est également élevé dans les zones urbanisées, compte tenu de l'exode des populations rurales constituées en majorité de jeunes en quête d'emploi. La crise déclenchée en septembre 2002 a pour sa part accéléré le clivage entre les zones nord et sud. Sur l'ensemble du territoire en 1998, la densité moyenne est de 48 hab./km2. En zone sud, zone forestière, elle varie de 53,3 (district du Bas-Sassandra) à 272,7 hab./km2 (région des Lagunes). 57 % de la population vit en milieu rural, les zones urbaines en abritent quant à elles 43 %. Le taux de croissance de la population urbaine est évalué à 4,2 % entre 1988 et 1998. En 2010, le taux de croissance annuelle de la population était de 2,6 % selon l'Institut National de la Statistique.
Sont considérées comme villes les localités semi-urbaines de 3 000 habitants au moins, agglomérées, dotées d'une fonction politique et administrative et au sein desquelles la population active non agricole est supérieure ou égale à 50 %. Sur cette base, 129 villes sont dénombrées par le dernier recensement général de la population (1998). Abidjan reste le principal centre urbain et économique du pays, avec 2 877 948 habitants en 1998. Yamoussoukro (207 000 habitants), Bouaké (542 000 habitants), Daloa (261 789 habitants), Korhogo (225 547 habitants), Gagnoa (153 935 habitants), Man (172 867 habitants) et San-Pédro (261 616 habitants), sont également de grandes villes.
Par ailleurs, le pays abrite environ 26 400 réfugiés et demandeurs d'asile en 2007, dont 24 200 provenant du Liberia et ayant fui la guerre civile qui y a sévi entre 1989 et 2004. En 18 ans, il y a eu une très forte croissance des réfugiés car on estime en 2010 le nombre de réfugiés de plus à 17 458.

### Grandes villes
Voici la liste des plus grandes villes de Côte d'Ivoire de plus de 100 000 habitants selon les données du recensement de 2021 du gouvernement ivoirien. On y dénombre 44.
| Rang | Ville          | District           | Population (2021) |
| ---- | -------------- | ------------------ | ----------------- |
| 1    | Abidjan        | Abidjan            | 5 616 633         |
| 2    | Bouaké         | Vallée du Bandama  | 832 371           |
| 3    | Korhogo        | Savanes            | 440 926           |
| 4    | Daloa          | Sassandra-Marahoué | 421 879           |
| 5    | San-Pédro      | Bas-Sassandra      | 390 654           |
| 6    | Anyama         | Abidjan            | 389 592           |
| 7    | Yamoussoukro   | Yamoussoukro       | 340 234           |
| 8    | Divo           | Gôh-Djiboua        | 294 559           |
| 9    | Gagnoa         | Gôh-Djiboua        | 277 044           |
| 10   | Soubré         | Bas-Sassandra      | 272 773           |
| 11   | Man            | Montagnes          | 241 969           |
| 12   | Duekoué        | Montagnes          | 220 953           |
| 13   | Bouaflé        | Sassandra-Marahoué | 213 967           |
| 14   | Bingerville    | Abidjan            | 204 656           |
| 15   | Guiglo         | Montagnes          | 171 454           |
| 16   | Lakota         | Gôh-Djiboua        | 169 330           |
| 17   | Abengourou     | Comoé              | 164 424           |
| 18   | Ferkessédougou | Savanes            | 160 267           |
| 19   | Adzopé         | Lagunes            | 156 488           |
| 20   | Méagui         | Bas-Sassandra      | 153 483           |
| 21   | Bondoukou      | Zanzan             | 141 568           |
| 22   | Dabou          | Lagunes            | 138 083           |
| 23   | Sinfra         | Sassandra-Marahoué | 137 210           |
| 24   | Agboville      | Lagunes            | 135 082           |
| 25   | Vavoua         | Sassandra-Marahoué | 132 528           |
| 26   | Danané         | Montagnes          | 131 586           |
| 27   | Grand-Béreby   | Bas-Sassandra      | 129 340           |
| 28   | Oumé           | Gôh-Djiboua        | 127 153           |
| 29   | Issia          | Sassandra-Marahoué | 126 252           |
| 30   | Grand-Bassam   | Comoé              | 124 567           |
| 31   | Bloléquin      | Montagnes          | 123 133           |
| 32   | Okrouyo        | Bas-Sassandra      | 120 053           |
| 33   | Bonoua         | Comoé              | 118 388           |
| 34   | Bonon          | Sassandra-Marahoué | 116 871           |
| 35   | Gabiadji       | Bas-Sassandra      | 113 369           |
| 36   | Grand-Zattry   | Bas-Sassandra      | 112 049           |
| 37   | Zouan-Hounien  | Montagnes          | 111 099           |
| 38   | Seitifla       | Sassandra-Marahoué | 109 252           |
| 39   | Dania          | Sassandra-Marahoué | 106 612           |
| 40   | Séguela        | Woroba             | 103 980           |
| 41   | Daoukro        | Lacs               | 101 136           |
| 42   | Aboisso        | Comoé              | 100 903           |
| 43   | Buyo           | Bas-Sassandra      | 100 848           |
| 44   | Saïoua         | Sassandra-Marahoué | 100 085           |

## Religions
Selon le recensement RGHP 2021, la répartition des différents groupes religieux est la suivante :
- islam : 42,5 % ;
- animisme (religions traditionnelles africaines) : 2,2 % ;
- Christianisme : 39,8 % ;
- autres religions : 0,7 % ;
- aucune : 12,6 % (y compris les agnostiques). La Côte d'Ivoire a l'un des plus forts taux d'athées ou d'agnostiques du continent africain. Une situation qui s'explique par la lassitude de nombreux Ivoiriens depuis 2003 qui refusent de voir une confrontation politique et sociale entre musulmans et chrétiens, mais aussi par un rejet du souvenir du colonialisme européen qui fut jadis esclavagiste, tout comme il y avait aussi des raids de captures d'esclaves organisés par des caravaniers arabes musulmans, avec des alliés issus de confréries musulmanes, ou de royaumes musulmans au nord du pays actuel, et d'autres régions du Sahel. Les athées sont surtout des Ivoiriens urbains, souvent aisés, et éduqués. Ils sont nombreux chez les moins de 40 ans.

## Histoire

### Terre de migrations

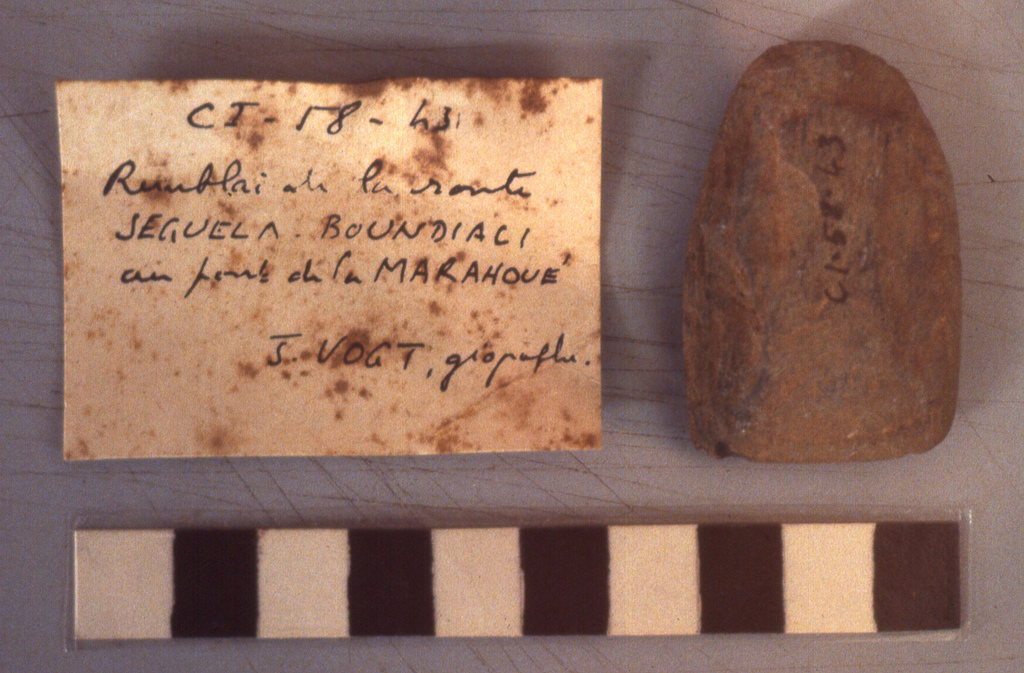
Pierre polie de l'ère préhistorique trouvée au pont de la Marahoué à Bouaflé (Centre-Ouest de la Côte d'Ivoire).
Échelle en centimètres. Photo prise au musée Théodore-Monod d'Art africain de Dakar, au Sénégal.

La date de la première présence humaine en Côte d'Ivoire est difficile à évaluer, les ossements ne se conservent pas dans le climat humide du pays. Cependant, la présence de fragments d'armes et d'outillages très anciens (haches polies taillées dans des schistes, débris de cuisine et de pêche) découverts sur le territoire national est interprétée comme la possibilité de la présence d'hommes, en assez grand nombre, au paléolithique supérieur (45 000 à 12 000 ans avant le présent) ou au minimum, l'existence sur ce terroir, d'une culture néolithique. Les plus anciens habitants connus de la Côte d'Ivoire ont toutefois laissé des traces disséminées à travers tout le territoire. Les populations arrivées avant le XVIe siècle sont aujourd'hui des groupes minoritaires ayant plus ou moins bien conservé l'essentiel de leurs civilisations. Ce sont les Agoua et Ehotilé (Aboisso), Kotrowou (Fresco), Zéhiri (Grand-Lahou) et Ega ou Diès (Divo).
Mais le pays est surtout une terre de refuge et de migration qui reçoit, en provenance de la zone du Sahel, entre le XIe et le XVIe siècle, les Mandé forestiers (Dan, Gban et Kwéni) mais également aux XIVe et XVe siècles, d'autres groupes venus du nord (Ligbi, Numu et quelques clans Malinké), ce qui provoque des déplacements limités de populations plus anciennement établies (Krou sur la côte avant le XVe siècle et Sénoufo). Les XVIe et XVIIe siècles consacrent l'arrivée au nord de plusieurs clans Malinkés ou mandé-dioula (Kamagaté, Keita, Binate, Diomandé) et Sénoufo et au sud-est, des peuples en provenance de la basse vallée de la Volta (Efié, Essouma, Abouré, Alladian et Avikam). L'un de ces groupes akan (Abron) s'installe dans la région de Bondoukou à l'est du pays.
Le XVIIIe siècle consacre les grandes migrations akan (Agni, Baoulé, Atié, Abbey, Ébriés, M'Batto, Abidji) dans le sud-est et le centre du pays ainsi que celle d'autres groupes malinkés (en provenance des rives de la Volta noire) et du sud des territoires actuels du Mali et du Burkina Faso. Ces migrations sont causes de conflits entre les populations, mais permettent surtout de tisser de nombreuses alliances politiques et matrimoniales ainsi que des parentés à plaisanterie.

### Premiers contacts avec l'Europe

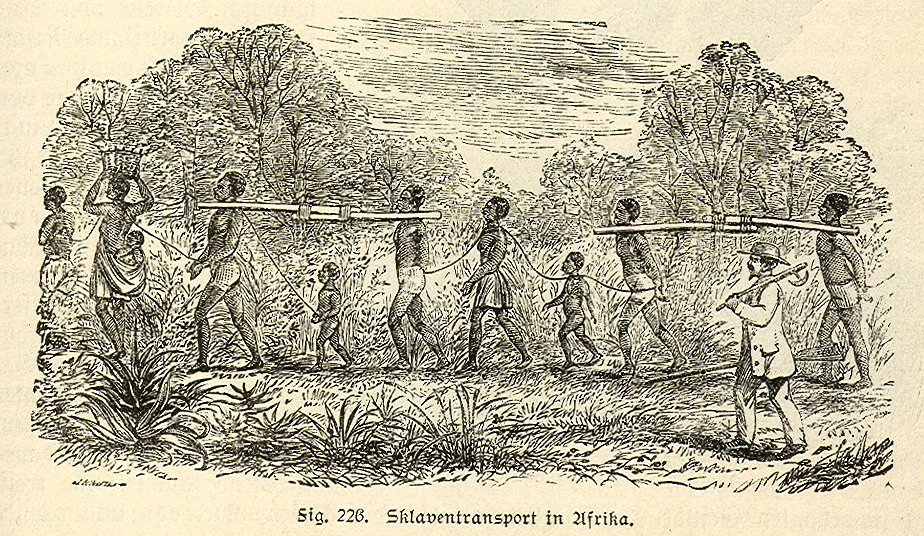
Esclaves enchaînés.

À l'initiative du prince Henri le Navigateur, les Portugais João de Santarém et Pedro Escobar découvrent le littoral ivoirien en 1470-1471. Ils seront pendant plus d'un siècle les seuls Européens présents sur le littoral ivoirien, avant d'être rejoints à la fin du XVIe siècle par les Hollandais, puis au XVIIe siècle par les Français et les Anglais,. En effet, la côte est considérée comme inhospitalière, tant sur le plan géographique (la côte basse et sableuse est défendue par la barre, succession d'énormes rouleaux déferlants) que humain (les habitants sont réputés anthropophages). C'est la raison pour laquelle, jusqu'au XIXe siècle, les grands marchés de l'or et des esclaves se tiennent dans d'autres lieux.

#### Établissement sans lendemain de Français
En 1687, des missionnaires et des commerçants français s'installent sur le site d'Assinie, à l'extrémité est de l'actuel littoral ivoirien, vers la côte de l'Or. Bien qu'ils aient construit et occupé le fort Saint-Louis à Assinie de 1701 à 1704, ils repartent en 1705 car le commerce des esclaves (achetés contre des céréales) n'est pas assez rentable. Parmi eux, le chevalier d'Amon et l'amiral Jean-Baptiste du Casse, directeur de la Compagnie du Sénégal, principale société de la traite négrière française, débarquent, intéressés par le trafic de l'or, et sont reçus à la cour du roi Zéna. Dans le rapport que Jean-Baptiste du Casse remet aux autorités françaises, il insiste sur la nécessité de créer des établissements fixes dans la région, et propose trois lieux pour élever trois forteresses : Assinie, Commendo et Accra. Mais les Français sont plutôt établis à Ouidah, l'un des deux ports qui, avec Lagos, ont concentré 60 % des deux millions d'embarquements d'esclaves de la baie du Bénin.
Ils ramèneront en France le jeune « prince » Aniaba et son cousin Banga, lesquels seront présentés au roi de France Louis XIV et se convertiront au catholicisme (Aniaba sera baptisé par Bossuet, évêque de Meaux). Ils deviendront officiers dans un régiment du roi avant de retourner à Issiny vers 1700. Aniaba serait devenu en 1704 conseiller du roi de Quita (actuel Togo) sous le nom d'Hannibal.

#### Traite négrière
Ces Européens tentent d'évangéliser et parfois d'entretenir des contacts politiques avec les populations du littoral ivoirien mais les relations sont surtout commerciales. L'abondance de l'ivoire dans cette partie du territoire africain va lui valoir le nom de « Côte de l'ivoire » — mais aussi « Côte des mal gens » en raison des relations difficiles avec les habitants,,. Le commerce porte sur divers produits tropicaux, mais il est surtout dominé par la traite négrière. Ces esclaves sont des captifs des guerres tribales, les résultats d'une mise en gage  ou d'une décision judiciaire, ou sont tout simplement esclaves de naissance, ayant hérité du statut de leurs ascendants.
La Côte d'Ivoire, qui est, jusqu'au XIXe siècle, un espace de traite secondaire comparé au Bénin ou au Nigeria, subit toutefois également les conséquences négatives du phénomène : nombreux morts, diminution de la natalité, rapide diffusion d'épidémies et de famines qui n'épargnent ni les sociétés lignagères, ni les empires ou royaumes établis sur le territoire. La traite négrière strictement interne perdurera en Côte d'Ivoire jusqu'à la fin du XIXe siècle.

### Monarchies dans le pays
La zone forestière, dans le sud, est par excellence une zone de développement de sociétés où l'autorité du chef de lignage s'exerce généralement au niveau d'une tribu. Elle connaît une mutation sociale significative caractérisée par la multiplication et le développement de diverses alliances d'où naissent des confédérations tribales, claniques ou régionales. Cette évolution ne se retrouve pas au nord dans les différentes branches du groupe sénoufo. S'étant développé à l'origine, selon un schéma proche de celui des sociétés lignagères, le groupe sénoufo se constitue par la suite, peu à peu, en chefferies sur le modèle du « Kafu » malinké (un territoire restreint sur lequel s'exerce l'autorité d'un chef : le Faama) qui se consolident pour faire face notamment à l'expansionnisme de l'empire de Kong. Les autres sociétés vivant au nord, mais également celles du centre et de l'est, se présentent de manière encore plus hiérarchisée avec une organisation confortée par le renforcement de pouvoirs monarchiques ou l'apparition de nouvelles structures traditionnelles de type étatique. C'est le cas du royaume Abron de Gyaman dont l'autorité s'étend sur de nombreux peuples de l'est du territoire (Koulango de Nassian, Gouro, Gbin ou Gouin, Ligbi, Huela, Agni et Dioula de Bondoukou) et qui s'affranchit du pouvoir Ashanti en 1875. Après une période d'expansion, ce royaume est, cependant, affaibli par des dissensions internes qui le fragilisent face aux conquêtes de Samory Touré et à l'impérialisme européen. Le Royaume du Sanwi tire le meilleur parti de ses relations avec l'extérieur et consolide son pouvoir sur les peuples du littoral du sud-est.
La monarchie baoulé est dominée par les Warébo et les Faafoué jusqu'à la dislocation après 1850, lorsque plusieurs groupes se constituent en entités indépendantes ou en nouvelles confédérations militaires aux contours plus ou moins précis. Dans le nord, les conquérants se multiplient mais sont tour à tour vaincus par Samory Touré qui soumet également tous les royaumes (Kong, Bouna, Koulango, Gyaman…). Ces conquêtes et guerres tribales sont fortement exacerbées par la traite négrière qui accentue la déstructuration des systèmes politiques et sociaux traditionnels en raison notamment de l'apparition de nouvelles hiérarchies sociales constituées par des personnes qu'elle enrichit.
Le XIXe siècle apporte ainsi de profondes mutations au niveau des organisations sociales traditionnelles et la création de nouvelles valeurs fondées sur la richesse, qui s'apprécie à la quantité de produits détenus (produits vivriers, cheptel, vêtements, poudre d'or, armes à feu) et au nombre d'individus sur lesquels l'autorité est exercée. Ainsi, les femmes, les enfants et les esclaves qui dépendent d'une même personne constituent pour celle-ci, non seulement, des ouvriers agricoles et des défenseurs du lignage, mais également une possibilité d'accroissement des alliances avec les autres familles par le mariage.
L'abolition de l'esclavage en 1815 au Congrès de Vienne, réaffirmée en 1885 au Congrès de Berlin,, ouvre la voie au développement de nouvelles relations commerciales entre les populations ivoiriennes et les nouveaux acteurs européens qui font leur apparition. En dépit d'une concurrence anglaise tenace et parfois l'hostilité des populations locales, des comptoirs français sont installés à Assinie et Grand-Bassam (Côte du Sud-Est) en 1843 et, en 1857, le fort de Dabou est édifié.

### Colonisation française

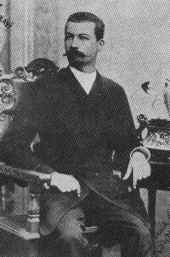
Marcel Treich-Laplène

#### Causes
Après avoir réussi à conquérir l'Algérie et les quelques conquêtes à motivations commerciales réalisées sous le Second Empire, la France, encore convalescente de la guerre de 1870, se lance, à l'instigation de Léon Gambetta et de Jules Ferry, dans la colonisation d'une partie majeure de l'Afrique occidentale et équatoriale et de la péninsule indochinoise. Le prétexte affiché est au début de « civiliser » ces régions, avec bientôt l'espoir que ces colonies offrent un jour des débouchés, voire qu'on puisse en tirer des dividendes. Mais, en réalité, la motivation est davantage la rivalité avec les autres puissances coloniales.

#### Etablissement des négociants
Au début du XIXe siècle, l'abolition de la traite oblige les négociants à chercher d'autres ressources. Or l'époque a un immense besoin d'huile en raison de l'essor industriel. Cette huile est fournie par l'huile de baleine, mais les négociants ne tardent pas à s'intéresser à l'huile de palme, une ressource ivoirienne encore inexploitée.
L'installation des négociants marseillais entre le fleuve Sénégal et le delta du Niger remonte ainsi aux années 1840, motivée par le commerce des arachides, de l'huile de palme et des palmistes. En 1833, les frères Victor et Louis Régis sont ainsi le premier négociant marseillais à envoyer l'un de leurs navires explorer les rives du golfe de Guinée, organisant de nombreuses expéditions vers la Gambie, la Guinée ou encore au Gabon. Ces entreprises (rassemblant des comptoirs commerciaux, une flotte et des huileries) connaissent un développement remarquable mais ne cherchent pas à coloniser la zone. En effet, pour garantir la sécurité et la prospérité de leurs échanges, les Marseillais préfèrent s'entendre avec les grands chefs africains qui contrôlent le littoral, ce que fait Victor Régis en Côte d'Ivoire (Grand-Bassam) avec le roi Peter.
Autour de l'année 1840, le gouvernement français incite les négociants français à implanter des factoreries, c'est-à-dire des installations fixes pour récolter, pendant toute l'année, et stocker, les produits livrés par les Africains, en certains points de la côte. L'objectif est de renforcer la présence pour contrer les Anglais qui sont de plus en plus présents dans la zone. Afin que les factoreries puissent s'installer en tout sécurité, les Français construisent deux forts en 1843, l'un à Grand-Bassam, l'autre à Assinie.
En 1842, Edouard Bouët, récemment promu gouverneur du Sénégal, reçoit l'ordre de Paris de construire des comptoirs, notamment à Grand-Bassam et à Assinie, et d'y attirer des commerçants français. En 1844 et 1845, seuls les Frères Régis acceptent d'ouvrir des factoreries, sans enthousiasme, surtout par amitié pour Bouët.
Toutefois, la plus puissante des puissances coloniales du XIXe siècle, le Royaume-Uni, agit déjà sur le Niger inférieur. Joindre les possessions françaises du golfe de Guinée à celles du bas Sénégal via ce qu'on appelle à l'époque le « Soudan » (aujourd'hui « Sahel ») paraît la parade adéquate à l'entreprise britannique qui s'annonce à partir de l'est.
Mais sur route se trouve un obstacle : l'empire construit par le chef de guerre Samory Touré, le plus grand commerçant d'esclaves de l'Afrique occidentale, et contre lequel les populations assujetties se révoltent à la fin des années 1880. Ces populations animistes refusent l'islam imposé par Samory et finissent par espérer leur libération par les Français.

### Exploration de l'arrière-pays
Parallèlement, la méconnaissance de l'arrière-pays ivoirien amène les Français Édouard Bouët-Willaumez (1837-1839), Paul Fleuriot de Langle, Marcel Treich-Laplène (1887-1890), Louis-Gustave Binger (et, dans une moindre mesure, les Anglais Lonsdale (1882), Freeman (1888) et Lang (1892)) à lancer de nombreuses missions d'exploration,.
Après la signature de divers traités de protectorat, un décret, le 10 mars 1893, crée la Côte d'Ivoire en tant que colonie française autonome. La France y était déjà représentée par Arthur Verdier (1878) puis Treich-Laplène (1886) en qualité de résidents, c'est-à-dire représentants officiels de la France en Côte d'Ivoire. Elle désigne Louis-Gustave Binger comme gouverneur avec résidence à Grand-Bassam.
L'autorité française commence à s'établir dans l'ensemble du pays au moyen d'un système de quadrillage hiérarchisé qui comprend les villages, les cantons, les subdivisions et les cercles. Elle établit des liens de subordination à travers l'instauration de l'impôt de capitation, la prestation gratuite de travail (travail forcé), le service militaire obligatoire, l'application d'un code de l'indigénat et l'exercice d'une justice indigène. Pour sa part, l'administration française doit procéder à la mise en valeur du territoire, à la mise en place de services sociaux de base, à garantir la libre circulation des personnes et des biens en mettant un terme définitif là où elle s'exerce à l'esclavage,. La résistance locale s'exprime dès la phase d'exploration (guerre de Jacqueville et de Lahou en 1890, guerre de Bonoua en 1894 et 1895,, guerre en pays adioukrou en 1897 et 1898,). Paris rentre en guerre ouverte avec Samory en 1896, qui est enfin vaincu à Guéouleu (Guélémou) en 1898.
Quelques années plus tard, pour asseoir rapidement et définitivement l'autorité de la France sur le territoire, le gouverneur Gabriel Angoulvant opte pour l'accélération forcée de la colonisation : « Je désire qu’il n’y ait désormais aucune hésitation sur la ligne politique à suivre. Cette ligne de conduite doit être uniforme pour toute la Colonie. Nous avons deux moyens de les mettre en pratique : ou attendre que notre influence et notre exemple agissent sur les populations qui nous sont confiées ; ou vouloir que la civilisation marche à grands pas, au prix d’une action… J'ai choisi le second procédé. » De fait, la conquête de ce qui deviendra la Côte d'Ivoire a été, de par la résistance rencontrée entre 1893 et la Première Guerre mondiale, l'une des plus longues et sanglantes que la colonisation française ait eu à affronter en Afrique de l'Ouest, et presque aucune des régions de la future colonie n'a été acquise « pacifiquement », même si les formes d'opposition ont été différentes, échelonnées dans le temps et rarement coordonnées entre elles.

#### Les résistances à la colonisation

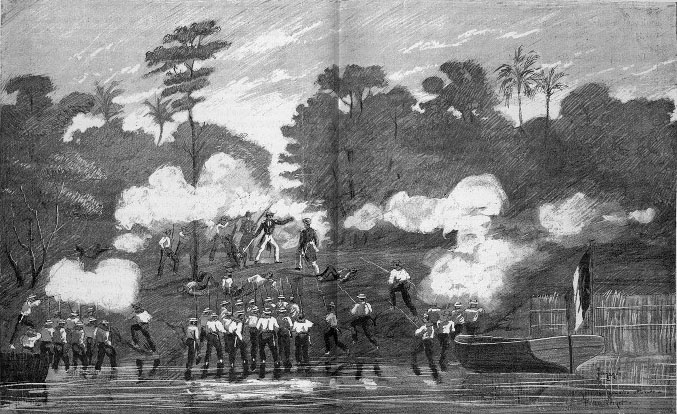
Répression d'une révolte en Côte d'Ivoire par Bouët-Willaumez.

Des résistances apparaissent notamment dans l'ouest forestier (siège de Daloa en 1906, siège de Man en 1908, siège de Sémien en 1911) ou chez les Abés (attaques des postes d'Agboville et d'Adzopé en 1910). Elles sont intermittentes mais longues en pays Baoulé (1893-1912),, en pays Gouro, Dida et Bété du Centre-Ouest (1907-1914),, et en pays Lobi (1898-1920). En dépit de quelques défaites françaises, toutes les résistances sont définitivement vaincues en 1920. Les chefs de la résistance sont tués ou déportés et les pertes en vies humaines sont importantes chez les populations locales.

#### La mise en place d'une nouvelle économie
Une nouvelle économie peut s'installer progressivement. De 1905 à 1930, des maisons de commerce dont le siège est en Europe (SCOA, CFAO, CCAF, Peyrissac) s'installent et réalisent la collecte des produits locaux et l'écoulement des produits importés. De même, les Européens encouragés par la politique française et aidés par le recrutement pour des travaux forcés dans les plantations, développent des exploitations agricoles privées, notamment des plantations de café et de cacao à partir de 1930. Ces cultures d'exportation supplantent très rapidement les produits de cueillette (cola, graines de palmes, bois, caoutchouc). Parallèlement, des infrastructures et des équipements sont réalisés pour soutenir l'exploitation économique. Le réseau routier s'étoffe et un chemin de fer est construit grâce au recrutement obligatoire des jeunes. Des écoles et des postes médicaux sont également ouverts. La Côte d'Ivoire apparaît dans les débuts des années 1920 comme l'une des colonies les plus dynamiques de l'Afrique occidentale française. Sa part dans le commerce extérieur de l'AOF passe de 11 % en 1925 à 18 % en 1929.
La mise en valeur de la colonie est freinée de 1930 à 1935 par la crise économique. Malgré de réels efforts du gouverneur pour redresser l'économie, la crise laisse des séquelles.
Le déclenchement de la Seconde Guerre mondiale accroît les difficultés économiques et financières locales. Outre l'impôt de capitation, les prestations obligatoires se multiplient et les populations versent des « dons pour la défense de la Côte d'Ivoire et de la France ». Mais l'effort de guerre est surtout militaire avec des milliers de recrues mobilisées et envoyées sur les champs de bataille en Europe et en Afrique du Nord. Après la défaite de juin 1940, ce sont de nombreux volontaires ivoiriens qui s'engagent aux côtés du général Charles de Gaulle dans la Résistance.

### Vers l'émancipation

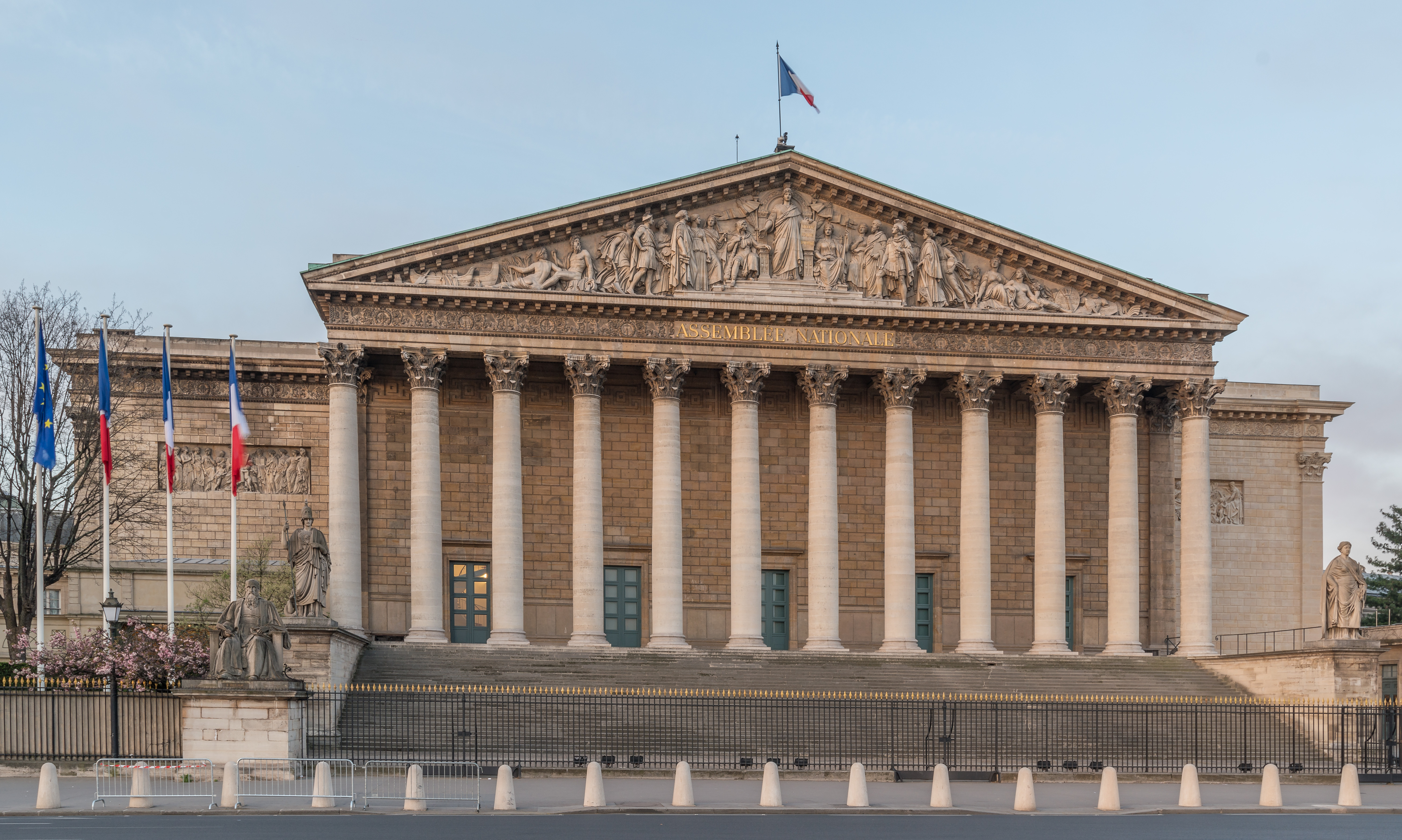
Le Parlement français qui a accueilli des députés de Côte d'Ivoire.

Avant la fin de la guerre 1939-1945, les populations encore inorganisées commencent assez timidement une lutte pour l'émancipation politique, sociale et économique. Mais à partir de 1944, en Côte d'Ivoire comme dans toutes les colonies françaises d'Afrique, un processus est lancé avec la Conférence de Brazzaville suivie deux ans plus tard par les grandes lois d'émancipation des colonies, véritable « nuit du 4 août de l'Afrique noire ». L'Union française supplante l'empire colonial en 1946.
Les Ivoiriens participent à leurs premières élections municipales (Abidjan et Grand-Bassam) et législatives, les territoires d'outre-mer devant désormais, par décision de l'autorité coloniale, être représentés à l'Assemblée nationale constituante française. En dépit de l'opposition de l'administration locale, Félix Houphouët-Boigny, qui a impulsé le noyau de la contestation avec le Syndicat agricole africain en 1944, se porte candidat en Côte d'Ivoire devant le collège des non-citoyens. Il devance son adversaire de plus de 1 000 voix et, au deuxième tour le 4 novembre 1945, est élu député avec 12 980 voix sur 31 081 suffrages exprimés. À la seconde Assemblée nationale constituante, il est réélu plus facilement au Parlement français avec 21 099 voix sur 37 888 suffrages exprimés,. Plusieurs partis politiques (souvent soutenus par des syndicats) sont créés à partir de 1946. Ils sont de simples prolongements de la diversité des formations politiques de France ou la concrétisation de la liberté d'initiatives locales : Parti démocratique de Côte d'Ivoire (1946), Parti progressiste de Côte d'Ivoire (1947), Bloc démocratique éburnéen (1949), section ivoirienne de l'Internationale ouvrière (1946), section ivoirienne du Rassemblement du peuple français.
La Constitution de la Quatrième République (France) et les lois anticoloniales (suppression du travail forcé, suppression du Code de l'indigénat ou extension de la citoyenneté française), sans changer véritablement le système colonial local, provoquent à la fois la colère des colons et la déception des populations colonisées qui durcissent leur lutte pour l'émancipation à travers des actions de plus en plus violentes conduites par les partis politiques.
Parallèlement, Félix Houphouët-Boigny ne cesse de renforcer sa légitimité, devenant successivement conseiller général de la Côte d'Ivoire, conseiller territorial de Korhogo, et maire d'Abidjan. Il siège également dans les trois Assemblées, constituante, législative et nationale, qui se succèdent dans le pays.
La loi-cadre Defferre de 1956 ouvre de nouvelles perspectives en Côte d'Ivoire par l'introduction de la décentralisation, l'autonomie interne des colonies et l'extension des pouvoirs des assemblées territoriales. Elle instaure également un collège unique d'électeurs et le suffrage universel. La voie s'ouvre ainsi pour l'instauration, de prime abord, de la Communauté française après le référendum du 28 mars 1958 puis, par la suite, pour l'accession de la Côte d'Ivoire à la souveraineté internationale, le 7 août 1960.

### L'indépendance et le régime de Houphouët-Boigny

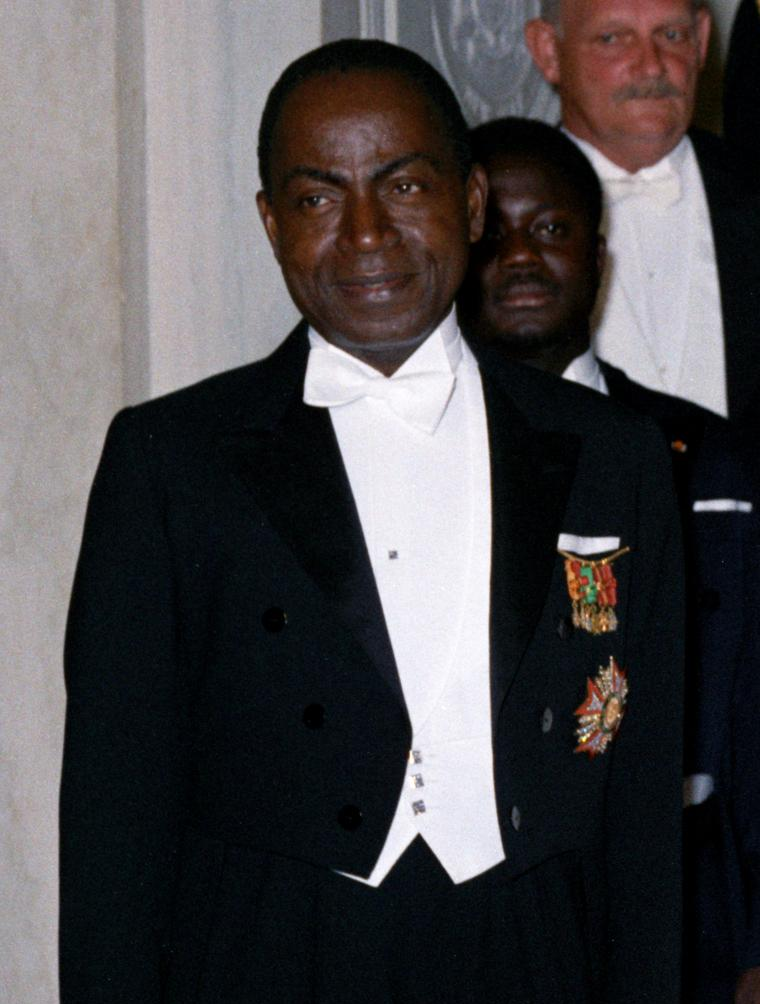
Félix Houphouët-Boigny (1962).

#### Miracle ivoirien
La première élection présidentielle en Côte d'Ivoire a lieu quelques mois après l'indépendance. Elle est préparée avec soin par Félix Houphouët-Boigny qui part grand favori et obtient logiquement 98,7 % des voix à l'issue d'une élection où l'abstention reste faible. Cinq ans plus tard, en 1965, le plébiscite se reproduit dans des proportions similaires.
Félix Houphouët-Boigny n'a jamais caché ses « regrets » de quitter la « grande famille française » pour conquérir l'indépendance et manifeste, dès 1960, sa volonté de maintenir des liens étroits avec la France. Cette volonté se matérialise, notamment, par l'appel à de nombreux ressortissants français pour participer à l'économie et à l'administration du pays, qui passent ainsi de 10 000 à 30 000 personnes durant la décennie de 1960.
Entre 1960 et 1980, le développement de l'économie ivoirienne est spectaculaire dans tous les domaines, notamment agriculture, industrie, commerce et finances. Il est le résultat d'une politique qui fait jouer un rôle éminent à l'État, à l'investissement privé et aux capitaux étrangers. La société ivoirienne connaît au cours de cette période une profonde mutation provoquée par la hausse du niveau de vie des habitants, les équipements sanitaires, éducatifs et sociaux, mais également du fait de l'augmentation de la population avec un taux de croissance annuel moyen de 3,8 %, la faisant passer de 3,7 millions en 1960 à 12,2 millions d'habitants en 1988.
Cependant, depuis le milieu des années 1980, l'économie stagne, conséquence de la dégradation des termes de l'échange avec l'extérieur, de l'accroissement des dettes de l'État et d'erreurs de gestion.
L'âge relativement avancé du président ivoirien suscite des ambitions de plus en plus affichées que le chef de l'État éteint en reprenant en main le gouvernement. Pour ce faire, il renvoie tous les neuf ministres en 1977, dont des figures de premier plan : Henri Konan Bédié (Économie et finances), Mohamed Diawara (Plan), Abdoulaye Sawadogo (Agriculture) et Arsène Usher Assouan (Affaires étrangères), sous prétexte de la lutte contre la corruption. Cette mesure ne manque pas d'affaiblir l'efficacité du gouvernement.
Philippe Yacé, inamovible secrétaire général du PDCI, et qui avait imprudemment manifesté son désir de succéder à Houphouët-Boigny, tombe aussi en disgrâce.
En 1980, le président Houphouët-Boigny lance une réforme des sociétés d'État radicale. Sept d'entre elles seulement sont maintenues telles quelles tandis que quinze sont dissoutes, onze changent de statut, et trois fusionnent. De plus, les salaires sont alignés sur ceux de la fonction publique, le cumul de responsabilité de député et de membre de conseil d'administration est désormais interdit ; les contrôles de tutelle sont renforcés.

#### Fin de la guerre froide et libéralisation politique
Félix Houphouët-Boigny avait su avec prudence éviter tout conflit ethnique dans un cadre de parti unique et avait même permis l'accès aux postes de l'administration publique à certains immigrants venus de pays voisins, réussissant à réaliser un melting-pot original et économiquement efficace. Cet équilibre reposait aussi sur une division écologique et sociale du travail : dans le nord, les Dioula dominent le transport et le commerce, les Burkinabè travaillent dans les plantations comme manœuvres, les propriétaires fonciers coutumiers sont les propriétaires rentiers des plantations. Grosso modo, les nordistes vivent ainsi de l'économie informelle tandis que les sudistes se retrouvent dans l'administration et la gestion du pouvoir. Les nordistes qui avaient acquis une qualification professionnelle suffisante sont envoyés dans les ambassades ou dans les institutions internationales pour représenter le pays ; certains accèdent à des ministères, mais politiquement marginaux.
Toutefois, le passage au multipartisme en 1990 à la suite du sommet France-Afrique de la Baule permet aussi l'affirmation identitaire des communautés ethniques dans l'espace politique et l'ouverture de débats sur la construction nationale. Les tensions entre les gens du nord et du sud, jusque-là cantonnées au champ économique, se transfèrent dans le champ politique.
L'arrivée inopinée d'Alassane Ouattara aux portes du pouvoir ne fait qu'aggraver la situation. Alors que ce nordiste avait été nommé Premier ministre pour résoudre la crise économique, celui-ci entend bien se positionner pour accéder au pouvoir, bouleversant les plans d'Henri Konan Bédié, le successeur désigné du président Houphouët-Boigny, ainsi que de Laurent Gbagbo, l'opposant historique, qui tous deux pensent leur tour venu. Le péril politique constitué par des gens du Nord suscite un sentiment d'autodéfense violent chez les gens du Sud et radicalise leur position contre les communautés du Nord.

#### Difficile succession
En 1993, le président Houphouët-Boigny décède.
En octobre 1995, Henri Konan Bédié remporte l'élection présidentielle à une écrasante majorité (96,16 % contre 3,84 % pour le candidat Francis Wodié) contre une opposition fragmentée et désorganisée qui avait appelé à boycotter cette première élection présidentielle organisée après le décès de Félix Houphouët-Boigny. Il resserre son emprise sur la vie politique, obtient assez rapidement une amélioration de la situation économique, avec une diminution de l'inflation et engage des mesures pour réduire la dette extérieure.

### Vers la crise
Trois mesures consacrent l'orientation tribaliste de la libéralisation politique entre 1993 et 2003 :
- Le nouveau code foncier, qui oblige les exploitants étrangers (non ivoiriens) de terres à les restituer à leur décès ou être louées par leurs descendants, et ce en dépit d'un titre foncier rural définitif (1998)[17]. Les propriétaires coutumiers du Sud étendent la qualification d'étranger à tous les allogènes (Baoulé, Dioula, Lobi) ;

- La fin du droit de vote des étrangers et la mise en place d'une carte de séjour stigmatisante[17];
- La constitution de la Deuxième République, dont le point névralgique est la définition des critères d'éligibilité du président de la République (article 37) qui accentue davantage la rupture communautaire[17].

Finalement, malgré leurs profondes inimitiés ethniques, tous les groupes du Sud, les Krou et les Akan notamment, s'accordent pour refuser aux migrants ivoiriens d'accéder au pouvoir politique local sur leur territoire (sur lequel se situent Yamoussoukro, Abidjan, San Pedro) et a fortiori briguer la présidence de la République.

Des problèmes de gouvernance sont mis au jour lors de l'exécution de projets financés par l'Union européenne. En outre, différents faits, notamment l'exacerbation des tensions politiques et sociales par la presse, les actes de défiance à l'autorité de l'État posés par des opposants, l'incarcération de plusieurs leaders de l'opposition politique, instaurent un climat délétère qui conduit en décembre 1999 au renversement de Henri Konan Bédié par des soldats mécontents. Ceux-ci placent à la tête de leur groupe le général Robert Guéï qui devient, de ce fait, chef de l'État de Côte d'Ivoire. Henri Konan Bédié s'exile en France.

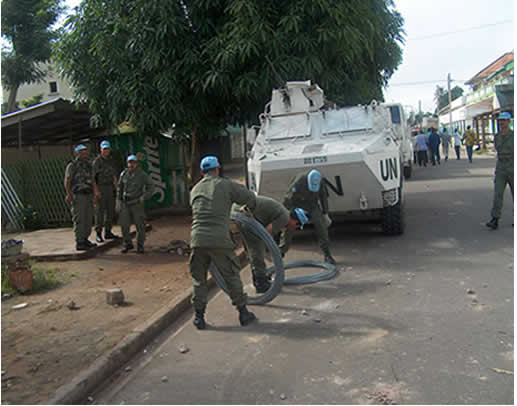
Soldats de l'Opération des Nations unies en Côte d'Ivoire (ONUCI) sécurisant un périmètre sensible à Bouaké.

Le régime issu du putsch est marqué durant son éphémère pouvoir par des troubles militaires et civils. Le pouvoir militaire réduit néanmoins la criminalité et la corruption en usant de méthodes parfois expéditives. Il fait procéder à la rédaction d'une nouvelle constitution par les partis politiques et la société civile et organise, en octobre 2000, l'élection présidentielle. De nombreuses candidatures à la présidence de la République dont celles de Henri Konan Bédié et d'Alassane Dramane Ouattara sont éliminées par la Cour suprême. Le général Robert Guéï qui se proclame vainqueur du scrutin est chassé par des manifestations de rues. De violents affrontements opposent également durant quelques jours des militants du FPI à ceux du RDR. Ces troubles se soldent officiellement par plus de 200 morts. La Cour suprême proclame les résultats et déclare vainqueur Laurent Gbagbo. Celui-ci initie un forum de réconciliation nationale puis nomme un gouvernement d'union nationale.

### Crise politico-militaire (2002-2007)
Le 19 septembre 2002, des soldats rebelles tentent de prendre le contrôle des villes d'Abidjan, Bouaké et Korhogo. Ils échouent dans leur tentative en ce qui concerne Abidjan mais sont victorieux dans les deux autres villes, situées respectivement dans le centre et le nord du pays. Robert Guéï est assassiné dans des circonstances non encore élucidées. La rébellion qui se présente sous le nom MPCI crée plus tard le MJP et le MPIGO et forme avec ces dernières composantes le mouvement des Forces nouvelles (FN). Il occupe progressivement plus de la moitié nord du pays (estimée à 60 % du territoire), scindant ainsi le territoire en deux zones : le sud tenu par les Forces armées nationales de Côte d'Ivoire (FANCI) et le nord tenu par les Forces armées des forces nouvelles (FAFN).
Les pourparlers entamés à Lomé permettent d'obtenir, le 17 octobre 2002, un accord de cessez-le-feu qui ouvre la voie à des négociations sur un accord politique entre le gouvernement et le MPCI sous l'égide du président du Togo, Gnassingbé Eyadema. Ces négociations échouent cependant sur les mesures politiques à prendre, en dépit de réunions entre les dirigeants de la CEDEAO à Kara (Togo), puis à Abidjan et à Dakar. 10 000 casques bleus de l'ONUCI dont 4 600 soldats français de la Licorne sont placés en interposition entre les belligérants. Dans une nouvelle initiative, la France abrite à Linas-Marcoussis, du 15 au 23 janvier 2003, sous la présidence de Pierre Mazeaud, président du Conseil constitutionnel français, secondé par le juge sénégalais Kéba Mbaye, une table ronde avec les forces politiques ivoiriennes et obtient la signature des accords de Linas-Marcoussis. Cet accord prévoit la création d'un gouvernement de réconciliation nationale dirigé par un premier ministre nommé par le président de la République après consultation des autres partis politiques, l'établissement d'un calendrier pour des élections nationales crédibles et transparentes, la restructuration des forces de défense et de sécurité, l'organisation du regroupement et du désarmement de tous les groupes armés, le règlement des questions relatives à l'éligibilité à la présidence du pays et à la condition des étrangers vivant en Côte d'Ivoire. Un comité de suivi de l'application de l'accord, présidé par l'ONU, est institué.

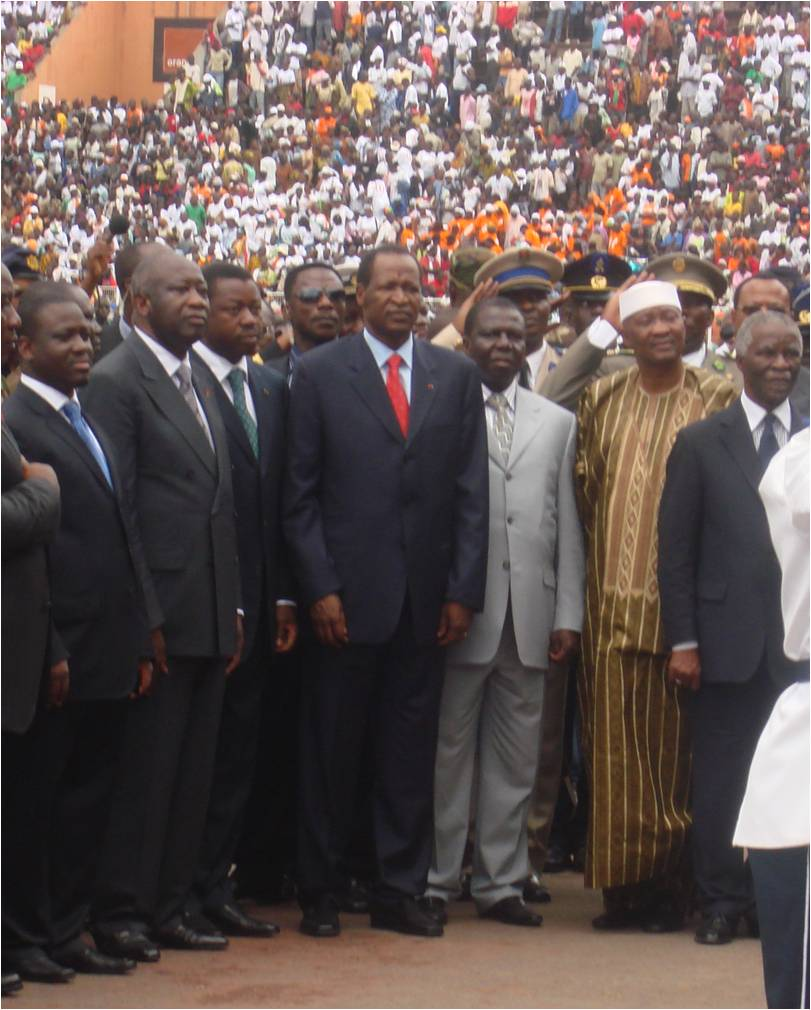
Chefs d'État africains à la cérémonie de la flamme de la paix à Bouaké.

Appliqué avec beaucoup de difficultés, l'accord de Linas-Marcoussis est suivi par plusieurs autres, conclus en Afrique et mis en œuvre par les gouvernements successifs de Seydou Diarra, Charles Konan Banny.
L'accord politique de Ouagadougou conclu en 2007 avec Laurent Gbagbo, sous l'égide du président burkinabé Blaise Compaoré, qui fait office de facilitateur,, offre aux Forces nouvelles le poste de Premier ministre. Les Forces nouvelles désignent leur secrétaire général, Guillaume Soro, le 26 mars 2007 pour exercer cette fonction,.

#### Gouvernement Soro
Guillaume Soro entre en fonction, le 4 avril et son gouvernement est installé trois jours plus tard. Le gouvernement doit mettre en place, notamment, deux points clefs de l'accord politique de Ouagadougou : la préparation d'élections devant se tenir dans les dix mois à compter de mars 2007, puis l'unification des Forces armées des Forces nouvelles (FAFN) et des Forces armées nationales de Côte d'Ivoire (FANCI)
Dans le gouvernement Soro I composé de 33 membres, la formation militaro-politique de celui-ci (les Forces nouvelles de Côte d'Ivoire) et le Front populaire ivoirien (FPI), formation politique dont est issu le président Laurent Gbagbo, disposent chacun de huit portefeuilles (le Premier ministre y compris). Les autres portefeuilles sont répartis entre divers autres partis politiques. Ainsi, le Parti démocratique de Côte d'Ivoire (PDCI) en détient 5, le Rassemblement des républicains (RDR) 5, le Mouvement des forces d'Avenir (MFA) un, le Parti ivoirien des travailleurs (PIT) un, l'Union démocratique de Côte d'Ivoire (UDCI) un et l'Union pour la démocratie et la paix en Côte d'Ivoire (UDPCI) un ; deux autres ministres sont réputés proches du président de la République et un ministre est issu de la société civile.
Concrètement, outre la gestion des affaires relevant de ses compétences traditionnelles, le gouvernement coordonne la mise en œuvre du processus de sortie de crise au moyen de programmes spécifiques. Il s'agit d'un dispositif technique comprenant notamment le Centre de commandement intégré (désarmement des combattants), le Programme national de réinsertion et de réhabilitation communautaire, le Comité national de pilotage du redéploiement de l'Administration (restauration de l'autorité de l'État sur l'ensemble du territoire et reprise du fonctionnement des services publics), l'Office national d'identification (identification des populations et des électeurs) et la Commission électorale indépendante (organisation des élections).

### Élection présidentielle en 2010 et crise de légitimité
À l'issue d'une élection présidentielle sous tension, les deux candidats arrivés au second tour, Laurent Gbagbo et Alassane Ouattara, se déclarent vainqueurs et prêtent serment comme président du pays. Alassane Ouattara a été déclaré vainqueur par Youssouf Bakayoko, le président de la Commission électorale indépendante, au siège du camp de Ouattara, et a reçu le soutien du Premier ministre Guillaume Soro et d'une partie de la Communauté internationale. Laurent Gbagbo a été déclaré vainqueur par le Conseil constitutionnel et a reçu le soutien du général Philippe Mangou, commandant de l'armée. La Côte d'Ivoire se retrouve alors avec deux présidents tentant de s'imposer sur l'ensemble du pays.
Mais Alassane Ouattara bénéficie du soutien de la plus grande partie de la communauté internationale, ainsi que celui d'instances économiques et financières tant régionales qu'internationales. L'économie ivoirienne est paralysée par les sanctions et les finances de l'État ivoirien asséchées, notamment les zones encore contrôlées par Laurent Gbagbo.
Les combats éclatent à Abidjan à la fin du mois de février 2011 entre le « Commando invisible » hostile à Gbagbo et l'armée régulière. Puis, début mars, la tension gagne l'ouest du pays, où les Forces nouvelles prennent le contrôle de nouveaux territoires. L'ensemble du front finit par s'embraser à la fin mars, et les forces pro-Ouattara, rebaptisées Forces républicaines de Côte d'Ivoire (FRCI), prennent Yamoussoukro, la capitale politique du pays, le 30 mars. À partir de ce moment-là, les événements s'accélèrent : le sud du pays est conquis en quelques heures et les troupes pro-Ouattara entrent dans Abidjan sans rencontrer de réelle résistance (mais non sans commettre de nombreuses exactions sur les populations civiles).
Laurent Gbagbo et son épouse se retranchent à la Résidence présidentielle, protégés par un dernier carré de fidèles dont la Garde Républicaine dirigée par le colonel Dogbo Blé Bruno. La Résidence est assiégée par les forces pro-Ouattara qui ont du mal à accéder à la Résidence malgré plusieurs tentatives. Un assaut final est lancé contre le domicile, le 11 avril, avec l'appui des forces onusiennes et surtout de l'armée française (en application de la résolution du Conseil de sécurité de l'ONU). Laurent Gbagbo (accompagné de sa famille) est fait prisonnier, puis placé en état d'arrestation à l'hôtel du Golf. Il est ensuite transféré à Korhogo dans le nord du pays, où il est placé en résidence surveillée. Quelques jours plus tard, son épouse, qui n'a pas été autorisée à le suivre, sera placée quant à elle en résidence surveillée à Odienné, une autre localité du nord ivoirien. Le 30 novembre 2011, Laurent Gbagbo est incarcéré à la Cour pénale internationale où il est inculpé pour quatre chefs d'accusation de crimes contre l'humanité. Les forces pro-Ouattara sont soupçonnées de s'être livrées à des exactions sur des populations supportant Laurent Gbagbo (massacre du camp de Nahibly et Duekoué). Dans le cas de Duekoué, l'ONU explique que les forces pro-Gbagbo seraient aussi impliquées.

### Réélections d'Alassane Ouattara (depuis 2015)
À la suite de l'élection présidentielle du 25 octobre 2015, le président Ouattara est réélu pour cinq ans. Il souhaite consolider les efforts de réconciliation nationale et rédiger une nouvelle constitution. Cette nouvelle Constitution, qui entraine la création d'un sénat et d'un poste de vice-président, est approuvée par référendum, le 30 octobre 2016,. La troisième République ivoirienne est proclamée, le 8 novembre 2016.
En novembre 2020, Alassane Ouattara est réélu pour un troisième mandat avec 94,27 % des voix lors d'un scrutin très critiqué, puisque l'opposition avait demandé à le boycotter, contestant la constitutionnalité d'un troisième mandat. Finalement, seuls 53,90 % des électeurs se sont rendus aux urnes pour élire le président sortant.

## Institutions et vie politique
Dès son accession à l'indépendance, la Côte d'Ivoire, État unitaire, opte pour un régime présidentiel. Reconduit par la deuxième république, le régime présidentiel est caractérisé par la séparation des pouvoirs au sein de l'État : le pouvoir exécutif, le pouvoir législatif et le pouvoir judiciaire. Le paysage institutionnel ivoirien se compose des organes exerçant ces trois pouvoirs et d'autres institutions comme le Conseil économique et social et le médiateur de la République.
À l'indépendance, Félix Houphouët-Boigny avait su, avec prudence, éviter tout conflit ethnique dans le cadre d'un régime de parti unique. Cet équilibre reposait aussi sur une division écologique et sociale du travail avec, dans le nord, les Dioula qui dominent le transport et le commerce tandis que les sudistes se retrouvent dans l'administration et la gestion du pouvoir. Les nordistes qui avaient acquis une qualification professionnelle suffisante sont envoyés dans les ambassades ou dans les institutions internationales pour représenter le pays ; certains accèdent à des ministères, mais politiquement marginaux.
Toutefois, le passage au multipartisme en 1990 permet aussi l'affirmation identitaire des communautés ethniques dans l'espace politique et l'ouverture de débats sur la construction nationale. Les tensions entre les populations du nord et du sud, jusque-là cantonnées au champ économique, se transfèrent dans le champ politique.

### Pouvoir exécutif
L'organe chargé de l'exercice du pouvoir exécutif, originairement monocéphale, est depuis 1990 caractérisé par un bicéphalisme apparent : il a à sa tête le président de la République, chef de l'État, et un premier ministre, chef du gouvernement. Cette caractéristique, empruntée au régime parlementaire, n'entame en rien le caractère présidentiel du régime. En 2016, la nouvelle Constitution a prévu l'élection par le Parlement d'un vice-président, mais des amendements de mars 2020 sont revenus sur ce point, le vice-président étant désormais nommé par le Président « avec l'accord du Parlement ».
Le président de la République est élu au suffrage universel direct, au scrutin majoritaire à deux tours pour un mandat de 5 ans et est rééligible une fois. Il est le chef de l'exécutif et est détenteur exclusif du pouvoir exécutif. Il est garant de l'indépendance nationale, de l'intégrité du territoire, du respect des traités et accords internationaux. Il est chef suprême des armées, veille au respect de la Constitution, assure la continuité de l'État. En sa qualité de chef de l'Administration, il nomme aux emplois civils et militaires. Le président de la République détient également, en période de crise, des pouvoirs exceptionnels. En cas de décès, de démission ou d'empêchement absolu, l'intérim du président de la République est assuré par le vice-président, ou, en cas de vacance du poste de vice-président, par le Premier ministre, et ce jusqu'à la fin prévue du mandat.
Le Premier ministre est nommé par le président de la République devant lequel il est responsable, et qui met fin à ses fonctions. Le Premier ministre ne détient, au regard de la Constitution, aucun pouvoir exécutif propre. Il supplée le président de la République lorsque celui-ci est absent du territoire. Contrairement à la pratique prévalant en régime parlementaire, le Premier ministre ivoirien n'est pas issu de la majorité parlementaire. Les membres du gouvernement, placés sous son autorité, sont nommés sur sa proposition par le président de la République. Il dirige et coordonne l'action du gouvernement et peut déléguer certaines de ses attributions aux ministres.
L'élection présidentielle qui s'était tenue, le 26 octobre 2000 fut remportée par Laurent Gbagbo, qui resta en fonction pendant 10 ans sans qu'aucune autre consultation électorale n'ait eu lieu en vue de la désignation du président de la République. L'exercice du pouvoir exécutif était, dans ce contexte, influencé par les accords politiques conclus depuis le déclenchement de la crise politico-militaire, en septembre 2002. Dans le cadre de l'exécution du programme de sortie de crise, des missions spéciales liées à la réunification du pays et de l'armée, à l'identification des populations et à l'organisation des élections, furent assignées au premier ministre.

### Pouvoir législatif
L'organe parlementaire investi du pouvoir législatif est bicaméral, avec l'Assemblée nationale et le Sénat (dirigé par Jeannot Ahoussou-Kouadio). L'Assemblée nationale compte aujourd'hui 225 membres et comprend un bureau, des commissions techniques et des groupes parlementaires. Les députés qui la composent sont élus au suffrage universel direct pour un mandat de cinq ans. L'Assemblée nationale vote la loi et consent l'impôt. Elle a également, de par la Constitution, un pouvoir de contrôle sur les actions de l'exécutif. Pour assurer l'indépendance de l'Assemblée nationale à l'égard des autres pouvoirs et renforcer la liberté du député, celui-ci bénéficie de certains privilèges juridiques que sont les immunités. Ces immunités protègent le député dans l'exercice de son mandat parlementaire en le mettant à l'abri des poursuites civiles ou pénales à l'occasion de votes ou opinions émises par lui dans l'exercice de ses fonctions. En dehors même de l'exercice de ses fonctions, les poursuites pénales engagées contre le député pour des faits qualifiés crimes ou délits doivent être autorisées par l'Assemblée nationale ou le bureau de celle-ci. Les dernières élections législatives se sont tenues, le 18 décembre 2016. L'Assemblée nationale est, depuis 2019, dirigée par intérim par Amina Kamara Tounkara.
Le Parlement ivoirien a joué un rôle actif dans la gestion de la crise politico-militaire en Côte d'Ivoire. En dépit de la désapprobation affichée par le Président Mamadou Koulibaly vis-à-vis des accords de Linas-Marcoussis, l'Assemblée nationale de Côte d'Ivoire a examiné, durant ses sessions ordinaires et parfois lors de sessions extraordinaires convoquées à cet effet, une série de domaines visés par l'accord. Au total plus d'une douzaine de projets de lois ont été examinés et votés par le Parlement ivoirien dans ce cadre. Mais la poursuite de son mandat après l'expiration de celui-ci s'est avérée problématique car, selon la Constitution ivoirienne, « les pouvoirs de l'Assemblée nationale expirent à la fin de la deuxième session ordinaire de la dernière année de son mandat. Les élections ont lieu vingt jours au moins et cinquante jours au plus avant l'expiration des pouvoirs de l'Assemblée nationale ». Aussi bien la Constitution ivoirienne que le code électoral n'ayant pas prévu le cas où les élections des députés ne se tiendraient pas dans les délais prescrits, le pays a dû faire face à un vide juridique qui a suscité une polémique et des opinions controversées des acteurs locaux et non nationaux.
Le Conseil de sécurité des Nations unies (CSNU), dans sa résolution 1633 sur la Côte d'Ivoire, note que le mandat de l'Assemblée nationale prend fin, le 16 décembre 2005 et le Groupe de travail international tire la conclusion que ce mandat n'a pas à être prolongé. En se prononçant contre la prolongation des mandats parlementaires échus, le 16 décembre 2005, le Groupe de travail international (GTI) a « mis le feu aux poudres » et ouvert un « bras de fer international », selon certains observateurs. Le président de la république de Côte d'Ivoire, après avoir sollicité l'avis du Conseil constitutionnel sur le point de savoir si le défaut d'élections, dû à la situation de crise que connaît son pays, entraînait la dissolution et la fin des pouvoirs de l'Assemblée nationale, a obtenu l'avis de cette institution selon lequel l'Assemblée nationale demeurait en fonction et conservait ses pouvoirs. En définitive, l'Assemblée nationale a continué ses activités. Cette disposition est intégrée pour les deux chambres dans les amendements de mars 2020 visant à modifier la Constitution de 2016.

### Pouvoir judiciaire
Avant l'indépendance de la Côte d'Ivoire, deux ordres de juridictions cohabitent : des juridictions françaises appliquant le droit français et une organisation judiciaire de droit coutumier ou local. Cette dualité est la résultante de la dualité de législation, qui elle-même repose sur une distinction des statuts régissant les différentes couches de la population. En effet, la France « offre » aux ressortissants ivoiriens la possibilité de conserver un statut personnel particulier, par opposition au statut de droit commun reconnu aux Français et assimilés.
Au lendemain de l'indépendance, il est procédé à une refonte de l'appareil judiciaire hérité de l'époque coloniale. L'objectif est de mettre en place une organisation judiciaire moderne et adaptée aux besoins du pays. La réorganisation concerne le recrutement, la formation de magistrats et auxiliaires de justice (juges, greffiers, officiers ministériels, avocats, huissiers de justice, notaires, etc.), mais également les structures. Trois principes gouvernent cette opération de modernisation : la justice est rendue au nom du peuple ; les juges ne sont soumis dans l'exercice de leurs fonctions qu'à l'autorité de la loi, leur indépendance étant garantie par le président de la République ; l'autorité judiciaire est gardienne des libertés individuelles.
Les juridictions, ainsi que l'administration pénitentiaire, connaissent alors plusieurs évolutions à partir de 1960. Toutefois, comme dans bien des domaines, l'organisation judiciaire ivoirienne reste encore influencée par le droit français,. Le pouvoir judiciaire est exercé présentement par des juridictions de premier et de second degrés, sous le contrôle de la Cour suprême. Le Conseil constitutionnel forme, avec la Haute Cour de justice, des juridictions spéciales.

### Organes consultatifs et de médiation

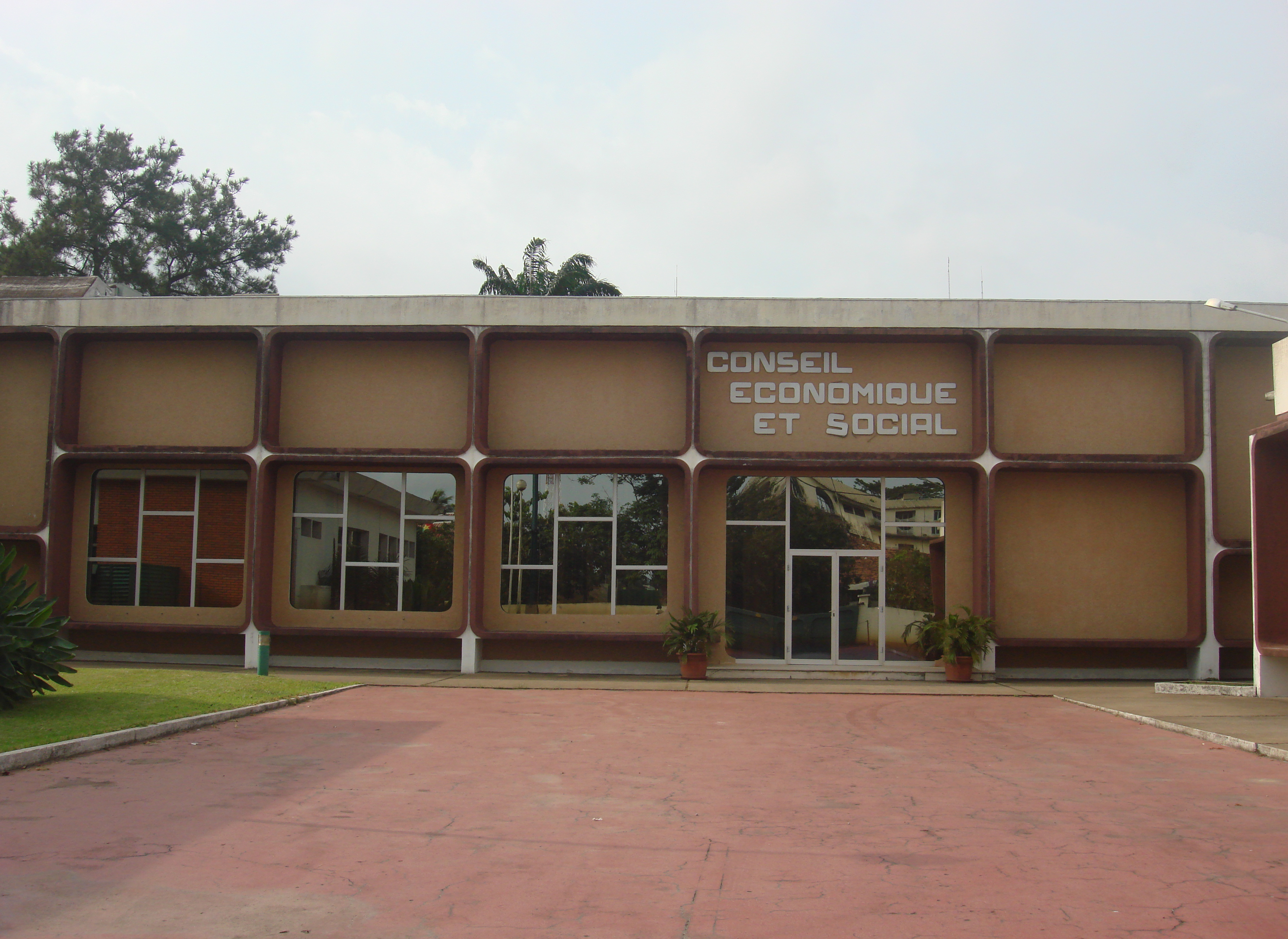
Le Conseil économique et social.

Le conseil économique et social est un organe consultatif prévu par la Constitution ivoirienne. Il assure la représentation des principales activités économiques et sociales, favorise la collaboration des différentes catégories professionnelles entre elles et contribue à l'élaboration de la politique économique et sociale du Gouvernement. Les projets de loi de programmes à caractère économique et social lui sont soumis pour avis. Le président de la République peut consulter cette institution pour tout problème à caractère économique et social. Le droit de saisine du Conseil économique et social appartient au président de la République et au président de l'Assemblée nationale.
Les membres de l'institution sont nommés pour cinq ans par décret parmi les personnalités qui, par leurs compétences ou leurs activités, concourent au développement économique et social de la République. Le Conseil économique et social comprend 125 membres. Sa présidence est vacante depuis le décès de Charles Koffi Diby en décembre 2019,.
Le médiateur de la République est un organe de médiation créé en 2000 dans le cadre de Constitution de la IIe République. À l'image du médiateur français et des ombudsman le médiateur de la République de Côte d'Ivoire est une autorité administrative indépendante, chargée d'une mission de service public, plus précisément d'assurer la médiation entre l'administration et les administrés, mais également entre les administrés eux-mêmes, en vue d'harmoniser les rapports de ceux-ci. Il ne reçoit d'instruction d'aucune autorité. Le médiateur de la République est nommé par le président de la République, après avis du président de l'Assemblée nationale, pour un mandat de six ans non renouvelable. Il ne peut être mis fin à ses fonctions, avant l'expiration de ce délai, qu'en cas d'empêchement constaté par le Conseil constitutionnel saisi par le président de la République. Le médiateur de la République ne peut être poursuivi, recherché, arrêté, détenu ou jugé à l'occasion des opinions ou des actes émis par lui dans l'exercice de ses fonctions.
Les fonctions de médiateur de la République sont incompatibles avec l'exercice de toute fonction politique, de tout autre emploi public ou de toute activité professionnelle. Mais en pratique, depuis la création de cette institution, Mathieu Ekra est l'actuel médiateur de la République. Son intérim est actuellement[C'est-à-dire ?] assuré par Lamine Ouattara, médiateur de la région du Zanzan.

### Partis politiques
Peu avant l'indépendance du pays, pour désigner l'Assemblée territoriale et des conseils municipaux en 1956-1957, des élections pluralistes sont organisées. Tous les sièges sont remportés par le Parti démocratique de Côte d'Ivoire, section du Rassemblement démocratique africain ou PDCI-RDA dans lequel peu de temps après, l'ensemble des autres formations politiques décide de se fonder sur la base d'un nouveau « consensus national ». Le PDCI-RDA devient l'unique parti du pays. Une assez éphémère tentative de création d'autres partis politiques est notée entre 1958-1959 et des crises politiques plus ou moins préoccupantes jalonnent la période de 1960 à 1990 (Affaire du Sanwi de 1959 à 1966, complot en 1963-1964, affaire du Guébié en 1970, putsch manqué en 1973), mais la vie politique ivoirienne reste manifestement dominée durant cette période par le seul PDCI-RDA. La rupture du « consensus national » est formellement constatée en 1990 après des manifestations populaires. Elle ouvre immédiatement la voie du retour au multipartisme avec en particulier, l'émergence du Front populaire ivoirien (FPI). Ainsi, bien que reconnu par la constitution ivoirienne de 1960, le multipartisme n'est effectif à nouveau en Côte d'Ivoire qu'en 1990, année au cours de laquelle plusieurs partis politiques sont créés.
En 2008, plus d'une centaine de formations politiques sont déclarées dans le pays mais les partis qui participent à la vie politique sont, pour l'essentiel, le Front populaire ivoirien ou FPI, socialiste, dirigé par Pascal Affi N'Guessan ; le Parti démocratique de Côte d'Ivoire – Rassemblement démocratique africain ou PDCI-RDA, droite libérale, dirigé par Aimé Henri Konan Bédié ; le Rassemblement des républicains ou RDR, centre libéral, dirigé par Alassane Dramane Ouattara ; et, dans une moindre mesure, l'Union pour la démocratie et la paix en Côte d'Ivoire ou UDPCI, dirigé par Albert Mabri Toikeusse ; le Parti ivoirien des travailleurs ou PIT, socialiste, dirigé par Francis Wodié, le Mouvement des forces d'avenir ou MFA, dirigé par Innocent Anaky Kobéna. Divers groupes de pression animent également la vie politique. Le mouvement des Forces nouvelles qui est une composante politique (et militaire) majeure du pays ne s'est pas constitué en parti politique.

## Organisation territoriale

### Centralisation forte à décentralisation poussée
L'organisation administrative territoriale de la Côte d'Ivoire est tributaire de celle mise en place par le gouvernement français pendant la colonisation. Fortement centralisée et de simple gestion, elle s'articule, en fin de période coloniale, autour de 19 circonscriptions primaires appelées « cercles » et administrées par un commandant de cercle, 48 circonscriptions secondaires ou « subdivisions » dirigées par un chef de subdivision, auprès duquel est placé un conseil des notables, organe quelque peu représentatif des intérêts des populations locales. L'administration municipale reste également rudimentaire avec, en 1959, 17 communes de plein ou moyen exercice.
Pour se rapprocher davantage des populations et ainsi assurer un encadrement efficace de celles-ci, l'administration territoriale de la Côte d'Ivoire, qui repose sur les principes de la déconcentration et de la décentralisation,, connaît, au niveau du découpage territorial, une évolution constante,,.
Les départements, au nombre de quatre en 1959, passent progressivement à six, 24, 25, 26, 34, 49, 50 et 55 au cours des années 1963, 1969, 1974, 1975, 1979, 1985, 1987 et 1996, avec un total de 187 sous-préfectures.
En août 2009, on dénombre 19 régions, deux districts, 81 départements, 390 sous-préfectures, plus de 8 000 villages et environ 1 000 communes. La Côte d'Ivoire étant organisée par régions, communes, départements, conseils généraux et districts avant la fin de la crise post-électorale, ces attributions donnaient lieu à des conflits de compétences. Selon les nouvelles autorités ivoiriennes, il était impératif de mettre fin à ces conflits de compétence entre entités administratives. Les raisons du nouveau découpage administratif : « De 57 conseils généraux effectifs nous sommes arrivés à un essaimage qui défie toute réflexion méthodique. Nous sommes passés du simple pratiquement au double : de 57 nous sommes passés à 95 conseils généraux ! Des offres politiques ont fait que nous nous sommes retrouvés avec ce nombre pléthorique de conseils généraux de département pour lesquels il faut faire des élections » a indiqué Bamba Cheik Daniel, directeur de cabinet du Ministère de l’intérieur.[réf. nécessaire] Les études qui ont permis la redéfinition du découpage administratif de la Côte d’Ivoire ont semble-t-il[évasif] été menées dans la discrétion et ont été le fruit d’une collaboration entre des cartographes, des historiens, des fonctionnaires du ministère de l’intérieur et même des spécialistes en économie.[réf. nécessaire]
Par le décret no 2011-264 du 28 septembre 2011 portant détermination des circonscriptions électorales pour la législature 2011-2016, la Côte d'Ivoire comptera trente régions, quatorze districts dont deux autonomes. Le nouveau type de région sera doté d'un conseil régional avec à sa tête un président élu.

### Administration territoriale déconcentrée

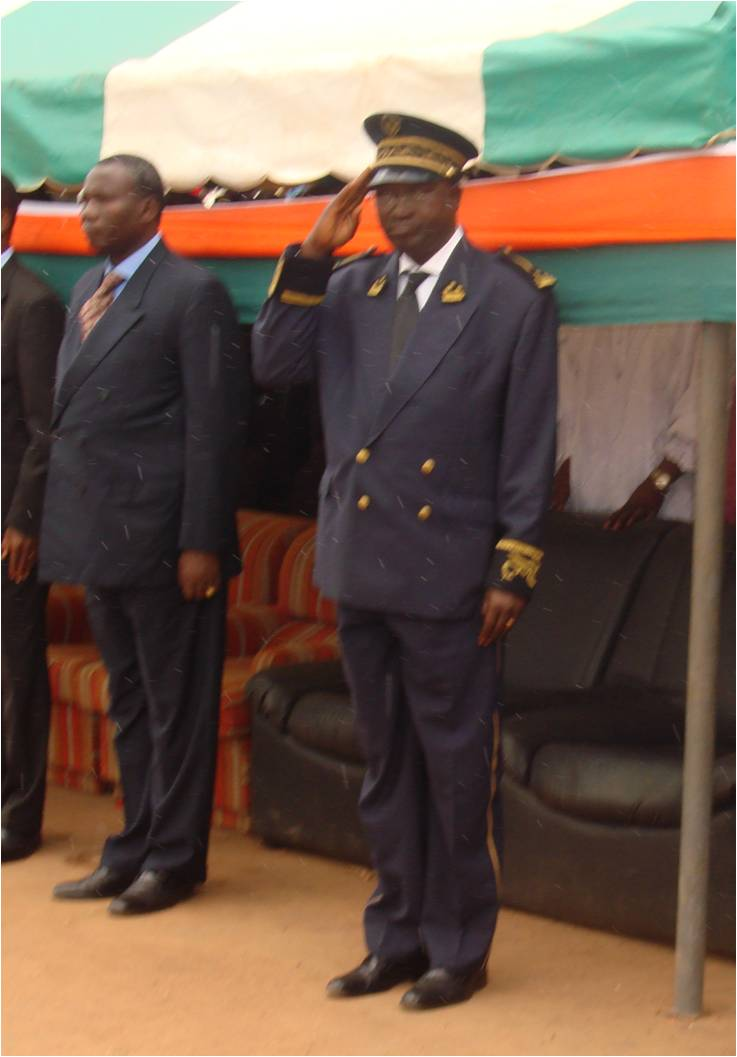
Le préfet, représentant de l'État.

L'administration territoriale déconcentrée se réalise autour des circonscriptions administratives que sont la région, le département, la sous-préfecture, le village et le quartier,.
Entité administrative de base, le village est composé de quartiers, constitués eux-mêmes par la réunion des membres d'une ou plusieurs familles et, éventuellement, de campements qui lui sont rattachés. Il est dirigé par un chef qui, pour être reconnu par l'État, doit être librement désigné par les populations villageoises selon des règles coutumières, par consensus ou par tout autre moyen. Le chef du village est l'auxiliaire de l'Administration préfectorale. Il est assisté dans sa mission par un conseil de village.
La sous-préfecture, administrée par un sous-préfet, est la circonscription administrative intermédiaire entre le département et le village. Elle est constituée par plusieurs villages. Tout comme le préfet sous l'autorité duquel il est placé, le sous-préfet représente l'État dans sa circonscription, coordonne et contrôle les activités des agents des services administratifs et techniques placés sur son ressort territorial ; il supervise en outre l'action des chefs de village.
Le département, échelon de relais entre la région et la sous-préfecture, comprend en général plusieurs sous-préfectures. Il est administré par un préfet chargé du suivi des actions de développement, de l'exécution des lois et règlements, du maintien de l'ordre, de la sécurité, de la tranquillité et de la salubrité publics dans sa circonscription.
La région qui regroupe plusieurs départements, constitue l'échelon de conception, de programmation, d'harmonisation, de soutien, de coordination et de contrôle des actions et opérations de développement économique, social et culturel réalisées par l'ensemble des administrations civiles de l'État. Par délégation du ministre chargé de l'Intérieur, le préfet de région, comme le préfet de département, exercent un pouvoir de tutelle et de contrôle à l'égard des collectivités décentralisées.
Abidjan et Yamoussoukro sont des districts autonomes et regroupent un ensemble de communes et de sous-préfectures. De création relativement récente, ces deux districts autonomes sont dirigés par des gouverneurs nommés par le président de la République, nonobstant le principe de la libre administration des collectivités territoriales. Pour l'exécution de sa mission, le gouverneur du district est assisté par le conseil du district, le bureau du conseil du district et le comité consultatif du district.
La commune est un regroupement de quartiers ou de villages. Ses organes sont constitués par le conseil municipal, le maire et la municipalité.

### Administration territoriale décentralisée

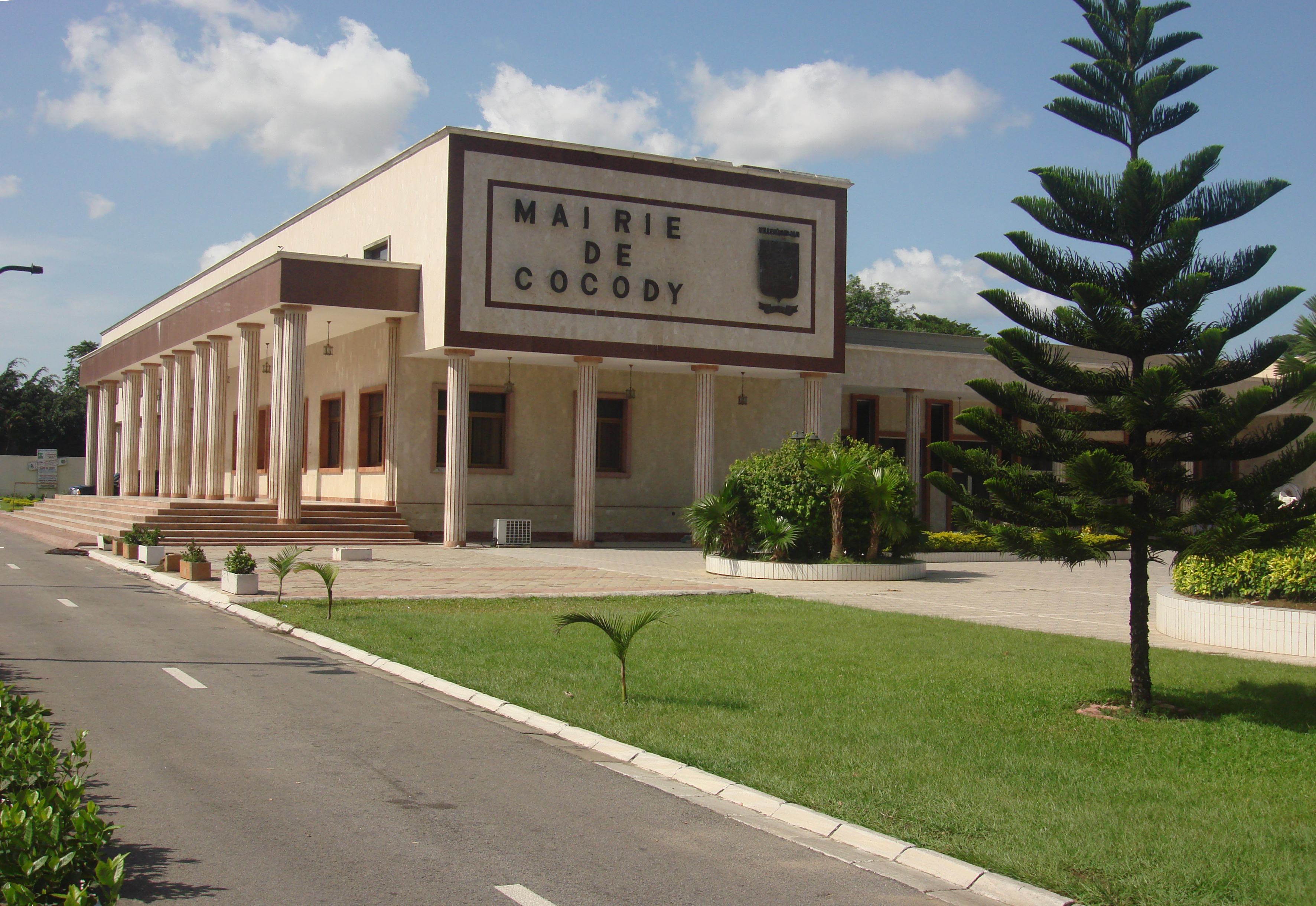
Hôtel communal de Cocody (Abidjan).

Les collectivités territoriales, entités administratives dotées de la personnalité morale et de l'autonomie financière, sont constituées par la région et la commune. Elles ont pour missions, dans la limite des compétences qui leur sont expressément dévolues, d'organiser la vie collective et la participation des populations à la gestion des affaires locales, de promouvoir et réaliser le développement local, de moderniser le monde rural, d'améliorer le cadre de vie, de gérer les terroirs et l'environnement.

### Commune
En Côte d'Ivoire, la commune est une division administrative correspondant généralement à un territoire constitué de quartiers ou de villages, et dont la superficie et la population peuvent varier considérablement.
La commune a pour missions, dans la limite des compétences qui lui sont dévolues par la loi, d'organiser la vie collective et la participation des populations à la gestion des affaires locales, de promouvoir et réaliser le développement local, de moderniser le monde rural, d'améliorer le cadre de vie, de gérer les terroirs et l'environnement. Le conseil municipal, le maire et la municipalité constituent les organes de la commune.
La politique de communalisation démarre en Côte d'Ivoire par la création, aux termes de la loi du 18 novembre 1955, des trois communes de plein exercice d'Abidjan, de Bouaké et de Grand-Bassam. Limitée au double plan spatial et fonctionnel, la capacité de telles structures et organes à imposer un rythme au développement local, s'avère très peu significative et conduit en 1978 à une réforme qui voit le jour en 1980. Celle-ci se poursuit en 1985 par un accroissement considérable du nombre de communes autant que de leurs champs de compétences. En 1995, les pouvoirs publics ivoiriens prennent l'option d'élargir un peu plus l'expérience de la communalisation par l'érection de tous les chefs-lieux de sous-préfectures en communes. La création de communautés rurales est même envisagée mais elle sera abandonnée avec l'adoption d'une nouvelle constitution en 2000 qui préserve toutefois le principe de la libre administration des collectivités territoriales. En 2006, le territoire national est entièrement subdivisé en circonscriptions communales.

## Économie

### Une croissance remarquable depuis la fin de la crise
| Années                                                                               | Taux de croissance | Notes |
| ------------------------------------------------------------------------------------ | ------------------ | --- |
| 1961-1978                                                                            | +8,3 % par an      | Forte croissance tirée par les exportations de matières premières agricoles (cacao, café, etc.) et stabilité politique |
| 1979-1994                                                                            | -0,1 % par an      | Effondrement des cours du cacao (-42 % en 1979-1980), crise de la dette, problèmes de gouvernance                      |
| 1995-1998                                                                            | +6,1 % par an      | Dévaluation du franc CFA en 1994, amélioration de la compétitivité-prix des exportations ivoiriennes                   |
| 1999-2011                                                                            | +0,4 % par an      | Coup d'État de 1999 et crise politico-militaire                                                                        |
| 2012-2021                                                                            | +7,4 % par an      | Forte croissance à la suite du retour de la paix civile et de la stabilité à partir de la fin de 2011                  |
| Sources : Banque mondiale pour la période 1961-1994 ; FMI pour la période 1995-2021. |                    | |

Évolution du PIB réel par habitant de Côte d'Ivoire.

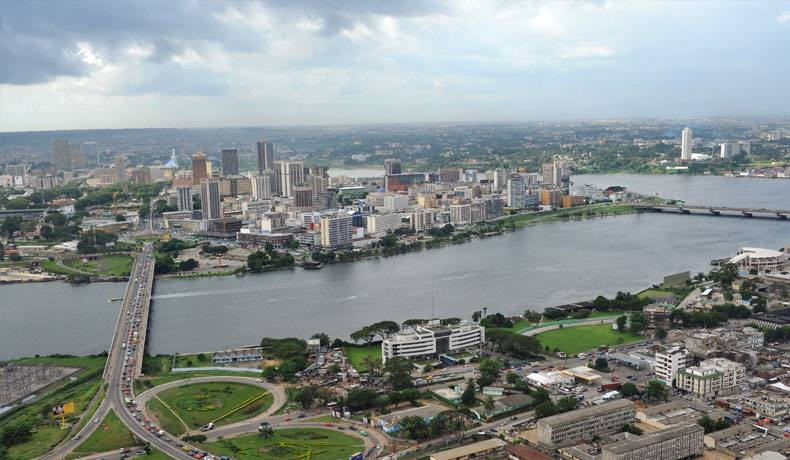
Abidjan, capitale économique de la Côte d'Ivoire

Le taux de croissance de sa production intérieure brute est de 10,2 % entre 1960 et 1965 et de 7,2 % entre 1965 et 1975. Entre 1970 et 1975, alors que ceux de l'Afrique subsaharienne et des pays riches occidentaux sont respectivement de 4 % et 6 % en moyenne, le taux de croissance du PIB en Côte d'Ivoire est de 6,8 % par an. Cette performance particulière s'explique en partie par la stabilité politique qui la caractérise, contrairement à bon nombre d'États africains. L'économie présente toutefois des symptômes révélateurs d'une faiblesse structurelle : elle est en effet caractérisée par une forte dépendance extérieure et présente des inégalités de productivité dans ses différents secteurs,.
La chute des cours des produits agricoles de base constitués par le café et le cacao, principaux produits d'exportation qui dominent l'économie du pays, entraîne une récession économique à la fin des années 1970. La crise économique perdure encore au cours des années 1990, produisant des conséquences sociales néfastes. En janvier 1994, la dévaluation de 50 % du franc CFA ramène un taux de croissance positif de 6 % pendant deux années consécutives, grâce notamment aux mesures d'accompagnement adoptées par la communauté financière internationale. Les programmes d'ajustement structurels mis en place par les partenaires extérieurs que sont le Fonds monétaire international et la Banque mondiale, conduisent à l'adoption de mesures drastiques de restriction budgétaire et de redressement économique par le gouvernement, sans grand succès. Les arriérés de paiement des dettes contractées auprès de ces institutions, ainsi que les problèmes de gouvernance liés à l'exécution des projets financés par l'Union européenne, conduisent, à la fin des années 1990, à une rupture du partenariat avec lesdites institutions.

États membres de la Communauté économique des États de l'Afrique de l'Ouest (CEDEAO).

L'impact négatif de cette situation de gouvernance sur l'économie est aggravé par le coup de force militaire de décembre 1999 et l'instabilité politique qui en résulte. Le taux de croissance de l'année 2000 est négatif : -2,3 %. Le pays va connaître une décennie de guerre civile, puis des affrontements armés et sanglants après l'élection présidentielle de 2010. Depuis 2004, la Côte d'Ivoire enregistre des taux de croissance réelle positifs (+1,6 % en 2004, +1,8 % en 2005 et 1,2 % en 2006) qui restent toutefois en dessous du taux de croissance de la population, estimé à 3,3 %. Le taux d'inflation oscille entre 1,4 % à 4,4 %. Le service de la dette réglée qui représente 10,68 % des exportations en 2000, est réduit à 5 % des exportations en 2003, 3,3 % en 2004 et 1,45 % en 2005, traduisant ainsi les difficultés de l'État à tenir ses engagements extérieurs. Ces difficultés persistent malgré la hausse du niveau des exportations, passées à 37,9 % en 2000 et à 47,8 % du PIB en 2005.
Le nouveau président Alassane Ouattara est un économiste international reconnu. Le pays, encouragé par une nouvelle stabilité politique, peut espérer retrouver d'abord la confiance en lui-même pour mener les nombreuses réformes nécessaires puis la confiance des grandes organisations internationales et des autres pays. Parmi les points les plus urgents, la compétitivité de ses activités principales, la création d'un environnement administratif et bancaire propice aux affaires, la réhabilitation et la modernisation des infrastructures (réseau téléphonique, routes et port, énergie). Avec le redémarrage des activités, la prévision de croissance du PIB est passée de 4,5 % à 8,6 % en 2012,, après une baisse de 4,7 % en 2011. L'agriculture vivrière, l'élevage, l'extraction minière, l'exploitation pétrolière et la compétitivité des exportations connaissent certes une embellie, mais les performances du secteur productif sont contrariées par l'accroissement de la dette intérieure. Cependant en juin 2012, le FMI, la Banque mondiale et le Club de Paris ont approuvé une réduction de la dette extérieure de 64,2 % soit 8,18 milliards de dollars.
Par la suite, et sur la période de huit années allant de 2012 à 2019, période suffisamment longue pour pouvoir établir des comparaisons internationales (hors micro-États), la Côte d'Ivoire a réalisé la plus forte croissance au monde dans la catégorie des pays ayant un PIB par habitant supérieur ou égal à 1 000 dollars, avec une croissance annuelle de 8,2 % en moyenne. Par ailleurs, elle se classe deuxième toutes catégories confondues, pays à très bas revenu inclus, faisant ainsi mieux que 30 des 31 pays au monde qui avaient un PIB par habitant inférieur à 1 000 dollars début 2012. La Côte d'Ivoire n'est alors dépassée que par l'Éthiopie, qui a connu une croissance annuelle de 9,2 % en moyenne (une performance à relativiser car elle résulte essentiellement du très faible niveau de développement de ce pays d'Afrique de l'Est).
Cette progression a permis à la Côte d'Ivoire de devenir le pays le plus riche de toute l'Afrique de l'Ouest, avec un PIB par habitant de 2 286 dollars fin 2019, devant deux pays particulièrement riches en richesses naturelles que sont le Nigeria (pétrole) et le Ghana (pétrole et or). Parallèlement, la Côte d'Ivoire est devenue le premier pays africain au sous-sol pauvre à devancer en richesse un pays d'Amérique hispanique (hors très petits pays de moins de 1,5 million d'habitants, majoritairement insulaires).
En 2024, la Côte d'Ivoire est classée en 112e position pour l'indice mondial de l'innovation.

### Une économie dominée par l'agriculture

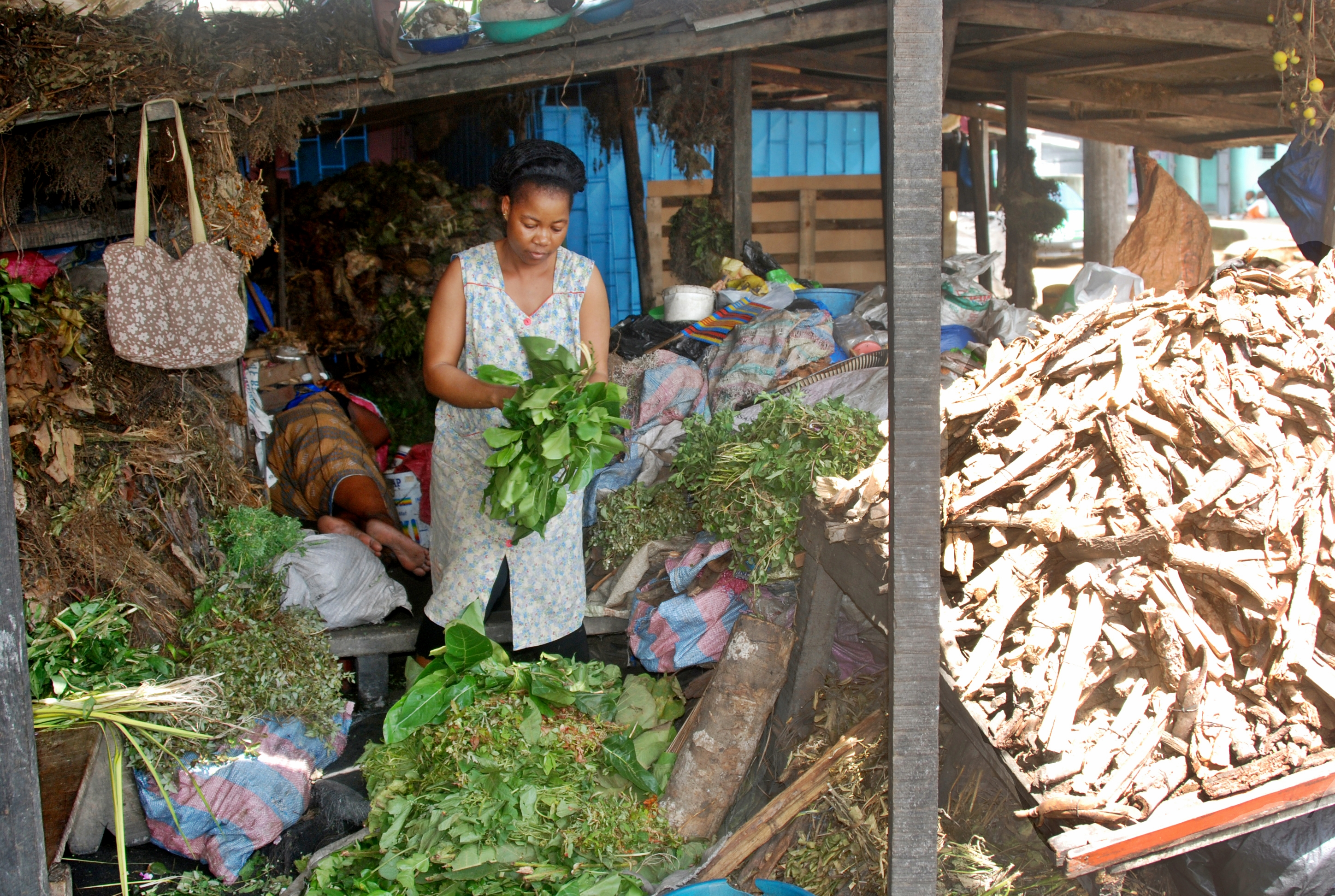
Vendeuse de plantes médicinales à Abidjan, Côte d'Ivoire.

L'économie ivoirienne reste dominée par l'agriculture. Le secteur agricole représente ainsi en 2018 28 % du PIB, emploie quasiment la moitié des actifs et fait vivre les deux tiers de la population.
L'agriculture représente aussi 60 % des recettes d'exportations du pays en 2022. Le cacao constitue à lui tout seul 10 % du PIB ivoirien, 40 % des recettes d'exportation et fait vivre 5 à 6 millions de personnes dans le pays.

#### Les grandes cultures d'exportation
La Côte d'Ivoire est toujours le premier producteur mondial de cacao, avec 40 % du total, devant le Ghana. La production nationale atteint 1,335 million de tonnes en 2003-2004, la part des exportations étant de 1,060 million de tonnes pour la même période.
Après avoir été troisième producteur mondial de café pendant près de trente ans, la production ivoirienne a baissé, de 250 000 tonnes en 1990 à 145 000 tonnes en 1994, pour ensuite remonter à 250 866 tonnes en 2003-2004. Elle n'était plus en 2016 que le quatorzième producteur mondial de café, malgré une récolte caféicole en hausse d'environ 10 % entre 2011 et 2016, et elle se plaçait en 2016 derrière les cultivateurs de café d'Amérique centrale, pourtant nettement moins peuplés, comme le Honduras, le Nicaragua et le Costa Rica.

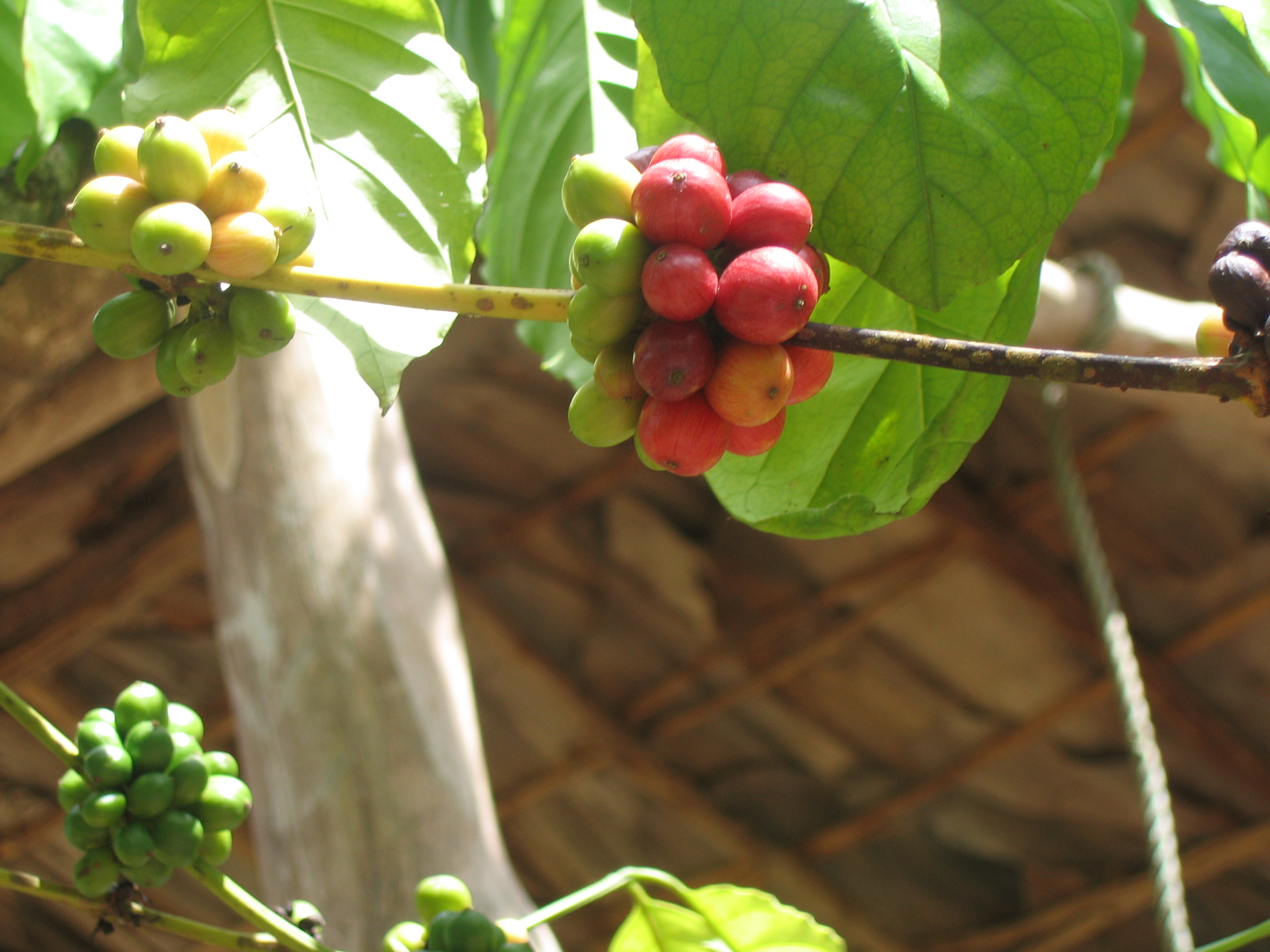
Café (cerises).

La Côte d'Ivoire est le 1er producteur mondial d'anacarde (noix de cajou). La production est passée de 100 000 tonnes en 2002 à plus de 1,2 million de tonnes en 2022. Sa rentabilité et le travail peu difficile qu’elle demande font de l’anacarde une culture intéressante pour les agriculteurs mais est accusée d'endommager gravement les zones de forêt de savane sèche. La noix de cajou fait vivre en 2023 un demi-million de ménages.
La Côte d'Ivoire est aussi le 5e producteur mondial d'huile de palme (2e africain) en 2018, le 7e producteur mondial de caoutchouc naturel (1er africain) en 2018, le quatrième producteur de coton africain en 2018.

#### Le bois
Une des grandes ressources naturelles de la Côte d'Ivoire est le bois, d'ailleurs le pays en exporte plus que le Brésil. Le rythme de la déforestation, probablement le plus important du monde, n'est pas durable. En 2008, environ 10 % seulement des terres sont arables, mais ce chiffre est en constante augmentation depuis l'indépendance jusqu'au début des années 2000. Il l'est même d'une façon quasiment linéaire depuis le début des années 1970 où il n'était que de 5 % jusqu'en 2003 et stagne depuis cette date.

#### Les autres ressources
La canne à sucre, l'ananas, la banane, la noix de cajou et l'huile de palme ont un poids significatif dans les exportations en Côte d'Ivoire, malgré la remise en cause des quotas par l'Organisation mondiale du commerce. Ils sont exportés en grande partie vers l'Europe comme le sont les productions fruitières (mangue, papaye, avocat et agrumes de bouche).
Les cultures vivrières restent un appoint économique important pour le pays qui produit notamment dans ce domaine du maïs (608 032 tonnes sur 278 679 hectares), du riz (673 006 tonnes sur 340 856 hectares), de l'igname (4 970 949 tonnes sur 563 432 hectares), du manioc (2 047 064 tonnes sur 269 429 hectares), de la banane plantain (1 519 716 tonnes sur 433 513 hectares), de la tomate, du poivron, du gombo. Les productions de citron, de bergamote et de bigarade sont également notées, mais en quantité plus faible.
Le développement de l'élevage reste un objectif pour le gouvernement, mais des importations sont encore nécessaires à la satisfaction de la consommation nationale en produits animaliers. Malgré la fermeture de la chasse, décidée en 1974 pour permettre la reconstitution du potentiel faunique, le gibier occupe toujours une part importante de cette consommation. Pour combler le déficit en produits halieutiques, L'État encourage la création de piscines aquacoles, mais doit procéder à des importations de poissons, dont la quantité s'élève en 2000 à 204 757 tonnes.

### Industrie
En 2005 l'industrie ivoirienne constitue seulement 23,1 % de la production intérieure brute (contre 24,5 % en 2000). Elle affiche un déséquilibre structurel caractérisé par la domination numérique des petites et moyennes entreprises. Toutefois, en dépit des difficultés auxquelles elle se trouve confrontée, elle reste la plus diversifiée dans la sous-région ouest-africaine et représente 40 % du potentiel industriel de l'UEMOA.
La Côte d'Ivoire encourage la transformation sur place des produits de l'agriculture (café, cacao).

#### Industrie minière
En 2011, les intérêts miniers canadiens en Côte d'Ivoire étaient évalués à 15 millions de dollars et un accord a été signé le 27 septembre entre les deux pays pour fournir une protection accrue aux entreprises canadiennes menant des activités en Côte d'Ivoire.
En 2020, le secteur minier constitue 5 % du produit intérieur brut (PIB) de la Côte d'Ivoire, atteignant 850 milliards de FCFA (1,3 milliard d'euros).
Outre l'or et le diamant, on trouve également en Côte d'Ivoire du fer, du nickel, du manganèse, de la bauxite et du cuivre.

##### Or
La production d'or de la Côte d'Ivoire est passée de 7 tonnes en 2009 à 24,5 t en 2018, puis 32,5 tonnes en 2019.
Environ 30 % de la production actuelle viennent de la seule mine de Tongon, propriété du groupe aurifère canadien Barrick Gold. Il existe en tout neuf mines :
- Tongon (Barrick Gold, Canada) ;
- Agbaou dans le Centre et Ity dans l'Ouest - la plus ancienne mine d'or du pays) (Endeavour Mining, Canada) ;
- Sissengué dans le Nord (Africa Gold, Australie) ;
- Yaouré dans le Centre-Ouest (Perseus Mining, Australie)[202],;

Parallèlement, plus de 22 tonnes auraient été extraites de manière illicite en 2019.

##### Diamants
Il existe en Côte d'Ivoire deux grandes zones diamantifères, Séguéla et Tortiya.

## Infrastructure

### Réseau ferroviaire
Le réseau ferroviaire de la Côte d'Ivoire est constitué d'une seule ligne, celle reliant Abidjan à Ouagadougou. La ligne est utilisée à 80 % pour le transport de marchandises et est exploitée par Sitarail, une filiale du groupe français Bolloré.
Elle est considérée comme l'« une des voies ferrées les plus vétustes d'Afrique de l'Ouest ». En juillet 2021, les gouvernements de Côte d'Ivoire et du Burkina Faso ont menacé l'opérateur Bolloré de lui retirer sa concession s'il n'investissait pas 400 millions d'euros dans la réhabilitation et l'entretien de la ligne Abidjan-Ouagadougou, comme il s'y était engagé.
Six mois plus tard, en janvier 2022, Bolloré a annoncé qu'il vendait ses activités africaines à l'armateur MSC, devenu en 2022 la plus grande compagnie maritime de conteneurs au monde.

## Éducation

### Cycles primaire et secondaire

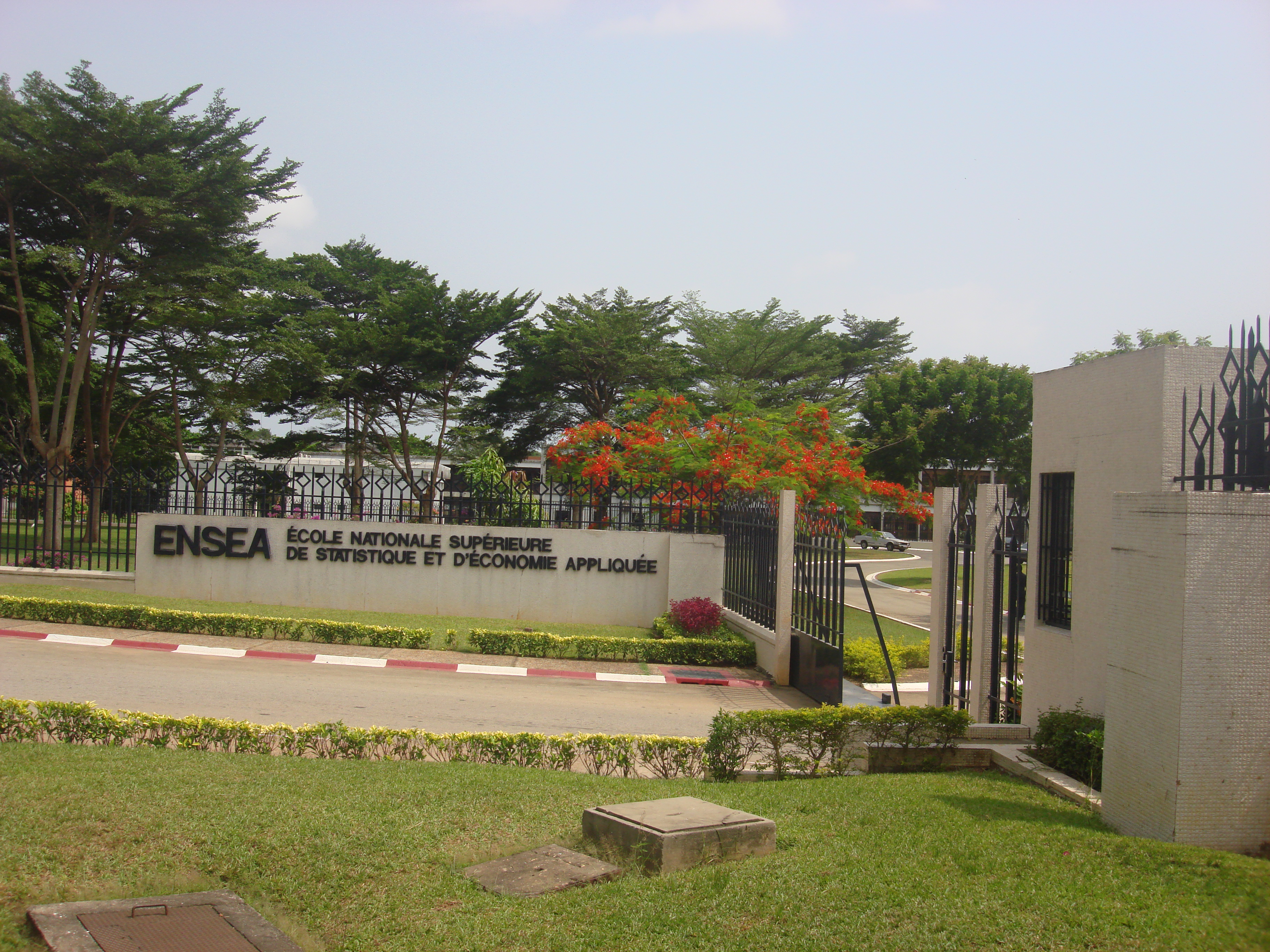
Entrée de l'École nationale de statistique et d'économie appliquée d'Abidjan.

Le système éducatif ivoirien fondé sur le modèle hérité de la France institue dès les lendemains des indépendances, une école gratuite et obligatoire, afin d'encourager la scolarisation des enfants en âge d'aller à l'école. Ce système intègre aux cycles habituels du primaire, du secondaire et du supérieur, un niveau préscolaire couvrant trois sections (petite section, moyenne section et grande section). En 2001-2002, avant la crise politico-militaire, 391 écoles maternelles, aussi bien privées que publiques, fonctionnent sur toute l'étendue du territoire. En 2005, sur la seule zone contrôlée par les forces républicaines, il est enregistré 600 écoles maternelles animées par 2 109 enseignants qui encadrent 41 556 élèves.
Le cycle primaire comprend six niveaux (cours préparatoires 1re et 2e année, Cours élémentaire 1re année, Cours élémentaire 2e année, cours moyen 1re année, cours moyen 2e année) ; il est sanctionné par le Certificat d'études primaires élémentaires et un concours d'entrée en classe de 6e des lycées et collèges. En 2001, le ministère de l'Éducation nationale compte 8 050 écoles primaires publiques tenues par 43 562 enseignants pour 1 872 856 élèves et 925 écoles privées qui emploient 7 406 enseignants pour la formation de 240 980 élèves.
En 2005, l'on dénombre 6 519 écoles primaires dont 86,8 % sont publiques, avec 38 116 enseignants et 1 661 901 élèves.
55 % de la population de 6 à 17 ans et 61 % des filles de ce groupe d'âge sont en dehors de l'école. Le faible taux de scolarisation des filles conduit l'État à développer, dans les années 1990, une politique spécifique pour la scolarisation de la jeune fille. En mars 1993, en collaboration avec le ministère de l'Éducation nationale, la Banque africaine de développement met en place un projet dit « Projet BAD éducation IV » pour améliorer la qualité de l'enseignement, accroître le taux de scolarisation en général et celui des filles en particulier.
En ce qui concerne l'enseignement secondaire subdivisé en deux cycles, il comprend quatre classes pour le premier cycle et trois pour le second. Ce niveau d'enseignement est « caractérisé par une nette domination du privé ». En 2005 en effet, sur les 522 établissements secondaires que compte le pays, 370 appartiennent au secteur privé. Le ministère ivoirien de l'Éducation nationale enregistre au total un effectif de 660 152 élèves pour 19 892 enseignants en 2005, secteurs privé et public confondus, contre 682 461 élèves pour 22 536 enseignants en 2001-2002, avant le déclenchement de la guerre. Le taux de scolarisation au secondaire ivoirien est de 20 %. Les études secondaires sont sanctionnées pour le premier cycle par le Brevet d'études du premier cycle (BEPC) et pour le second par le baccalauréat.

### Enseignement supérieur, technique et professionnel
Avant 1992, l'enseignement supérieur est presque entièrement l'affaire de l'État, avec 24 % de taux de scolarisation. Depuis quelques années, plusieurs universités et grandes écoles de formation technique privées ont vu le jour. En 1997-1998, l'enseignement supérieur compte trois universités publiques, quatre grandes écoles publiques, sept universités privées, 47 établissements privés, et 31 établissements supérieurs de formation post-baccalauréat rattachés à des ministères techniques autres que celui de l'enseignement supérieur.

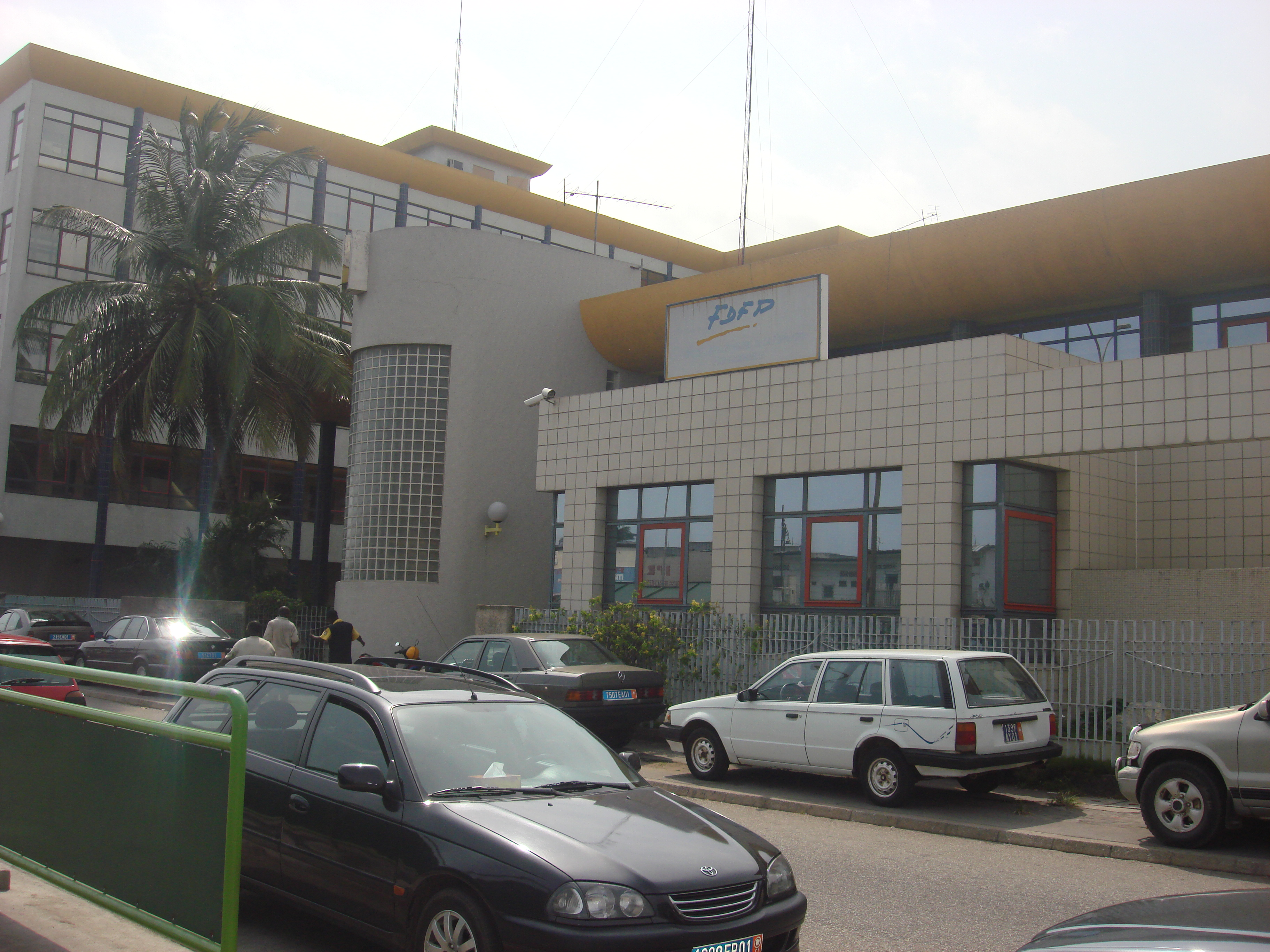
Siège du Fonds de développement de la formation professionnelle à Abidjan (Treichville).

Au cours des années 1960, l'État ivoirien crée plusieurs établissements d'enseignement secondaire et supérieur technique, pour assurer la formation de cadres spécialisés. En 1970, l'ouverture de l'Institut national supérieur de l'enseignement technique (INSET) et plus tard de l'École nationale supérieure des travaux publics (ENSTP) à Yamoussoukro permet de former sur place des techniciens de niveau supérieur,. Aujourd'hui, ces écoles sont regroupées et forment l'Institut national polytechnique Félix Houphouët-Boigny (INPHB). Un grand nombre d'établissements d'enseignement technique et professionnel privés sont implantés sur l'ensemble du territoire. La question de la compétence et du niveau de qualification des enseignants chargés de la formation et de l'encadrement des élèves fréquentant ces écoles privées s'est maintes fois posée. Il y a lieu toutefois de relever qu'elles apportent un soutien indispensable à l'État, les équipements publics en matière d'éducation étant à l'heure actuelle insuffisants et parfois inadaptés pour la couverture totale des besoins. Une loi votée en 1995 réglemente le secteur de l'enseignement supérieur privé et institue des mesures en vue de renforcer les établissements concernés. Les réformes touchent certaines structures existantes comme l'Institut pédagogique national de l'enseignement technique et professionnel (IPNETP), l'École normale supérieure (ENS), l'Agence nationale de la formation professionnelle (Agefop) et le Fonds de développement de la formation professionnelle (FDFP).
En 2004-2005, le nombre d'établissements de l'enseignement supérieur et de la recherche scientifique est de 149 avec 146 490 étudiants, dont 35 % de filles. Ces établissements, dont les installations sont devenues vétustes, ont toutefois une capacité d'accueil limitée, eu égard au nombre d'étudiants.
L'école ivoirienne connaît des remous récurrents depuis 1990. Les tentatives d'explication des crises qui affectent l'enseignement se réfèrent à la vétusté des infrastructures et équipements, à l'insuffisance de l'effectif des enseignants, mais également à la formation jugée inadaptée au marché de l'emploi. Le nombre de jeunes sans formation et sans-emploi est évalué en 2008 à plus de 4 millions. Pour résoudre ce problème crucial de l'emploi des jeunes, plusieurs pistes sont explorées par les pouvoirs publics : la création d'emplois, ou l'exhortation à la libre entreprise. Adapter le système éducatif aux contraintes du marché de l'emploi, mais également former des formateurs capables d'assurer la relève du corps enseignant, constituent des objectifs à court terme pour la politique de l'éducation en Côte d'Ivoire.

#### Les universités et grandes écoles publiques en Côte d'Ivoire
Le programme de décentralisation des universités est un programme initié par le gouvernement ivoirien en 2011 dans le but de rénover et d'étendre et de construire au moins une université dans chacune des quatorze districts du pays. Plusieurs nouvelles universités ont vu le jour grâce à ce programme à l'instar des universités suivantes: Korhogo, Man, San-Pédro, l'université virtuelle et de Bondoukou(livraison prévue en octobre 2023).
D'autres universités sont en projet dans les villes d'Abengourou, d'Adiaké, de Dabou, de Daoukro et d'Odienné.
| Nom                                   | Ville        | Année | Site Web                                      |
| ------------------------------------- | ------------ | ----- | --------------------------------------------- |
| ENSEA                                 | Abidjan      | 1961  | https://ensea.ed.ci/                          |
| Université Félix-Houphouët-Boigny     | Abidjan      | 1964  | https://univ-fhb.edu.ci/                      |
| Université Nangui Abrogoua            | Abidjan      | 1992  | https://www.univ-na.ci/                       |
| Université Alassane Ouattara          | Bouaké       | 1995  | https://univ-ao.edu.ci/                       |
| Institut national polytechnique FHB   | Yamoussoukro | 1996  | https://inphb.ci/                             |
| Université Jean-Lorougnon-Guédé       | Daloa        | 1996  | https://ujlog.net/                            |
| Université Péléforo-Gbon-Coulibaly    | Korhogo      | 2012  | https://www.univ-pgc.edu.ci/                  |
| Université de Man                     | Man          | 2015  | https://univ-man.edu.ci/                      |
| Université virtuelle de Côte d'Ivoire |              | 2015  | https://www.uvci.edu.ci/portail/Main/index/fr |
| Université de San-Pédro               | San-Pédro    | 2021  | https://usp.edu.ci/                           |
| Université de Bondoukou               | Bondoukou    | 2023  |                                               |

## Santé

### Personnel et infrastructures

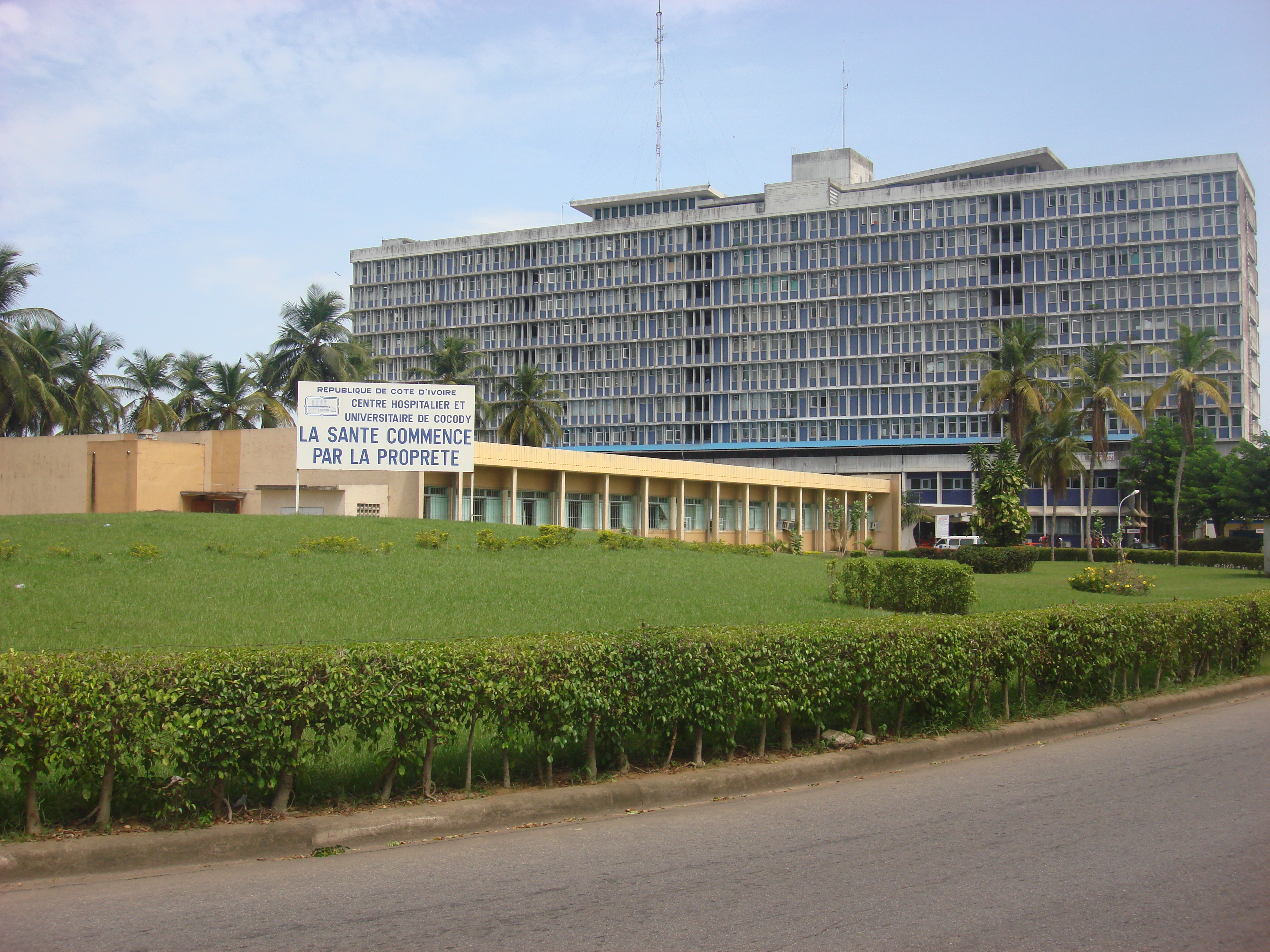
Centre hospitalier universitaire de Cocody (Abidjan).

La Côte d'Ivoire dispose sur le plan des infrastructures d'une couverture sanitaire relativement importante en comparaison aux pays de la sous-région de l'Afrique de l'Ouest. Toutefois, seules deux régions administratives (sur les dix-neuf que compte le pays) possèdent des centres hospitaliers universitaires (CHU). Il s'agit des CHU de Cocody, Treichville et de Yopougon à Abidjan (Région des Lagunes) et du CHU de Bouaké (Région de la Vallée du Bandama). Les autres régions sont dotées de centres hospitaliers régionaux (CHR) tandis que, dans les autres agglomérations, sont installés des centres de santé soit urbains, soit ruraux dans les cas des communautés villageoises.
À ceux-ci s'ajoutent des formations spécifiques dont les plus connues sont les hôpitaux militaires de Bouaké et d'Abidjan, l'hôpital des fonctionnaires au cœur du Plateau, les léproseries de Manikro (Bouaké), de Daloa et Man et l'hôpital psychiatrique de Bingerville. Ces formations sanitaires publiques, qui sont appuyées par un faisceau assez diversifié d'hôpitaux et de cliniques privées, sont cependant confrontées à de sérieux problèmes s'agissant du matériel médical, mais également des effectifs qui restent encore faibles : un médecin pour 9 908 habitants, un infirmier pour 2 416 habitants, une sage-femme pour 2 118 femmes en âge de procréation. Chaque année de nouveaux cadres supérieurs de la santé formés dans les universités de Bouaké et d'Abidjan et de nouveaux agents de santé issus des Instituts de formation des agents de la santé (INFAS) sont mis à la disposition des formations sanitaires du pays. Pourtant, la situation sanitaire du pays est jugée préoccupante et l'accès aux soins de santé difficile.

### Impact de la crise

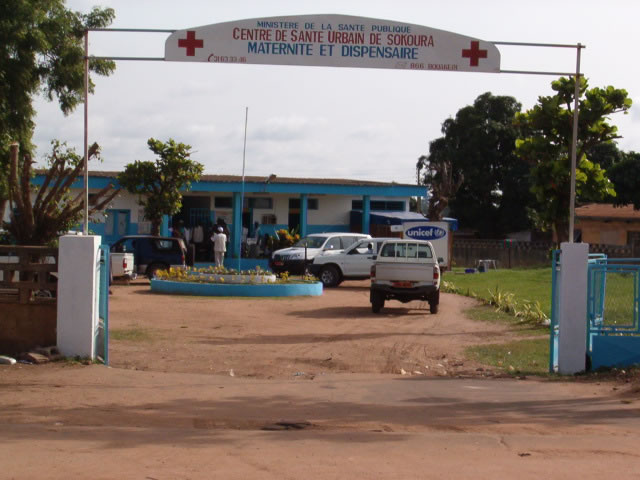
Centre de santé urbain dans un quartier de Bouaké.

La pauvreté s'est aggravée depuis 1999 avec le début des crises politico-militaires. En Côte d'Ivoire l'indice de pauvreté humaine – la proportion de personnes en dessous du seuil de développement humain admis – atteint 40,3 % en 2004, classant ainsi le pays au 92e rang sur 108 pays en développement. Cette situation a un impact négatif sur la santé des populations : le nombre de malades s'est accru, passant de 17 242 en 2001 à 19 944 en 2005. La situation épidémiologique est caractérisée par une prépondérance des maladies infectieuses, à l'origine d'un taux de morbidité de plus de 50 à 60 % et d'un taux élevé de mortalité estimé à 14,2 pour 1 000 ; ce sont essentiellement l'infection à VIH/SIDA, la tuberculose et le paludisme. La première cause de consultation chez les adultes et de décès chez les enfants de moins de 5 ans demeure le paludisme.
Les efforts engagés par l'État depuis 1996 dans le cadre du programme national sanitaire, visant à améliorer la santé des populations pour l'adéquation entre l'offre et la demande des services de santé, ont été annulés par la guerre ; et, du fait de la guerre, les ressources de l'État ont diminué, limitant celles allouées à la santé à seulement 7 % du budget national. La couverture vaccinale reste cependant bonne et a permis l'éradication de plusieurs maladies endémiques.
La situation reste par contre assez alarmante s'agissant des IST et MST pour lesquelles la frange de la population la plus touchée est féminine. Il a été observé que 7 % de la population ivoirienne était infectée en 2003, soit 570 000 personnes vivant avec le VIH, pour 47 000 décès par an,. Ces chiffres sont en hausse et demeurent une préoccupation pour le Ministère de la lutte contre le SIDA, spécialement créé pour faire face au fléau. Le coût des soins de santé et des médicaments, l'absence ou la vétusté du matériel médical et parfois le déficit en personnels soignants, conduisent les populations pauvres vers les thérapies naturelles et la médecine traditionnelle axée sur les plantes. Ces mêmes raisons expliquent le phénomène de plus en plus inquiétant des « pharmacies de rue », constituées par des vendeurs ambulants de médicaments souvent prohibés,.
Le taux de croissance de la population est estimé en 2008 à 1,96 %, celui des naissances à 34,26 pour 1 000, le taux de décès à 14,65 pour 1 000 et l'espérance de vie à 49,18 ans, dont 46,63 ans pour les hommes et 51,82 ans pour les femmes.

## Société
La forte poussée démographique enregistrée dans les zones urbaines, l'exode des populations allogènes et étrangères vers des terres propices aux cultures de rente notamment, ainsi que la jeunesse de la population ivoirienne, contribuent à l'émergence ou à l'exacerbation des problèmes liés à l'emploi, aux conflits fonciers, à l'habitat et à l'environnement. Constituées en vue d'apporter un appui aux pouvoirs publics pour la conduite d'actions de développement en faveur des populations, les organisations non gouvernementales peinent à remplir leurs missions.

### Religion

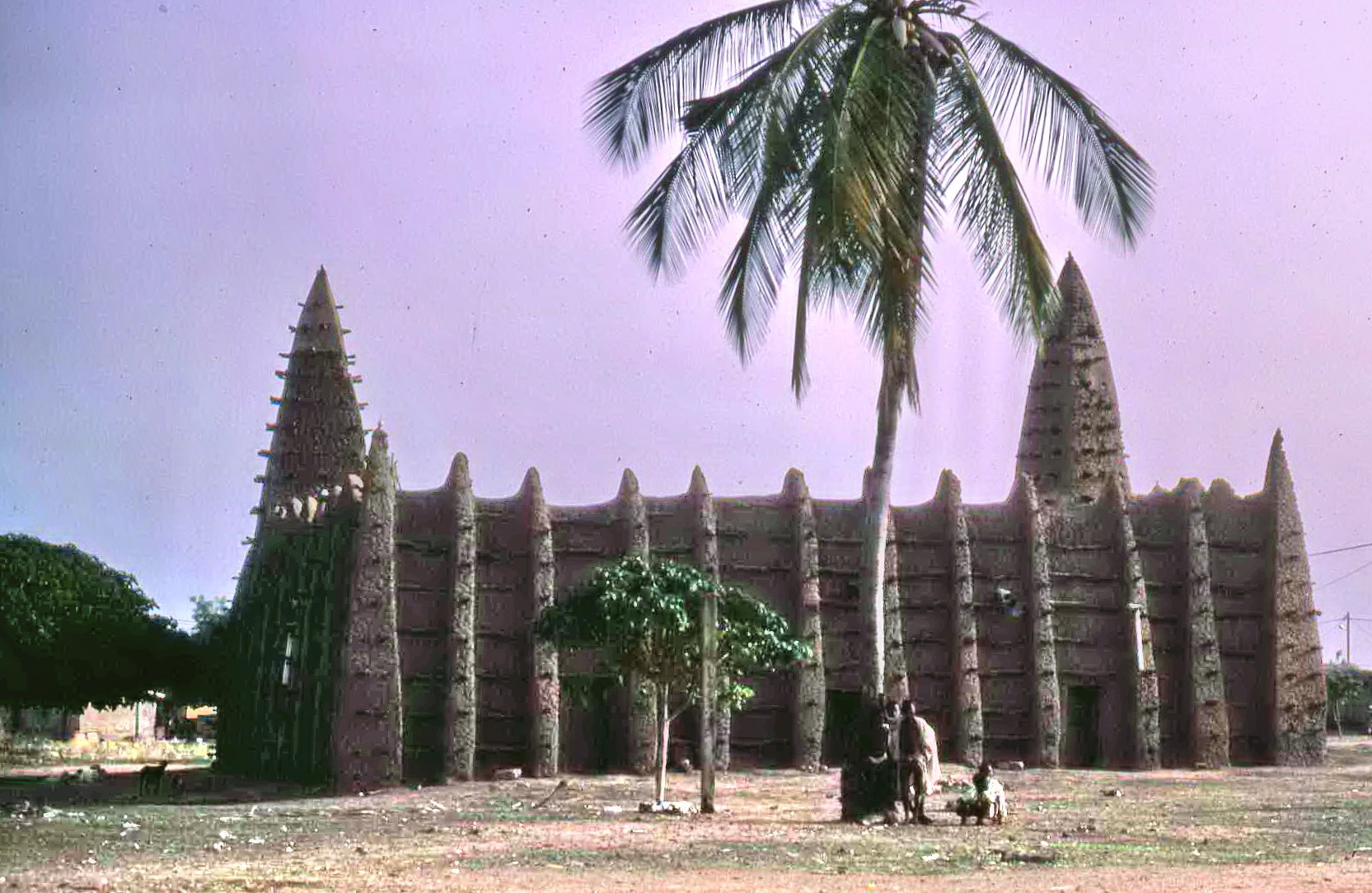
Mosquée de Kong (nord de la Côte d'Ivoire).

La Côte d'Ivoire est un pays membre de l'Organisation de la coopération islamique. D'après le recensement de 2014, les religions les plus pratiquées en Côte d'Ivoire sont l'islam avec 42,5 % et le christianisme avec 39,8 %. L'animisme (religions traditionnelles), qui maintient une influence assez forte sur toutes les autres croyances, représente 2,2 % de la population. En marge de ces grands courants, 12,6 % des habitants n'ont pas de religion. Les missionnaires catholiques sont arrivés à la fin du XIXe siècle grâce à la Société des missions africaines de Lyon. La préfecture apostolique de Côte d'Ivoire a été érigée en 1895. Aujourd'hui le pays est subdivisé en 4 archidiocèses (dont le plus important est l'archidiocèse d'Abidjan) et en 12 diocèses.
Le christianisme et l'islam sont pratiqués sous différentes formes dans tout le pays. Les missionnaires chrétiens sont arrivés sur le littoral ivoirien au XVIIe siècle, mais le catholicisme a commencé à s'implanter à la fin du XIXe siècle. Les fêtes chrétiennes et les célébrations musulmanes sont librement organisées par les fidèles de ces religions et reconnues par tous. La tolérance est l'attitude générale envers la pratique de la religion et les communautés religieuses coexistent en général pacifiquement. Cette tolérance religieuse fait également partie de la pratique des pouvoirs publics. La Côte d'Ivoire est certes un État laïc, mais des fonctionnaires sont souvent désignés pour représenter l'État à des cérémonies religieuses et certaines écoles confessionnelles reçoivent des aides financières de l'État.

### Emploi

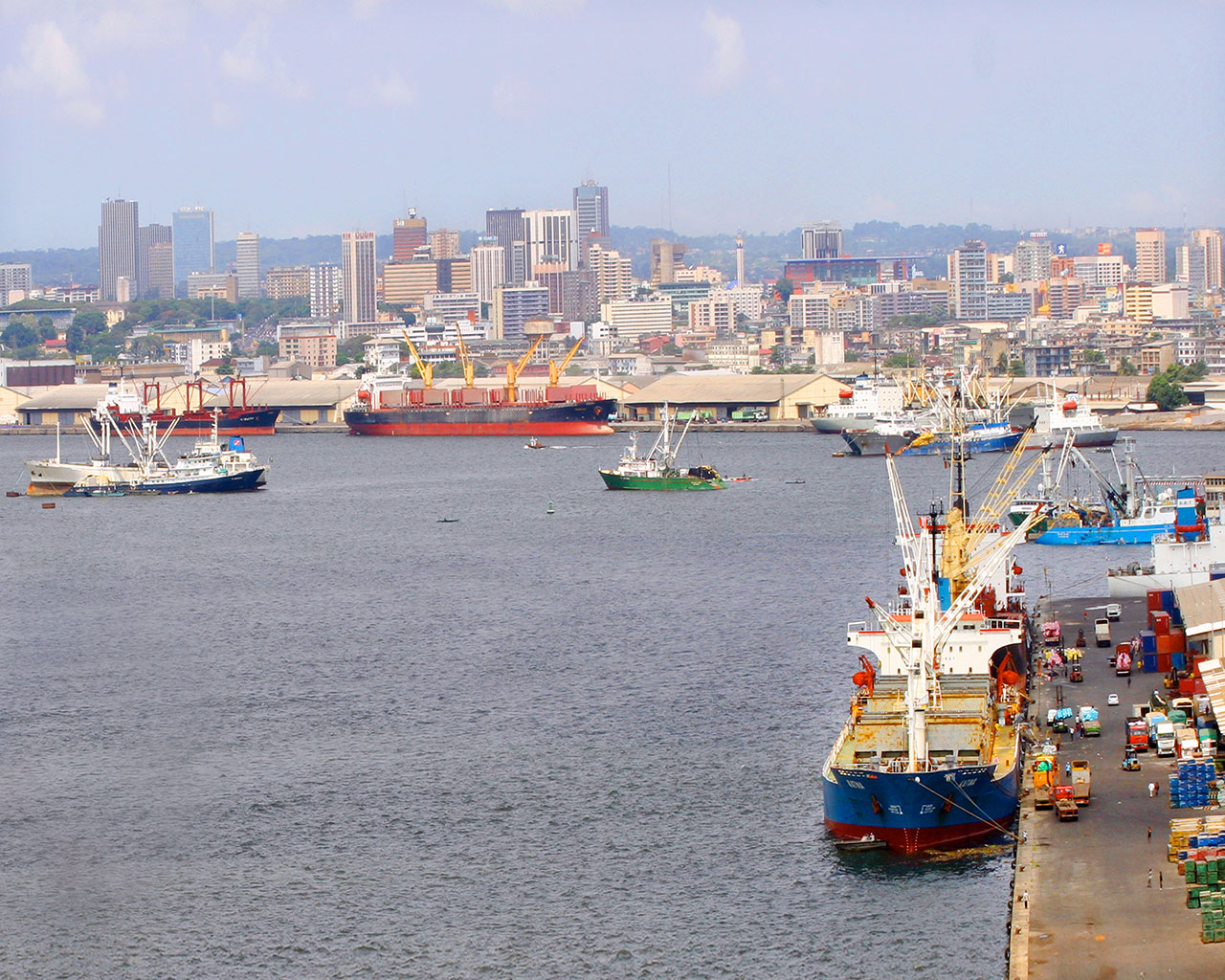
Une vue du Port Autonome d'Abidjan (PAA), poumon de l'économie ivoirienne et creuset d'emplois.

En 2012, la population active en Côte d'Ivoire est estimée à 14 607 741 personnes sur une population de 22 454 692. Le taux d'actif est alors de 65,1 %, soit 9 492 150 personnes. Au cours de cette même année, il est dénombré 285 000 fonctionnaires après les mesures de dégraissage de la fonction publique mises en œuvre une décennie plus tôt, en exécution de la politique d'ajustement structurel prescrite par le Fonds monétaire international (FMI) et la Banque mondiale et ce, pour réduire l'impact des salaires sur le budget de l'État. Cet effectif qui a très peu varié au cours des dernières années laisse une place plus importante au secteur privé qui emploie quant à lui 498 906 salariés en 2002, contre 556 678 en 1998, la baisse enregistrée étant la conséquence des crises à répétition que connaît le pays depuis 1999. De nombreuses entreprises ont fermé ou délocalisé leurs activités, notamment dans le gros domaine de l'industrie touristique, du transit et de la grosse banque.
Les structures publiques ou privées, pourvoyeuses d'emplois salariés, ne peuvent toutefois absorber qu'une proportion relativement faible de la population en âge de travailler. Or, celle-ci connaît une augmentation en rapport avec la croissance démographique et la structure de la population ivoirienne, constituée d'un fort pourcentage de jeunes. Le nombre de sans-emplois (population en quête d'un premier emploi) et de chômeurs générés par la crise économique reste donc important et la question de l'emploi demeure en Côte d'Ivoire, un problème crucial de développement.
L'une des solutions envisagées pour remédier au problème du chômage réside dans la diversification des emplois, par la création d'activités indépendantes génératrices de revenus, en complément des emplois salariés. Il est noté une multiplication des petits métiers et emplois précaires. Le secteur agricole, animé par 3 893 893 personnes avec 7,5 % de salariés, comprend 52 % de travailleurs indépendants, 40,2 % de travailleurs familiaux ; 0,3 % est constitué par d'autres intervenants. La population agricole représente 2/3 de la population ivoirienne active, avec 45 % de femmes plus actives dans le domaine maraîcher, pour 55 % d'hommes plus présents dans l'agriculture d'exploitation. Le secteur informel présente également un certain dynamisme et concerne tant l'agriculture, les services que l'industrie. Il occupe 4 107 595 personnes en 2002, contre 1 698 300 en 1995, soit une augmentation de 142 % en 7 ans. Cette forte croissance est due à la politique d'auto-emploi prônée par le gouvernement ivoirien depuis le début de la crise économique, mais également à la saturation du marché du travail salarié. En dépit de ces évolutions jugées positives, le taux de chômage reste élevé. En 2002, il représente 6,2 % de la population active, soit 402 274 chômeurs sur une population active de 6 502 115.

### Conflits fonciers, habitat et environnement

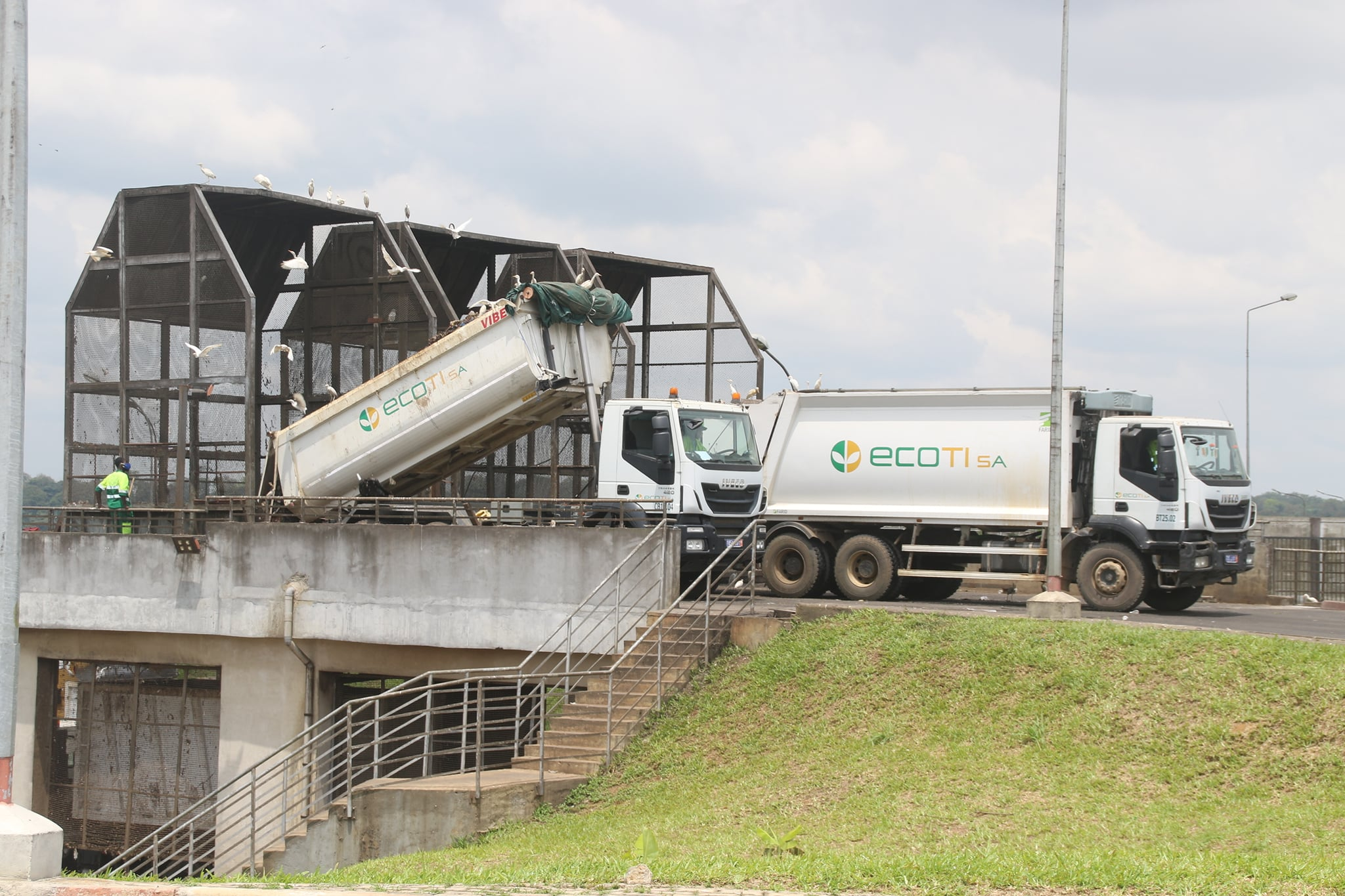
Une vue d'un centre de traitement de déchets à Abidjan.

La forte poussée démographique dans les zones forestières, propices au développement des cultures d'exportation que constituent le café et le cacao, n'est pas sans conséquence sur l'évolution des zones d'accueil. Le couvert forestier et les terres arables connaissent une réduction rapide et importante, due à l'exploitation massive. La pression s'accroît inévitablement autour des terres disponibles, entraînant des conflits entre autochtones et allogènes issus d'autres régions du pays, mais également entre autochtones et étrangers. Plusieurs régions du pays sont concernées par ces conflits, qui mettent souvent à mal la cohésion sociale. Ils font, dans la quasi-totalité des cas, l'objet de résolution pacifique, grâce à l'implication des autorités administratives, politiques et coutumières. Dans certaines régions de la Côte d'Ivoire, la femme n'a pas accès à la propriété foncière selon la coutume.
Dans ces mêmes zones, la forêt est l'une des principales victimes de la croissance démographique du pays. Elle subit des agressions multiples dues à la mutation du mode de production agricole évoluant d'une agriculture de subsistance vers des cultures commerciales ou pérennes, dévoreuses de terres et d'arbres, mais également défavorables à la biodiversité. Le surpeuplement des zones urbaines dû aux migrations de populations depuis les campagnes, affecte également l'environnement dans les villes. Les actions des autorités décentralisées se révèlent inefficaces face aux problèmes liés à l'hygiène et la salubrité publique en zone urbaine. Abidjan, capitale économique du pays, croule sous le poids des ordures ménagères et doit faire face à une pollution de l'air et des eaux lagunaires. Un ministère chargé de la salubrité et de la ville a été spécialement créé en avril 2007, pour aider à la résolution de ce problème qui se pose dans un contexte de déficit de logements.
Dans les grandes agglomérations urbaines, l'offre d'habitats à loyers modérés demeure nettement en deçà des besoins exprimés. La situation précaire de nombreux immigrés, la guerre et l'exode des populations fuyant les zones de conflits ont conduit à la prolifération des bidonvilles, caractérisés par des habitats insalubres notamment à Abidjan et dans sa banlieue.

### Problèmes sociaux et ONG
Le mouvement associatif, marqué au début des années 1990 par un accroissement rapide du nombre des Organisations non gouvernementales (ONG) connaît à nouveau une recrudescence depuis le déclenchement de la crise armée en septembre 2002. L'action des ONG couvre des domaines variés de la vie sociale tels la sensibilisation et le soutien aux personnes vivant avec le VIH-SIDA, l'aide aux victimes de la guerre, l'encadrement des orphelins ou des enfants de la rue, l'aide aux femmes battues. Certaines associations mènent plutôt des actions à caractère politique, orientant leurs opérations vers le soutien aux formations politiques, la défense des droits de l'homme ou l'animation d'espaces de discussion de rue. 
Considérées par les citoyens comme des recours fiables contre les dysfonctionnements des programmes sociaux et politiques mis en œuvre par le gouvernement, ces organisations essaiment l'ensemble du territoire national et semblent traduire une certaine vitalité de la société civile ivoirienne. Toutefois, une observation de la vie des associations révèle, pour certaines d'entre elles, que la perspective de financements et d'appuis matériels intérieurs ou extérieurs, constitue la principale motivation. Des cas d'extorsion de fonds et d'escroquerie ont pu être enregistrés.

### Criminalité
La Côte d'Ivoire, avec 56,9 meurtres pour 100 000 habitants, arrive troisième au niveau mondial juste derrière le Honduras et le Salvador et en tête de l'Afrique pour le taux de meurtres. Des données que n'explique pas uniquement la crise post-électorale des premiers mois de 2011. Ce nombre d'homicides aurait depuis beaucoup diminué avec un taux de 10,4 pour 100 000 en 2012. Ce taux est remonté à 11,63 en 2015.
La Côte d'ivoire est confrontée depuis des années à une délinquance juvénile particulièrement violente : les microbes.
Le pays connait aussi une cybercriminalité importante, des escrocs abusant des sentiments de leurs correspondants sur les réseaux sociaux : les brouteurs.

## Culture
La Côte d'Ivoire est membre de l'Organisation internationale de la francophonie. De plus, les villes d'Abidjan, Bouaké, Grand-Bassam, Yamoussoukro de même que l'Union des Villes et Communes de Côte d'Ivoire sont membres de l'Association internationale des maires francophones.

### Littérature
La Côte d'Ivoire présente une littérature abondante, riche de sa diversité de style et de ses proverbes, soutenue par des infrastructures éditoriales relativement solides et des auteurs de différentes notoriétés. Les plus célèbres de ces auteurs sont Bernard Dadié, journaliste, conteur, dramaturge, romancier et poète qui domine la littérature ivoirienne dès les années trente, Aké Loba (Kocoumbo, l'étudiant noir, 1960) et Ahmadou Kourouma (Les Soleils des indépendances, 1968) qui a obtenu le Prix du Livre Inter en 1998 pour son ouvrage devenu un grand classique du continent africain En attendant le vote des bêtes sauvages. À ceux-ci s'ajoute une deuxième génération d'auteurs de plus en plus lus dont Véronique Tadjo, Tanella Boni, Isaie Biton Koulibaly, Maurice Bandaman, Camara Nangala… Une troisième génération se signale déjà avec des auteurs tels que Sylvain Kean Zoh (La voie de ma rue, 2002), (Le printemps de la fleur fanée, 2009), (Des loups et des agneaux, 2017) et (Le fils de la nuit, 2023) ou Josué Guébo (L'or n'a jamais été un métal, 2009) et (Mon pays, ce soir, 2011).

#### Bande dessinée
Le neuvième art ivoirien est caractérisé par plusieurs genres : réaliste, semi-réaliste, humoristique, science-fiction, etc. L'humour est le plus prisé par les Ivoiriens. Les thèmes abordés par les auteurs ont trait à leur vécu quotidien. Les faits comme le chômage, le banditisme, la pauvreté, le système D (débrouillardise), l'infidélité sont traités sur un ton léger. Les auteurs qui animent cet univers culturel ivoirien sont nombreux : Gilbert G. Groud, Marguerite Abouet (scénariste), Benjamin Kouadio, Lassane Zohoré, Lacombe, Bertin Amanvi, Hilary Simplice, Kan Souffle, Jess Sah Bi, Atsin Désiré… Les personnages ivoiriens de bande dessinée sont Cauphy Gombo, John Koutoukou, Tommy Lapoasse, Zézé, Dago, Sergent Deutogo, Jo Bleck, Les sorcières, Petit Papou… Le journal satirique Gbich, fondé par le caricaturiste, Zohoré Lassane, est pour beaucoup dans la vulgarisation de ce médium qu'est la bande dessinée en Côte d'Ivoire.

### Arts traditionnels
L'art ivoirien se caractérise par de nombreux objets usuels ou culturels (ustensiles, statues, masques, etc.) réalisés dans diverses matières et dans diverses parties du pays par chacun des groupes culturels qui témoigne de son art de vivre par ses réalisations. Ainsi, des matériaux tels le bois ou le bronze, le raphia ou le rotin ou encore le bambou permettent la réalisation de vanneries, sculptures, meubles d'art, statues et masques.

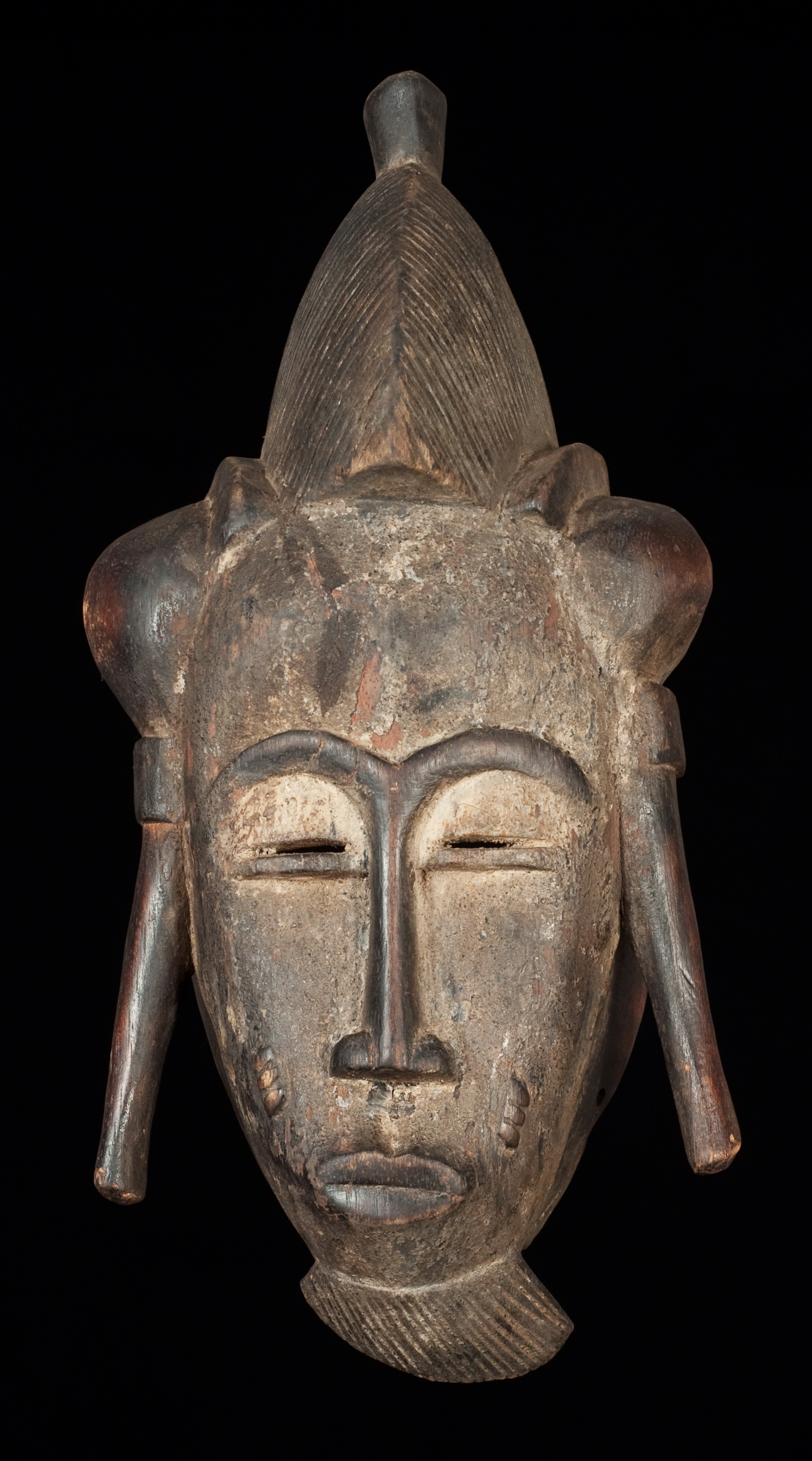
Masque baoulé.

Les masques Dan, Baoulés, Gouros, Guérés et Bétés sont les plus connus. L'art du tissage est également partagé par les Baoulés et les Sénoufos qui sont en outre reconnus pour leur peinture sur tissu. Des figurines de cuivre servant autrefois à peser l'or sont aujourd'hui utilisées comme ornementation, particulièrement dans l'aire culturelle Akan. Mais la danse, soutenue par une variété d'instruments de musique (tam-tams, balafons), reste une pratique largement partagée par tous les peuples ivoiriens traditionnels. Certaines danses ont acquis une célébrité nationale : le Temate de Facobly, la danse des échassiers de Gouessesso et Danané, le Boloye du pays sénoufo, le Zaouli du pays gouro. Il convient également de citer les poteries artistiques fabriquées notamment par des femmes, et entièrement réalisées à la main. Les poteries de Katiola sont les plus célèbres du pays. Ce patrimoine culturel est abondant et disponible. De nombreuses œuvres traditionnelles (surtout les sculptures) sont vendues aux touristes de passage dans les villes balnéaires comme Grand-Bassam ou Assinie. D'autres encore sont exposées dans des galeries d'art ou au musée des civilisations d'Abidjan.

### Peinture
Des peintres tels que Gilbert G. Groud ou Michel Kodjo exposent fréquemment des œuvres de notoriété.

### Cinéma
Le  cinéma ivoirien  compte des réalisateurs comme Désiré Ecaré, Philippe Lacôte.

### Musique
La musique ivoirienne revêt deux aspects : la musique traditionnelle et la musique moderne.

### Musées

#### Abidjan
- Musée des Armées ;
- Musée des civilisations de Côte d'Ivoire ;
- Musée municipal d'Art contemporain de Cocody ;
- Musée des Cultures Contemporaines Adama Toungara[247];
- Musée Combes de Bingerville.

#### Abengourou
- Musée Binger de Zaranou ;
- Musée Charles et Marguerithe Bieth.

#### Autres villes
- Musée Adja Swa, à Yamoussoukro ;
- Musée Adjoman Mihin Raphaël, à Vavoua ;
- Musée du Parc M'Ploussoue de Bonoua, à Bonoua ;
- Musée Don Bosco, à Duékoué ;
- Musée privé de Ndouci, à N'douci ;
- Musée national du costume, à Grand-Bassam ;
- Musée Régional Peleforo Gbon Coulibaly, à Korhogo ;
- Musée Aniaba à Assinie.

## Patrimoine architectural
La Côte d'Ivoire possède une grande variété de monuments historiques. Grand-Bassam, première capitale de la Côte d'Ivoire, abrite le palais du Gouverneur, siège du premier gouvernement à la colonie des Français à la république de Côte d'Ivoire, préfabriqué en France, avant d'être reconstruit et amélioré en Côte d'Ivoire en 1893. La ville compte également au nombre de ses bâtiments pittoresques de style colonial, la maison Varlet et la maison Ganamet appartenant à l'époque à de riches commerçants et dont l'architecture intègre des matériaux locaux de construction.
À Abidjan, la cathédrale Saint-Paul présente une architecture très particulière et contient deux pans entiers de vitraux représentant l'arrivée des missionnaires en Afrique.
À Yamoussoukro, la basilique Notre-Dame-de-la-Paix de Yamoussoukro inaugurée et consacrée par le pape Jean-Paul II en 1990, est une réplique de la basilique Saint-Pierre de Rome et peut accueillir, dans sa partie centrale 18 000 personnes dont 7 000 assises, 30 000 personnes debout sur son parvis et plus de 150 000 personnes debout dans l'espace compris entre les colonnes de son esplanade. Elle est d'autre part considérée comme l'un des édifices religieux les plus grands et les plus vastes au monde, respectivement en termes de hauteur et de superficie,, et a nécessité environ 300 millions de dollars pour sa construction. Mais le bâtiment de la Fondation Félix Houphouët-Boigny pour la recherche de la paix est également remarquable.
Dans le nord du pays, des édifices religieux musulmans de style soudanais caractérisés par un type d'architecture introduit dans l'empire du Mali au XIVe siècle sont également remarquables. Les plus significatifs sont la mosquée de Kaouara (département de Ouangolodougou), la mosquée de Tengréla, la mosquée de Kouto, la mosquée de Nambira (sous-préfecture de M'Bengué), les deux mosquées de Kong ayant, selon les spécialistes, une triple valeur architecturale, historique et patrimoniale.

## Sports

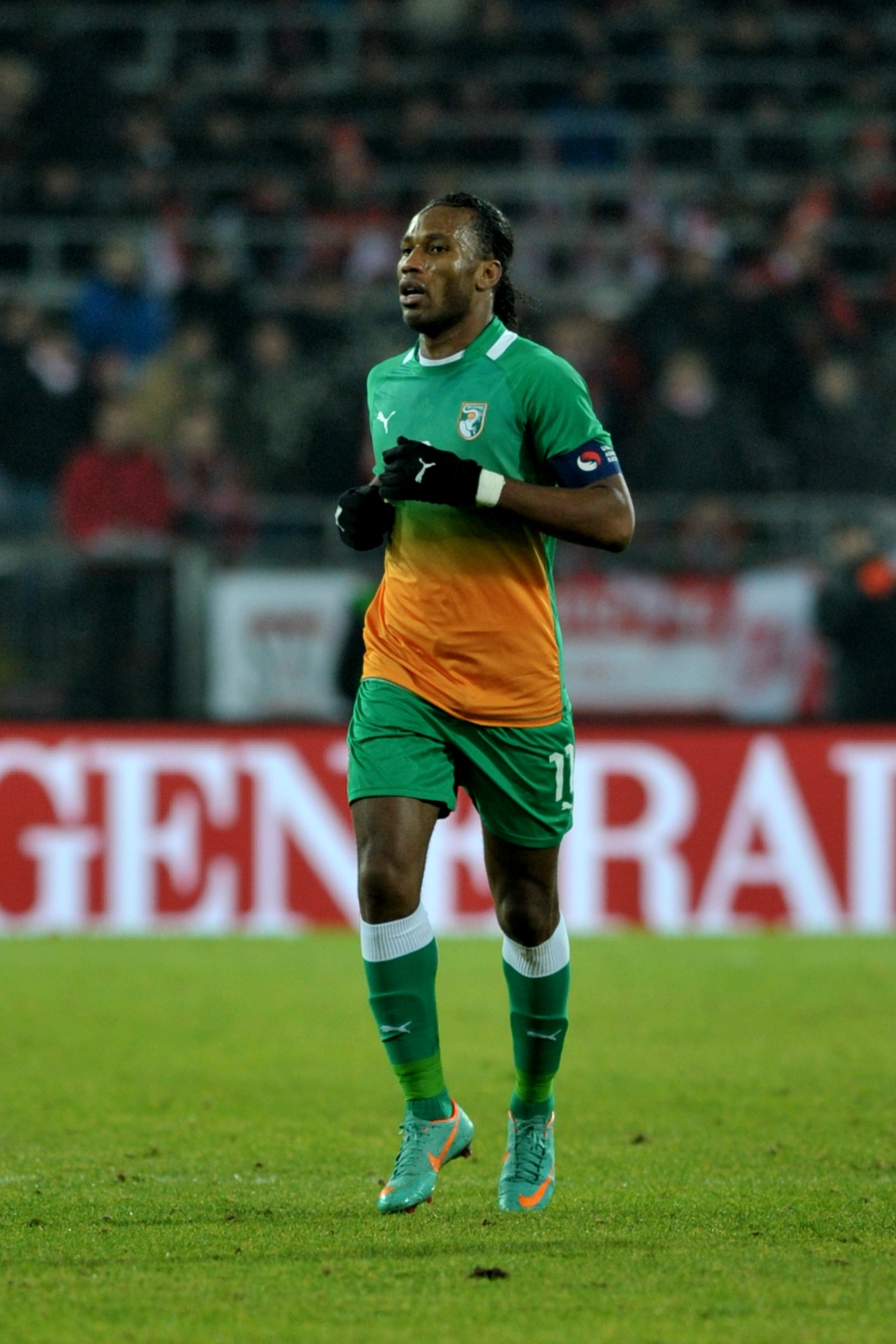
Didier Drogba, ancien capitaine de l'équipe de football de Côte d'Ivoire.

De nombreuses disciplines sportives sont pratiquées dans le pays. Des possibilités diverses de pratique de golf existent avec les terrains de golf d'Abidjan, de Yamoussoukro et de San-Pédro qui offrent quatre parcours de 9 à 18 trous. Chaque année un open international doté du prix Félix Houphouët-Boigny est organisé et enregistre des participants de notoriété.
Les plans d'eau lagunaires et la mer offrent aussi de véritables possibilités sportives dont notamment la pêche sportive, la plongée et la chasse sous-marine, le surf, la voile, la planche à voile, le canoë-kayak ou encore le beach-volley. L'équitation ainsi que les sports mécaniques (rallye du Bandama, moto-cross) sont également pratiqués dans le pays. Le handball, le basket-ball, le volley-ball, le rugby, l'athlétisme et le tennis figurent parmi les disciplines sportives également pratiquées en Côte d'Ivoire.
Cependant, le football reste le sport roi en Côte d'Ivoire. Néanmoins la plupart des clubs professionnels font face à des difficultés financières. Ce sport populaire jusque dans les contrées les plus profondes du pays est largement pratiqué. Chaque ville et même chaque quartier organise ses propres tournois de maracana (Il faut souligner au passage que la Côte d'Ivoire a une équipe nationale de Maracana qui a été championne à la Coupe d'Afrique des Nations de Maracana en 2012 et 2013). La Fédération ivoirienne de football organise et encadre la discipline dominée à l'échelon national par les équipes de l'Africa Sports National et l'ASEC Mimosas dans le temps. Mais depuis deux ans, le Séwé Sport de San Pédro règne sur le championnat national. De nombreux footballeurs évoluent hors du pays dans des formations sportives prestigieuses. Ils sont pour la plupart, sélectionnés dans l'équipe nationale – les Éléphants – lors des compétitions sportives internationales. Autrefois emmenés par des joueurs comme Ben Badi, Gadji Celi et Alain Gouaméné, les Éléphants connaissent également un franc succès avec la génération Didier Drogba qui a notamment été la première à avoir été qualifiée pour la Coupe du monde de football 2006.

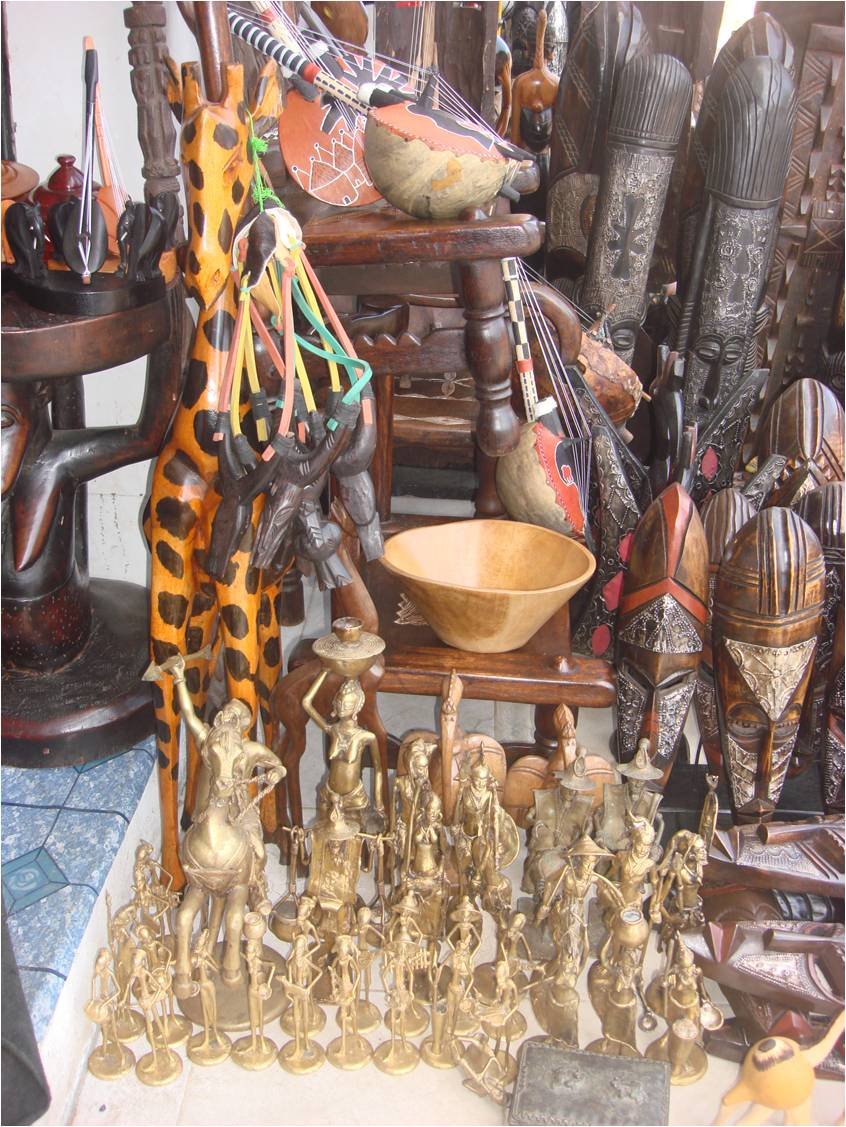
Masques et statuettes en exposition dans le commerce.

Le paysage médiatique est animé par les organes audiovisuels, la presse écrite, les organes de régulation de la profession, en l'occurrence la Commission nationale de la presse remplacée en 2004 par le conseil national de la presse (CNP) et le Conseil national de la communication audiovisuelle (CNCA) et un organe d'autorégulation : l'Observatoire de la liberté de la presse, l'éthique et de la déontologie (OLPED). Depuis 1991, les médias en Côte d'Ivoire sont régis par la loi,,. La Radiodiffusion télévision ivoirienne (RTI) est l'organisme de diffusion radiophonique et audiovisuel de l'État ivoirien. Elle est financée par la redevance, la publicité et des subventions. Elle comporte deux chaînes de télévision et deux stations de radio : La Première, généraliste ; TV2, thématique dédiée au divertissement en majorité et émettant dans un rayon limité à 200 km autour d'Abidjan ; Radio Côte d'Ivoire, généraliste ; Fréquence 2, chaîne de divertissement ; Radio Jam, première radio privée du pays ; Africahit Music TV.
Des journaux de diverses audiences paraissent également principalement à Abidjan. Hormis les journaux du Groupe Fraternité Matin (Presse d'État, 25 000 exemplaires, quotidien), la quinzaine d'autres titres est détenue par des entreprises privées.

### Musique

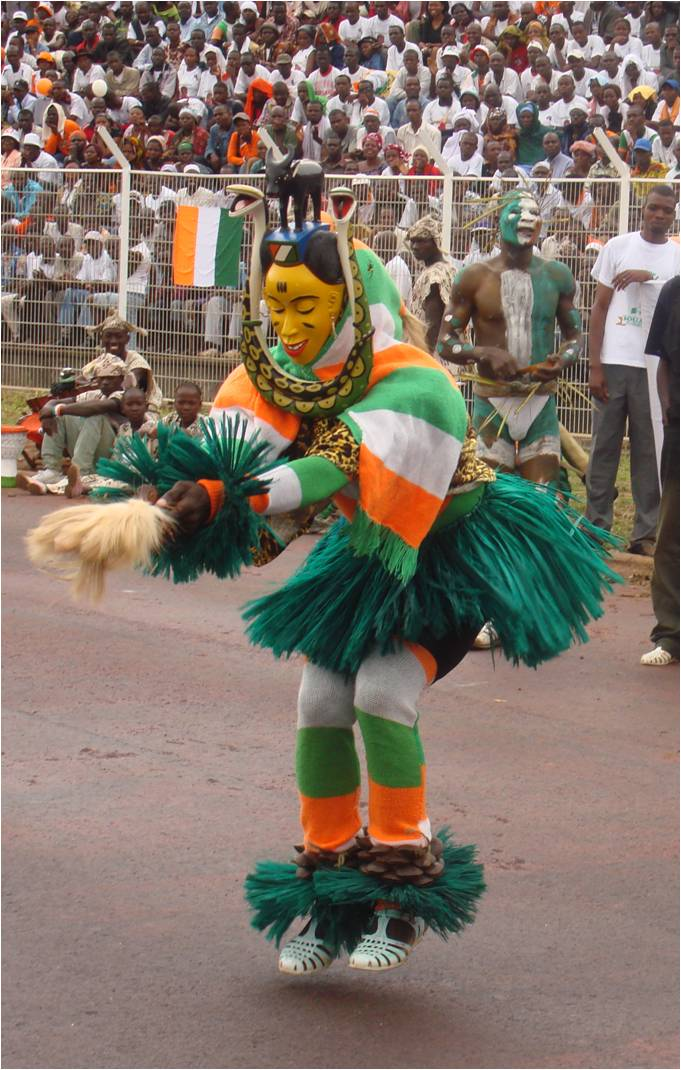
Danse de réjouissance, masque Zaouli du pays Gouro, région du Centre ouest de Côte d'Ivoire.

La musique ivoirienne comporte plusieurs courants qui peuvent se répartir entre les précurseurs (Ziglibithy, Gbégbé, Lékiné…), ceux de seconde génération (Zouglou, Meiway, Mapouka, Youssoumba…) et les courants modernes (coupé-décalé). Elle intègre également de nombreuses danses. Les animateurs des courants précurseurs sont, pour les plus connus : Amédée Pierre, roi du Dopé (nom bété du rossignol), Allah Thérèse, Tima Gbahi, Guéi Jean, Zakry Noël, n-zi (r&b). Les moins traditionalistes sont Anouman Brou Félix, Mamadou Doumbia, François Lougah, Ernesto Djédjé et Justin Stanislas. Une vague d'artistes modernes peut être citée. Il s'agit pour le reggae, de Alpha Blondy, Tiken Jah, Ismaël Isaac, Serges Kassi, Fadal Dey ; pour le zouglou : Serges Bilé, Yodé et l'enfant siro, Magic System, Soum Bill, Espoir 2000, pour le Youssoumba, Aboutou Roots ; pour la musique mandingue, de Aïcha Koné, Mawa Traoré, Kandet Kantet, Affou Kéïta ; pour la musique des Disc-Jockeys, de Douk Saga, La Jet Set, DJ Arafat, Debordo Leekunfa, DJ Lewis, Don Mike le Gourou, DJ Jacob et bien d'autres ; pour les variétés, de Meiway, Les Reines-Mères avec Werewere Liking et N'serel Njock, Bailly Spinto, Johnny La Fleur, Luckson Padaud, Betika, Affo Love, Mathey, Tiane, Nigui Saff K-Dance, Sothéka, Alain de Marie, Joëlle-C ; pour le jazz, Luc Sigui, Paco Sery, et Isaac Kemo saxophoniste talentueux, pour la musique religieuse, de Schékina, O'Nel Mala, Pasteur Adjéi, Constance, les frères Coulibaly… et pour la musique sentimentale, de Daouda Frost.
RTI Music Awards récompense les meilleurs artistes ivoiriens et africains de l'année. Ce trophée est décerné par la RTI.

### Cinéma, théâtre et télévision
Le genre théâtral est dominé par la troupe panafricaine du centre culturel Ki-Yi Mbock de Werewere Liking et de nombreux humoristes dont Digbeu Cravate, Zoumana, Adjé Daniel, Gbi de Fer, Jimmy Danger, Doh Kanon, Adrienne Koutouan, Marie Louise Asseu, Adama Dahico, Bamba Bakary et le duo Zongo et Tao qui, tous, se produisent à la fois dans les salles de spectacles, à la télévision et dans des films.
Le cinéma ivoirien, depuis l'avènement du numérique, a connu, dès 2004, de nouvelles sorties de films comme Coupé-décalé de Fadiga de Milano, Le Bijou du sergent Digbeu de Alex Kouassi, Signature de Alain Guikou ou Un homme pour deux sœurs de Marie-Louise Asseu. Actuellement[C'est-à-dire ?] on assiste à la sortie d'un film tous les trois mois en moyenne. Ces films connaissent souvent des défauts techniques (image ou son), mais leur rythme de production représente, grâce au numérique, un nouveau départ pour le cinéma ivoirien.
Le Marché des arts du spectacle africain (MASA) créé en 1993 par l'Organisation internationale de la francophonie, est devenu depuis mars 1998 un programme international de développement des arts vivants africains. C'est un projet artistique panafricain comprenant un marché de spectacles, un forum de professionnels et un festival qui se déroule à Abidjan tous les deux ans.
Faya Flow est le plus grand concours de hip hop de Côte d'Ivoire. Il est organisé depuis 2005 par l'association Jeunesse Active de la Culture Hip hop (JACH, lu « jack »). Consacrant l'usage de la parole, du corps, et de la scène ; notamment à travers les chants et textes poétiques, la danse et la chorégraphie, ce concours révèle le potentiel artistique des talents en herbe qui sont par la suite récompensés et encouragés.
La série télévisée Ma famille a rencontré un large public dans toute la sous-région.

### Cuisine

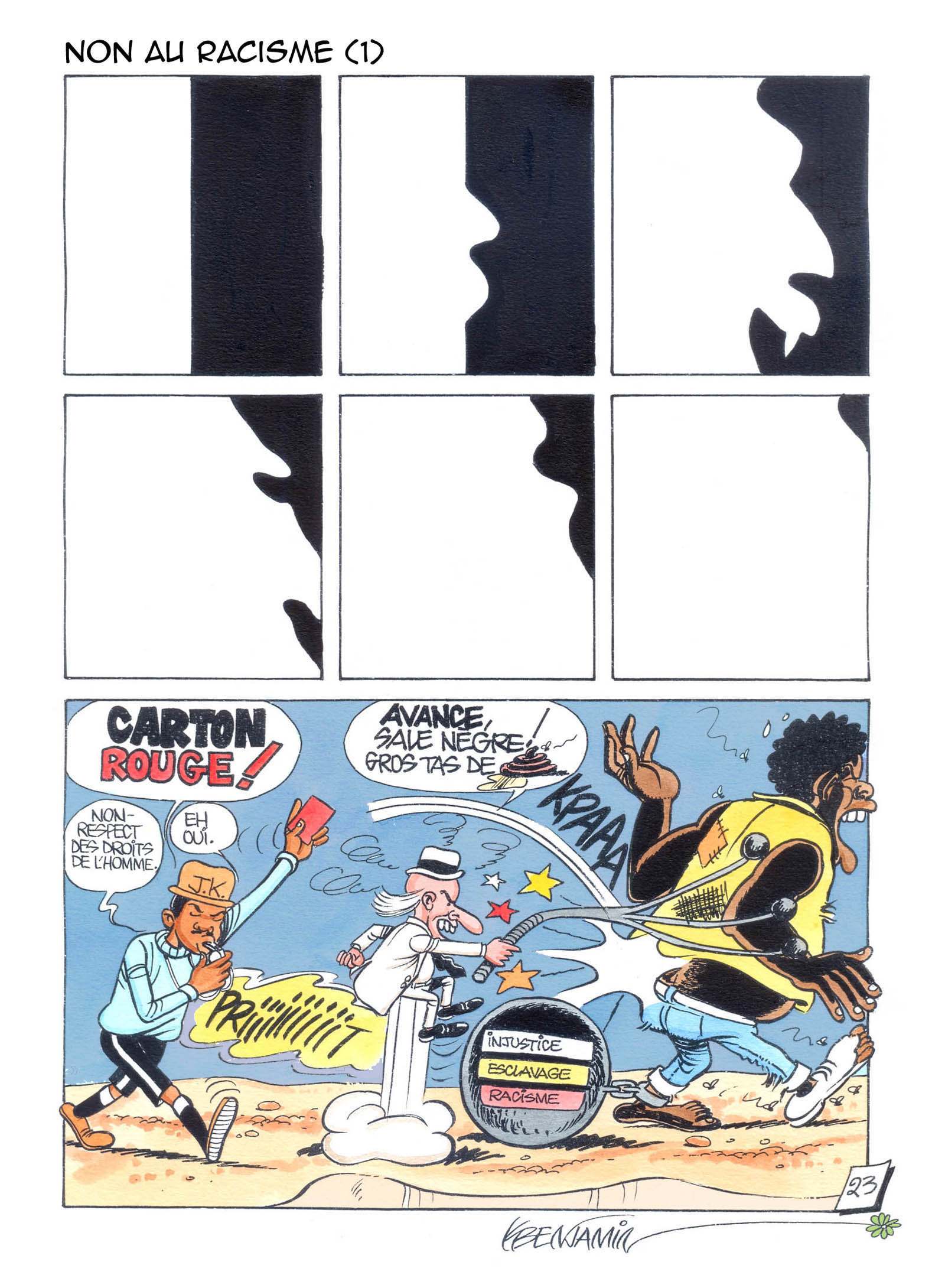
Une planche de bande dessinée réalisée par Benjamin Kouadio alias Kbenjamin dénonçant un comportement raciste.

## Relations internationales

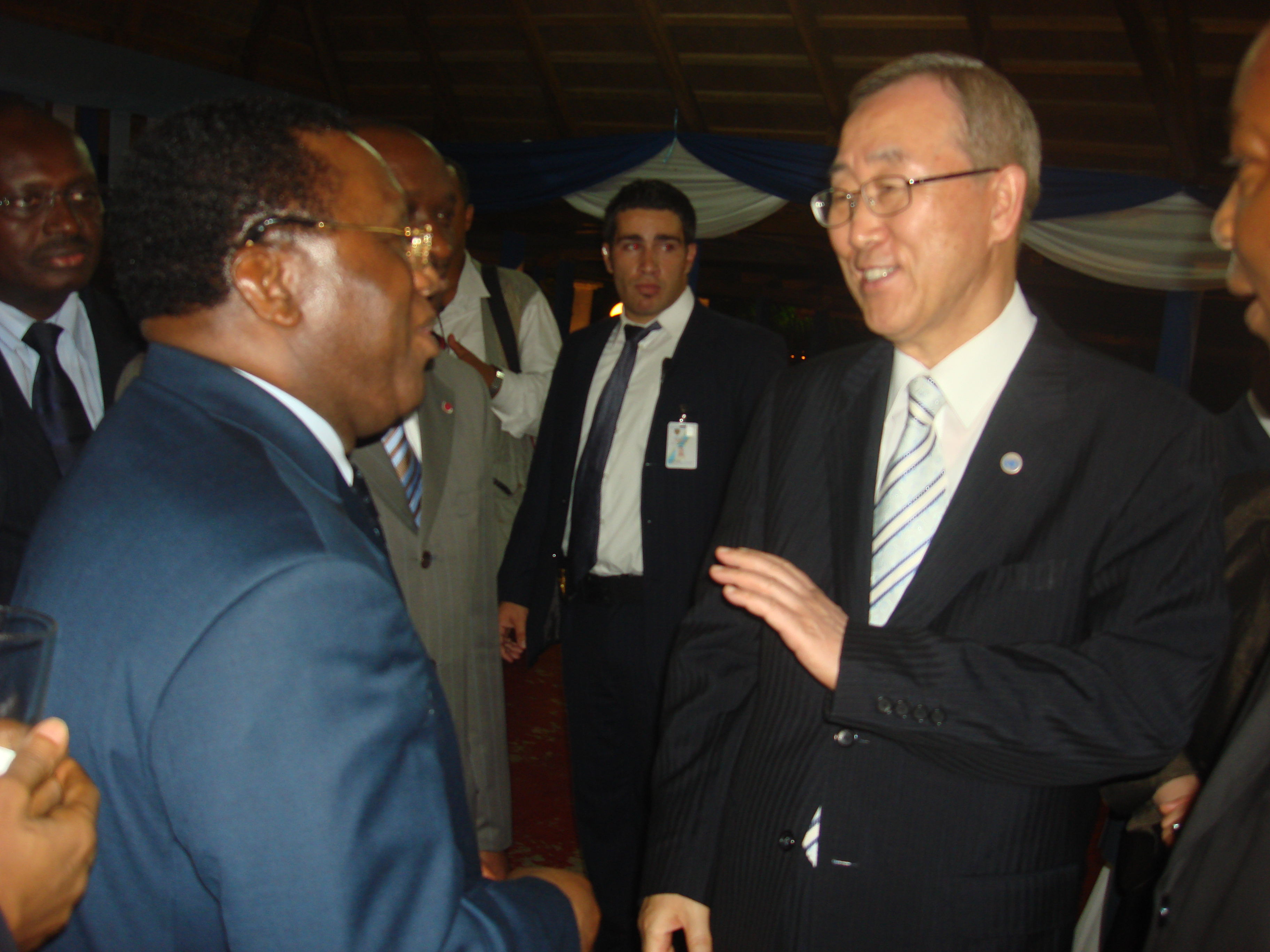
Le Secrétaire général de l'ONU échangeant avec le ministre ivoirien des Affaires étrangères à Abidjan.

En Afrique, la diplomatie ivoirienne a privilégié l'option d'une coopération par paliers. Elle forme, en 1959, le Conseil de l'Entente avec le Dahomey (Bénin), la Haute-Volta (Burkina Faso) le Niger et le Togo ; en 1965, l'Organisation commune africaine et malgache (OCAM) ; en 1972, la Communauté économique de l'Afrique de l'Ouest (CEAO) ; et en 1975 la Communauté économique des États de l'Afrique de l'Ouest (CEDEAO). Membre fondateur de l'Organisation de l'unité africaine (OUA) en 1963, puis de l'Union africaine en 2000, la Côte d'Ivoire y défend le respect de la souveraineté des États ainsi que le renforcement de la coopération et de la paix entre les pays africains.
Dans le monde, la diplomatie ivoirienne milite pour des relations économiques et commerciales équitables, notamment la juste rémunération des productions agricoles et la promotion de relations pacifiques avec tous les pays. La Côte d'Ivoire entretient de ce fait des relations diplomatiques avec de nombreux pays d'Afrique et du monde. Elle a notamment signé la Convention relative au statut des réfugiés, son protocole de 1967, et la Convention de 1969 gouvernant les aspects spécifiques des problèmes du réfugié en Afrique. Ses représentations diplomatiques à l'étranger sont installées sur tous les continents et ce pays, membre de l'ONU, entretient des rapports plus ou moins étroits avec plusieurs nations.

### Relations avec la Chine

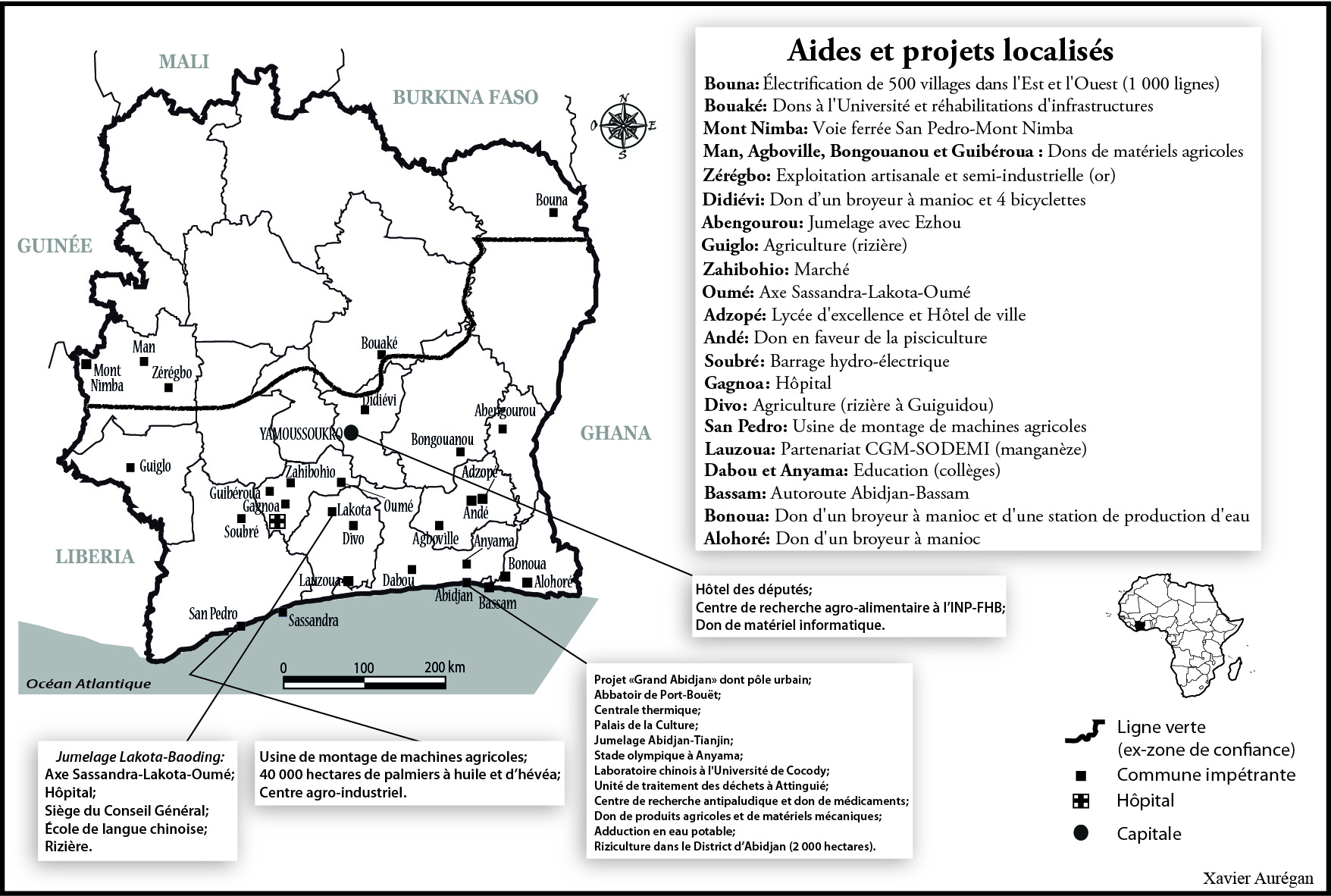
Coopération sino-ivoirienne entre 1983 et 2013.

De 1983 à 2013, 174 projets de coopération (aide publique au développement) et investissements chinois ont été réalisés en Côte d'Ivoire. Sur ces 174 projets, 112 représentent environ 12 milliards d'euros. Le projet le plus coûteux est le pôle urbain à Abidjan (8,9 milliards d'euros). En outre, les infrastructures constituent 86 % de l'aide publique chinoise. La majorité de cette dernière fut accordée durant la crise politique ivoirienne entre 2002 et 2010, soit, 69 % (8,3 milliards d'euros) sous la présidence de Laurent Gbagbo.
À Abidjan, les ressortissants chinois sont environ 2 500. Ils exercent principalement dans le commerce, à Adjamé, ou la restauration, à Cocody. Ils ont créé environ 100 entreprises.
| Afrique du Sud      | Algérie      | Allemagne     | Angola   | Arabie saoudite | Autriche    |
| Belgique            | Brésil       | Burkina Faso  | Cameroun | Canada          | Chine       |
| République du Congo | Corée du Sud | Danemark      | Égypte   | Espagne         | États-Unis  |
| Éthiopie            | France       | Gabon         | Ghana    | Guinée          | Inde        |
| Iran                | Palestine    | Italie        | Japon    | Liberia         | Libye       |
| Maroc               | Mexique      | Nations unies | Nigeria  | Portugal        | Royaume-Uni |
| Russie              | Sénégal      | Suisse        | Tchad    | Tunisie         |             |
| Turquie             | Vatican      |               |          |                 |             |

| Afrique du Sud | Algérie    | Allemagne           | Angola       | Arabie saoudite    | Autriche  |
| Belgique       | Brésil     | Burkina Faso        | Cameroun     | Canada             | Cap-Vert  |
| Colombie       | Chine      | République du Congo | Corée du Sud | Cuba               | Danemark  |
| Égypte         | Espagne    | États-Unis          | Éthiopie     | France             | Gabon     |
| Ghana          | Grèce      | Guinée              | Inde         | Indonésie          | Iran      |
| Israël         | Italie     | Japon               | Kenya        | Koweït             | Liban     |
| Liberia        | Libye      | Madagascar          | Malaisie     | Mali               | Malte     |
| Maroc          | Mauritanie | Nations unies       | Niger        | Nigeria            | Norvège   |
| Pakistan       | Palestine  | Pays-Bas            | Portugal     | Royaume-Uni        |           |
| Russie         | Sénégal    | Suède               | Suisse       | République tchèque | Thaïlande |
| Tunisie        | Turquie    | Union européenne    | Vatican      | Zambie             |           |

## Ordres et décorations
Ordres nationaux (2) :
- Ordre national (Côte d'Ivoire)
- Ordre du Mérite ivoirien

Ordres ministériels/spécifiques (10) :
- Ordre du Mérite de la Santé publique
- Ordre du Mérite culturel
- Ordre du Mérite de l'Éducation nationale
- Ordre du Mérite des Travaux publics
- Ordre du Mérite agricole
- Ordre du Mérite sportif
- Ordre du Mérite des Postes et Télécommunications
- Ordre du Mérite des Mines
- Ordre du Mérite maritime
- Ordre du Mérite de la Fonction publique
- Ordre du Mérite de la Justice

### Codes internationaux utilisés
| Code | Norme ou liste                                                  |
| ---- | --------------------------------------------------------------- |
| CI   | ISO 3166-1 (liste des codes pays) code alpha-2                  |
| CI   | liste des codes internationaux des plaques minéralogiques       |
| .ci  | Domaine de premier niveau                                       |
| CIV  | ISO 3166-1 (liste des codes pays), code alpha-3                 |
| CIV  | liste des codes pays du CIO                                     |
| DI   | Code OACI des aéroports                                         |
| IV   | liste des codes pays utilisés par l'OTAN, code alpha-2 (désuet) |
| TU   | liste des préfixes OACI d'immatriculation des aéronefs          |

#### Liste des présidents successifs
| Mandat    | Identité               | Parti Politique | Qualité         | Statut      |
| --------- | ---------------------- | --------------- | --------------- | ----------- |
| 1960-1993 | Félix Houphouët-Boigny | PDCI            | Homme politique | élu         |
| 1993-1999 | Henri Konan Bédié      | PDCI            | Homme politique | élu         |
| 1999-2000 | Robert Guéï            | UDPCI           | Homme politique | Coup d'État |
| 2000-2011 | Laurent Gbagbo         | FPI             | Homme politique | élu         |
| 2011-2015 | Alassane Ouattara      | RDR             | Homme politique | élu         |
| 2015-2020 | Alassane Ouattara      | RHDP            | Homme politique | élu         |
| 2020-2025 | Alassane Ouattara      | RHDP            | Homme politique | élu         |

#### Généralités
- Bertin N'guessan Gbohourou, « La Côte d'Ivoire de A à Z : un repertoire de nos vertus », Fraternité Matin, no 1613,‎ 7 avril 1970, p. 8.
- Gabriel Rougerie, L'Encyclopédie générale de la Côte d'Ivoire : le milieu et l'histoire, Abidjan, Paris, Nouvelles éditions africaines, 1978 (ISBN 2-7236-0542-6)
- Gabriel Rougerie, L'Encyclopédie générale de la Côte d'Ivoire : l'État et l'économie, Abidjan, Paris, Nouvelles éditions africaines, 1978 (ISBN 2-7236-0542-6)
- Raymond Borremans, Le grand dictionnaire encyclopédique de la Côte d’Ivoire, vol. 6, Abidjan, Nouvelles éditions africaines, 1986-2004, 2112 p. (ISBN 9782723607339)
- Jean Noël Loucou, Bibliographie de la Côte d'Ivoire (1960-1980), Université d'Abidjan, département d'histoire, Abidjan, 1982, 134 p

#### Histoire

##### Avant la colonisation
- Gilbert Gonnin et René Kouamé Allou, Côte d'Ivoire : les premiers habitants, Éditions CERAP, Abidjan, 2006, 122 p.  (ISBN 2-915352-30-5)
- Jean Noël Loucou, Histoire de la Côte d'Ivoire. La formation des peuples, suivi d'un tableau des ethnies ivoiriennes, Abidjan, CEDA, 1984, 188 p.

##### Période coloniale
- Histoire de la Côte d'Ivoire, Abidjan, éditions AMI, Nathan, 1992 (OCLC 33233462)
- Albert Adu Boahen (dir.), Histoire générale de l'Afrique, vol. VII : l'Afrique sous domination coloniale 1880-1935, Paris, Présence africaine, Edicef, Unesco, 1989 (ISBN 2-7087-0519-9, 2-850-69513-0 et 92-3-202499-3)
- Simon Pierre Ekanza, L’Afrique au temps des Blancs (1880-1935), Abidjan, Éditions CERAP, 2005, 188 p. (ISBN 9782915352092)
- Jean Noël Loucou, Côte d’Ivoire : les résistances à la conquête coloniale, Abidjan, Éditions CERAP, 2007, 150 p. (ISBN 2-915352-31-3)
- Gabriel Lisette, Le Combat du Rassemblement démocratique africain pour la décolonisation pacifique de l'Afrique noire, Paris, Présence africaine, 1983, 398 p. (ISBN 2-708-70421-4)

##### Régime du président Houphouët-Boigny
- Marcel Amondji, Côte d'Ivoire : Le PDCI et la vie politique de 1945 à 1985, Éditions L'Harmattan, Paris, 1986, 205 p.  (ISBN 2-85802-631-9).
- Laurent Gbagbo, Côte-d’Ivoire, pour une alternative démocratique, Paris, Éditions L'Harmattan, 2004, 177 p. (ISBN 2-858-02303-4)
- (en) Robert J. Mundt, « Côte d’Ivoire: Continuity and Change in a Semi-Democracy », dans John F. Clark et David E. Gardinier (dir.), Political Reform in Francophone Africa, Boulder, Westview Press, 1997 (ISBN 0-8133-2785-7), p. 182-203.

##### Guerre civile
- Arsène Ouegui Goba, Côte d'Ivoire : Quelle issue pour la transition ?, Paris, Éditions L'Harmattan, 2000, 142 p. (ISBN 2738494838, lire en ligne)
- Le Toubabou, Le Millefeuille ivoirien - un héritage de contraintes, Paris, Éditions L'Harmattan, 2006, 345 p. (ISBN 2-7475-9866-7)
- Amadou Koné, Houphouët-Boigny et la crise ivoirienne, Paris, Éditions Karthala, 2003, 230 p. (ISBN 2-8458-6368-3)
- Ange Ralph Gnahoua, La crise du système ivoirien, aspects politiques et juridiques, Paris, Éditions L'Harmattan, 2006, 230 p. (ISBN 2-296-00425-3)
- Mamadou Koulibaly, La guerre de la France contre la Côte d'Ivoire, Paris, Éditions L'Harmattan, 2003 (ISBN 2-7475-5367-1, lire en ligne)
- Jacques Baulin, La Succession d'Houphouët-Boigny, Karthala, Paris, 2000, 180 p.  (ISBN 2-84586-091-9).
- Bailly Diégou, La Réinstauration du multipartisme en Côte d'Ivoire, ou la double mort d'Houphouët-Boigny, Éditions L'Harmattan, Paris, 2000, 283 p.  (ISBN 2-73842-349-3)
- Henri Konan Bédié, Les chemins de ma vie : entretiens avec Éric Laurent, Plon, Paris, 1999, 247 p.  (ISBN 2-259-19060-X) (BNF 37039620)
- Henriette Diabaté et Léonard Kodjo, Notre Abidjan : "toujours plus haut", Ivoire Média, Abidjan, 1991, 256 p.
- Anicet Djéhoury, La guerre de Côte d'Ivoire, l'Harmattan, 2007.

##### Institutions
- Francis Vangah Wodié, Institutions politiques et droit constitutionnel en Côte d’Ivoire, Abidjan, Presses universitaires de Côte d’Ivoire, 1996, 625 p. (ISBN 2-7166-0389-8)
- René Dégni-Ségui, Droit administratif général : l'organisation administrative, Abidjan, Éditions Ceda, septembre 2002 (réimpr. 3e édition) (ISBN 2-86394-475-4)
- Paul Désalmand, Histoire de l'éducation en Côte d’Ivoire : de la Conférence de Brazzaville à 1984, t. 2, Abidjan, CERAP, 2005, 590 p. (OCLC 634265836)
- Saliou Touré (dir.), L'ivoirité ou l'esprit du nouveau contrat social du Président Henri Konan Bédié, Abidjan, Presses universitaires de Côte d’Ivoire, 1996, 179 p. (ISBN 2716603928)

##### Sociétés
- Marie Miran, Islam, histoire et modernité en Côte d’Ivoire, Paris, Éditions Karthala, 2006, 546 p. (ISBN 2-84586-776-X)

#### Économie
- Antoine Asseypo Hauhouot, Développement, aménagement, régionalisation en Côte d'Ivoire, Abidjan, Editions universitaires de Côte d'Ivoire, 2002 (ISBN 2-84515-020-2)
- Jean Sauvy, Initiation à l'économie des pays en voie de développement, Institut international d'Administration publique, Paris, 1968, 281 p.
- Claude Garrier, L'exploitation coloniale des forêts de Côte d’Ivoire - une spoliation institutionnalisée, Paris, Éditions L'Harmattan, 2006, 256 p. (ISBN 2-7475-9866-7)
- Claude Garrier, Forêt et institutions ivoiriennes - la forêt miroir des politiques, Paris, Éditions L'Harmattan, 2006, 397 p. (ISBN 978-2-296-02655-1)
- Claude Garrier, Côte d’Ivoire et zone OHADA : gestion immobilière et droit foncier urbain, Paris, Éditions L'Harmattan, 2007, 288 p. (ISBN 978-2-296-04169-1)
- Antoine Dulin et Jean Merckaert (dir.), Biens mal acquis… profitent trop souvent : la fortune des dictateurs et les complaisances occidentales (document de travail), CCFD, mars 2007, 126 p. (lire en ligne).